# Liste der Kulturdenkmale in Grimma (Le–Z)

Wappen von Grimma

In der Liste der Kulturdenkmale in Grimma (Le–Z) sind die Kulturdenkmale der sächsischen Stadt Grimma verzeichnet, die bis September 2024 vom Landesamt für Denkmalpflege Sachsen erfasst wurden (ohne archäologische Kulturdenkmale) und deren Anschrift mit den entsprechenden Anfangsbuchstaben beginnt. Die Anmerkungen sind zu beachten.
Diese Aufzählung ist eine Teilmenge der Liste der Kulturdenkmale in Grimma.

## Grimma
| Bild                                    | Bezeichnung | Lage                                                     | Datierung | Beschreibung | ID       |
| --------------------------------------- | --- | -------------------------------------------------------- | --- | --- | -------- |
| Direkt Bild zu diesem Denkmal hochladen | Seitenflügel eines Wohnhauses (mit Leipziger Platz 1, dieses kein Denkmal) | Leipziger Platz 1 (Karte)                                | 1685 Dendro, im Kern wohl älter | Zweigeschossiger Putzbau, Erdgeschoss mit Kreuzgratgewölben, vermutlich spätmittelalterlicher Keller, Teil der historischen Altstadtbebauung, ortsentwicklungs- und baugeschichtlich von Bedeutung. Aufgrund seiner Aussagefähigkeit zur Bauentwicklung in der Grimmaer Altstadt in der frühen Neuzeit bzw. im Mittelalter (Keller) erlangt das Objekt stadtentwicklungsgeschichtliche und baugeschichtliche Bedeutung, wobei zusätzlich ins Gewicht fällt, dass das Gebäude zum baulichen Umfeld der Frauenkirche gehört. Zweigeschossiger, massiver Putzbau, der als Seitenflügel zu dem Wohnhaus Leipziger Platz 1 fungiert und im Kern mindestens auf die Renaissancezeit (16. Jahrhundert) zurückgeht, der darunterliegende Keller könnte durchaus mittelalterlichen Ursprungs sein. Um 1685 ist anhand dendrochronologischer Befunde eine barocke Umbauphase nachweisbar, bei der hintere Gebäudeteil untergliedert wurde und das zweijochige Kreuzgratgewölbe und die Korbbogenfenster im Erdgeschoss entstanden. In die gleiche Zeitspanne fällt auch die Errichtung des Dachtragwerks (einfacher Kehlbalkendachstuhl), der mit jüngeren Veränderungen in Teilen erhalten ist. | 09304948 |
|                                         | Wohnhaus in geschlossener Bebauung und in Ecklage | Leipziger Platz 3 (Karte)                                | Mitte 19. Jahrhundert | Städtebaulich bedeutsamer Eckbau, Putzbau mit Erker, archivalisch seit 1686 nachweisbar, gründerzeitlich geprägte Fassade, bau- und ortsentwicklungsgeschichtlich von Bedeutung. Zweigeschossig, 9-1-6 Achsen, Putzfassade, großer Ladenbereich im Erdgeschoss, neues Ziegeldach mit Gaupen, Fenster neu, saniert, gebrochene Ecke mit Erker, aus Historischem Namensregister 1837: drei Fleischhauer: 1686 Kaspar Schindler, 1729 Siegfried Schindler, 1780 Christian Schindler. | 08966848 |
| Weitere Bilder                          | Wohnhaus in geschlossener Bebauung | Leipziger Platz 4 (Karte)                                | 2. Drittel 19. Jahrhundert | Mit Tordurchfahrt und Ladeneinbau, breitgelagerter Baukörper spätklassizistischer Formensprache, städtebaulich unverzichtbarer Bestandteil der Platzgestaltung, baugeschichtlich von Bedeutung, mit Durchfahrt und Ladeneinbau im Erdgeschoss. Zweigeschossig, zehn Achsen, Putzfassade, Fenstergewände aus Naturstein (vermutlich Sandstein), Zwerchhaus vierachsig, Ziegeldach neu, Fenster neu, saniert, mit Durchfahrt, im Hof Stellplätze und Anbau des Ladenbereiches, vermutlich ehemals Lohgerber-Grundstück, bei Grabungen Scherben des 12. Jahrhunderts gefunden. | 08966791 |
|                                         | Wohn- und Geschäftshaus in geschlossener Bebauung sowie Werkstattgebäude im Hof | Leipziger Platz 5 (Karte)                                | 1934 | Einer der wenigen 1930er-Jahre-Bauten im Altstadtbereich mit architektonisch anspruchsvoller Durchbildung bis in Details, Anklänge an Moderne und Heimatstil, baugeschichtlich von Bedeutung. - Wohn- und Geschäftshaus: mit Durchgang und Laden. Dreigeschossig, fünf Achsen, ausgebautes Dachgeschoss, Putzfassade mit Klinkergliederung, Ladenzone mit Kunststein, Mansarddach mit Ziegeldeckung, vergleiche Haus Lange Straße 48, Schmiedetor von Ferdinand Walther, original: Hoftor, Türen im Inneren, qualitätvolles Treppenhaus, Fenster, Hoftür - schlichtes zweistöckiges Werkstattgebäude im Hof: zweigeschossig, Putzfassade, querliegende Fenster, selten in dieser Zeit mit architektonischem Anspruch | 08966790 |
| Weitere Bilder                          | Gasthaus in Ecklage und geschlossener Bebauung (Restaurant Olympia, ehemals Hotel Goldenes Schiff) | Leipziger Platz 6 (Karte)                                | Bezeichnet mit 1803, später überformt | Zeugnis städtischen Beherbergungsgewerbes, platzbildbestimmende Ecksituation, Dokumentations- und Erinnerungswert, baugeschichtlich von Bedeutung. - Wohnstallhaus an der Leipziger Straße: zweigeschossig, elf Achsen im Obergeschoss, Toreinfahrt Korbbogenportal, alle Gewände Rochlitzer Porphyrtuff, Putzfassade, saniert, ziegelgedecktes Satteldach, 18. Jahrhundert (?), bezeichnet mit 1803 - Gasthaus: zweigeschossig, Putzfassade, Giebel zur Leipziger Straße vier Achsen und Krüppelwalmdach, Ziegeldach, Fenster und Putz neu, Zugangstüren erneuert | 08966732 |
| Weitere Bilder                          | Wohnhaus in halboffener Bebauung, ehemalige Schmiede | Leipziger Platz 7 (Karte)                                | Mitte 17. Jahrhundert | Wohnhaus mit Fachwerk-Obergeschoss, einzigartiges Fachwerk mit Andreaskreuzen, als alte Schmiede von Interesse für die Ortsgeschichte, Zeugnis alter Handwerkstradition, baugeschichtlich von Interesse. Zweigeschossig, Erdgeschoss verändert, Obergeschoss Sichtfachwerk, ziegelgedecktes Satteldach. | 08966731 |
| Weitere Bilder                          | Mietshaus in geschlossener Bebauung | Leipziger Platz 11 (Karte)                               | Um 1890 | Einfach gegliederter Putzbau gegenüber der Einmündung Lange Straße, Zeugnis der gründerzeitlichen Platzbebauung, baugeschichtlich von Bedeutung. Dreigeschossig, fünf Achsen, Ladeneinbau, Putzfassade, ziegelgedecktes Satteldach, Haustür original, Fenster neu, Stein-Treppenhaus, originale Wohnungstüren, Rückfront nicht sehr ansprechend. | 08966730 |
| Direkt Bild zu diesem Denkmal hochladen | Grenz- und Gemarkungsstein | Leipziger Straße                                         | Um 1550 | Aus Rochlitzer Porphyrtuff, regionales Geschichtszeugnis | 08966976 |
| Weitere Bilder                          | Postmeilensäule | Leipziger Straße (Karte)                                 | 1996–1997 (Kopie), Original bezeichnet mit 1723 | Kursächsische Postmeilensäulen (Sachgesamtheit), Kopie einer Distanzsäule, verkehrsgeschichtlich von Bedeutung. Kopie einer Kursächsischen Distanzsäule aus Sandstein mit der Jahreszahl 1723, Wappenstück, Inschriften auf einschließlich Jahreszahl und Posthorn und Sockel. Die Säule wurde 1723 am Leipziger Tor aufgestellt. Wann die Säule abgebrochen wurde, ist nicht bekannt. Am 28. April 1997 wurde eine Kopie der Säule am Schwanenteich aufgestellt. | 09304979 |
| Weitere Bilder                          | Denkmal für die Opfer des Faschismus im Schwanenteich- oder Stadtpark | Leipziger Straße (Karte)                                 | 1952 | Hoher Granitunterbau mit Inschriften und Figur eines Mannes, Geschichtszeugnis. Hoher Granitunterbau mit Inschriften und Figur eines Mannes „Den unsterblichen Helden im Kampf gegen Faschismus und Krieg“, „Sie starben, daß Deutschland lebe in Einheit, Frieden und Freiheit“ (Denkmalentwurf wohl von 1948). | 08966770 |
|                                         | Zwei Nebengebäude im Hof (Abbruch der Vorderhäuser 2002) | Leipziger Straße 1, 1a (Karte)                           | Ende 19. Jahrhundert | Die ehemaligen Pferdeställe im Hof durch die Husaren der Garnison genutzt, gründerzeitliche Gebäude aus Klinker-Mauerwerk, bauhistorisch und ortsgeschichtlich interessant. Lehm-Kratzmuster, seit 1975 unter Denkmalschutz Wohn- und Geschäftshaus mit Teilen der historischen Ausstattung (unter anderem Bretterdecke im Obergeschoss und Lehmstaken-Balkendecke im Erdgeschoss). - Wohnhaus Nummer 1 (rechts): zweigeschossig, Putzfassade, biedermeierliches Portal mit Schlussstein (Initiale „V“), Rochlitzer Porphyrtuff, Obergeschoss Fachwerk, Satteldach mit liegendem Stuhl und Ziegeldeckung (1965), innen Flur mit Steinplatten, drei kleine Kellertonnen (Rest eines Renaissance-Portals, Leuchternische, Ziegelstufen) - Wohnhaus Nummer 1a: zweigeschossig, vier Achsen, Massivbau verputzt, Giebeldreieck verbrettert, Satteldach liegender Stuhl mit zwei Spitzsäulen, im Dachgeschoss Die abgebrochenen Vorderhäuser mit Kern aus dem 16. Jahrhundert, seit 1975 unter Denkmalschutz, Zeugnisse der historischen Altstadtbebauung, nach Flutkatastrophe 2002 Einsturz und Abbruch am 20. August 2002. | 08966748 |
|                                         | Wohnhaus in geschlossener Bebauung | Leipziger Straße 4 (Karte)                               | 1906 | Mit Laden, straßenbildcharakterisierendes gründerzeitliches Gebäude an geschlossenem Straßenzug, Klinkerfassade mit Zwerchhaus im Dach, baugeschichtlich von Bedeutung. Zweigeschossig, vier Achsen, ausgebautes Dachgeschoss, Laden, Fenster neu, Dach mit Altziegeln, Erdgeschoss verputzt, Obergeschoss Klinkerfassade mit Kunststeinfenstergewänden, unterkellert, original: Haustür mit Klinke, möglicherweise blieb nach der Flutkatastrophe 2002 nur die Fassade stehen, das übrige Gebäude durch Neubau ersetzt (?). | 08966727 |
| Weitere Bilder                          | Wohnturm an der Weberstraße (mit Ausstattung, unter anderem Blockstube und Brettdecke aus Wohnhaus Weberstraße 13) und zwei Wirtschaftsgebäude (Scheune und Stallgebäude) auf dem Grundstück sowie Grundstücksmauer (Stadtgut)                                                                                    | Leipziger Straße 5 (Karte)                               | Kern um 1230/1240 (Wohnturm); 1409 (Wohnturm); 16. Jahrhundert (Blockstube aus Weberstraße 13); 18. Jahrhundert (Scheune); 1867 (Stallgebäude)                                      | Eines der wenigen erhaltenen Ackerbürgergrundstücke (1867 eingerichtetes Stadtgut), historisch überaus interessante Gebäudeanlage, Scheune zum Teil in Fachwerk, wissenschaftlich von Interesse der mittelalterliche Wohnturm, baugeschichtlicher und ortshistorischer Wert und Seltenheitswert (abgebrochenes barockes Wohnhaus ehemals in stadtbildprägender Ecklage). Früher Leipziger Gasse 136, Besitzer Christian Albrecht (Tuchmacher), 1692 Benjamin Dümbte (Bäcker), vierteiliger Gebäudekomplex. - Wohnturm: zweigeschossig, Erdgeschoss in Bruchstein-Ziegel-Mauerwerk, Putzfassade, Korbbogenportal mit Schlussstein (bezeichnet mit 17..), Satteldächer als Ziegeldächer, alte Dachstühle, Haustür- und Fenstergewände aus Rochlitzer Porphyrtuff, vermutlich Reste eines ehemaligen Wohnturmes, vermutlich 16. Jahrhundert, Keller 13. Jahrhundert (?) - Nebengebäude, Scheune: Fachwerk mit Verblattungen, Wirtschaftsgebäude entlang der Weberstraße, Scheune in rückwärtiger Gehöftlage, 19. Jahrhundert, Bruchsteinbau, ziegelgedecktes Satteldach, Speicherluke, nach 1856 errichtet - Grundstücksmauer: Bruchsteinmauer Das Vorderhaus von 1772 an der Leipziger Straße am 20. August 2002 abgebrochen. | 08966747 |
|                                         | Wohnhaus in geschlossener Bebauung | Leipziger Straße 6 (Karte)                               | Ende 18. Jahrhundert | Ladeneinbau mit schöner, sandsteinerner Front, altstadttypischer Bau mit historischer Holzdecke im Obergeschoss, Dokumentationswert, baugeschichtlich von Bedeutung. Zweigeschossig, fünf Achsen, Haustür und Ladenzone um 1890, Satteldach, Fenster im Erdgeschoss neu, eventuell älterer Kern, steht alles noch nach dem Hochwasser laut Aussage Untere Denkmalschutzbehörde 1/2006. | 08966726 |
|                                         | Wohnhaus in Ecklage und in geschlossener Bebauung | Leipziger Straße 7 (Karte)                               | Um 1800 | Ortstypischer zweigeschossiger Wohnbau der Altstadtbebauung in wichtiger Ecklage, Laubengang im Hof, baugeschichtlich von Bedeutung. Zweigeschossig, 7-4 Achsen, Putzfassade, saniert, Dach mit neuer Ziegeldeckung, Laubengang im Hof, eine barocke Brettdecke und Treppenhaus erhalten, originaler Dachstuhl, ehemals in Korrespondenz mit dem Hofensemble Leipziger Straße 5, Vorderhaus von Nummer 5 nach Hochwasser 2002 abgebrochen. | 08966746 |
| Direkt Bild zu diesem Denkmal hochladen | Bretterdecke in einem Wohnhaus | Leipziger Straße 8 (Karte)                               | 18. Jahrhundert | Nur alte Fischgrätendecke im Erdgeschoss nach Teilabbruch 2002 noch original, für die historische Bauforschung interessante barocke Bretterdecke. Zweigeschossig, sechs Achsen, störender Ladeneinbau, Gewände im Erdgeschoss aus Rochlitzer Porphyrtuff (19. Jahrhundert), Satteldach, sehr schmaler Abstand Fenster Obergeschoss zur Traufhöhe, vermutlich älter, ehemals interessanter Altstadtbau im geschlossenen Straßenzug, original im Erdgeschoss Bretterdecke, profilierte barocke Unterzugsäule erhalten. | 08966725 |
|                                         | Wohnhaus in geschlossener Bebauung, mit Seitenflügel zum Hof | Leipziger Straße 9 (Karte)                               | Mitte 18. Jahrhundert | Breit gelagerter barocker Wohnbau der älteren Stadtkernbebauung, Putzfassade mit Segmentbogenportal, wissenschaftlich-dokumentarischer Wert, baugeschichtlich von Bedeutung, mit Ladeneinbau (ehemals Bäckerei). Zweigeschossig, neun Achsen, Ladeneinbau, saniert, ziegelgedecktes Satteldach, Haustür mit Korbbogenportal und Schlussstein, Dachstuhl scheint original. | 08966745 |
|                                         | Wohnhaus in geschlossener Bebauung | Leipziger Straße 10 (Karte)                              | 18. Jahrhundert, Kern älter | Mit Laden, straßenbildgestaltender, ortstypisch schlichter barocker Bürgerbau mit Segmentbogenportal, von wissenschaftlichem Interesse für Bauforschung und Baugeschichte, mit Ladeneinbau. Zweigeschossig, sechs Achsen, Haustür-Korbbogenportal mit Schlussstein, profilierte Fenstergewände, Gewände aus Rochlitzer Porphyrtuff, Ladeneinbau. | 08966724 |
|                                         | Wohnhaus in geschlossener Bebauung | Leipziger Straße 12 (Karte)                              | 18. Jahrhundert | Mit Ladeneinbau, ortstypischer schlichter Barockbau, altstadttypische Putzfassade, Dokumentationswert, baugeschichtlich von Bedeutung. Zweigeschossig, sechs Achsen, Putzfassade, Fenster- und Haustürgewände Rochlitzer Porphyrtuff, Fenster neu, Satteldach mit neuer Ziegeldeckung, Drogerie zu DDR-Zeiten. | 08966723 |
| Direkt Bild zu diesem Denkmal hochladen | Mietshaus (Leipziger Straße 13 und Schulstraße 1 und 3) in geschlossener Bebauung und in Ecklage | Leipziger Straße 13 (Schulstraße 1, 3) (Karte)           | 1. Hälfte 20. Jahrhundert | Mit Läden, ortsbildprägender Eckbau mit strengem Fassadenaufbau, Putzfassade mit Eckerker und Mansarddach, eines der wenigen Wohngebäude im traditionalistischen Baustil der Zeit im Altstadtbereich, ortsentwicklungsgeschichtlich von Bedeutung, mit Durchfahrt und Läden. Dreigeschossig, zehn Achsen in der Schulstraße, Sockel aus Kunststein, Putzfassade mit schlichter Putzgliederung, Eckerker, ausgebautes Mansardgeschoss, original: Haustür mit Oberlicht, Tor, alle Fenster. | 08966744 |
|                                         | Mietshaus (Leipziger Straße 15 und Straße des Friedens 1) in offener Bebauung und in Ecklage | Leipziger Straße 15 (Straße des Friedens 1) (Karte)      | 1912–1913 | Monumentaler, dem Reform- und Heimatstilgedanken verpflichteter Mietwohnungsbau in exponierter städtebaulicher Situation, baugeschichtlich von Bedeutung. Dreigeschossig, ausgebautes Dachgeschoss, einfach gegliederte Putzfassade, Eckladen ehemals, großes Zwerchhaus mit Altan, Ziegeldach, Fenster neu, Bauakte vorhanden. | 08966972 |
| Weitere Bilder                          | Wohnhaus in offener Bebauung (Leipziger Straße 17), Fabrikgebäude mit Schornstein (Straße des Friedens 2) und Einfriedung des Grundstücks | Leipziger Straße 17 (Straße des Friedens 2) (Karte)      | Bezeichnet mit 1894 | Wohn- und Fabrikgrundstück, Senf- und Essigfabrik (ehem.) mit Wohnhaus in offener Bebauung (Leipziger Straße 17), Fabrikgebäude mit Schornstein (Straße des Friedens 2) und Einfriedung des Grundstücks, Gründerzeitgebäude mit Klinkerfassaden, wissenschaftlich-dokumentarischer Wert, Wohnhaus an einer nicht unbedeutenden Kreuzungslage, baugeschichtlich, industriegeschichtlich und städtebaulich von Bedeutung. - Villa: zweigeschossig, Bruchsteinsockel, gelbe Klinkerfassade mit reicher Sandsteingliederung, Fenster neu, Eckbalkon, originale Balkongeländer, ehemalige Fabrikantenvilla und Kontor (?), rotes Ziegeldach neu - Fabrikgebäude: dreigeschossig, acht Achsen, rote Klinkerfassade, Schornstein um 1885 (quadratischer Sockelbau mit achteckigem Schlot), ehemals Senf-Essig-Sprit-Fabrik, Flachdach - Einfriedung: Bruchsteinsockel, gelbe Klinker, Eisenzaun | 08966721 |
| Weitere Bilder                          | Mietshaus in offener Bebauung und in Ecklage | Leipziger Straße 18 (Karte)                              | Um 1910 | Putzfassade mit Gliederungen in Fachwerk und Holzbalkons, der Heimatstilbewegung verpflichteter Mietwohnungsbau in beherrschender Ecksituation, baugeschichtlich und städtebaulich von Bedeutung. Dreigeschossig, Bruchsteinsockel, Putzfassade mit Gliederungen aus Kunststein und Sichtfachwerk, Eckladen, Ziegeldach, Schaufenster und Haustür entstellend, original: Fenster in den Obergeschossen, Treppenhaus mit Eisengeländer. | 08966720 |
| Weitere Bilder                          | Villa, mit Einfriedung und Vorgarten | Leipziger Straße 20 (Karte)                              | Um 1910 | Architektonisch bemerkenswerter Bau im Stadterweiterungsgebiet, im Reformstil der Zeit um 1905, baugeschichtlich und ortshistorisch von Bedeutung. Zweigeschossig, Putzfassade mit roter Klinkergliederung, Mittelrisalit mit Erker und Zwerchhaus, vielgliedrige Dachlandschaft mit roter Ziegeldeckung, Fenster original. | 08966719 |
| Weitere Bilder                          | Postamt in Ecklage und in offener Bebauung, mit Mosaikpflaster vor dem Treppenaufgang, Vorgärten und seitliche Einfriedungsmauer zum Hof | Leipziger Straße 21 (Karte)                              | Bezeichnet mit 1895 | Ehemaliges Postamt (heute Geschäftsstelle einer Krankenkasse) in Ecklage und in offener Bebauung, mit Mosaikpflaster vor dem Treppenaufgang, Vorgärten und seitliche Einfriedungsmauer zum Hof, prächtiger Historismusbau mit über Eck gestelltem Turm in eindrucksvoller städtebaulicher Lage, im neoromanischen Stil, bau- und ortsgeschichtlich von Bedeutung. Zweigeschossig, sieben Achsen an der Leipziger Straße, breiter Eckturm mit Schieferdach, Natursteinsockel, Putzbau mit reicher Sandsteingliederung, neoromanisch, exponierter Kopfbau, Eisentor und Klinkerpfeiler links und dort zurückgesetzt, Treppenhaus-Anbau mit originalem Treppenhaus (Eisengeländer), Fenster neu, saniert, Kellerfenstergitter original, Fußwegkleinpflaster um 1930. | 08966707 |
|                                         | Doppelmietshaus in offener Bebauung | Leipziger Straße 23, 25 (Karte)                          | Wohl 1897 | Doppelmietshaus (zwei Haus-Nummern) in offener Bebauung, mit Einfriedung sowie Gartenpavillon und Pergola bei Nr. 25, großer gründerzeitlicher Klinkerbau im Stil einer Mietvilla, städtebaulicher Akzent, baugeschichtlich von Bedeutung. Zweigeschossig, Sockel sowie Fenstersohlbänke/Verdachungen aus Rochlitzer Porphyrtuff, gelbe Klinkerfassade. - Nummer 23: saniert, original: Haustür Nummer 23 mit drei Granitstufen und eiserner Fußabstreicher, Kellerfenstergitter, Fenster - Nummer 25: Haustür original, zwei originale Fenstergitter und einige Jalousieblenden, Wohnungstüren, Zimmertüren und Treppenhaus weitgehend original, sowie eiserne Toreinfahrt und Pforte, Nummer 25 auch mit Gartenpavillon und Pergola (Klinkerpfeiler) | 08966705 |
|                                         | Villa mit Einfriedung und Vorgarten | Leipziger Straße 26 (Karte)                              | Um 1908 | Klinkerverkleideter Historismusbau mit Fachwerkelementen, baugeschichtlich von Bedeutung. - Villa: zweigeschossig, hohes Sockelgeschoss aus Beuchaer Granit mit Sandsteingesims, Klinkerfassade mit Sandsteingliederung, zwei Seitenrisalite, heute Elim-Gemeinde, Fabrikantenvilla(?), original: fast alle Fenster, ein Bleiglasfenster, Kellerfenstergewände - Einfriedung: Bruchsteinmauer, gelbe Klinkerpfeiler, Eisenzaunfelder | 08966717 |
|                                         | Mietshaus in offener Bebauung sowie Nebengebäude | Leipziger Straße 27 (Karte)                              | Um 1890 | Qualitätvoller Mietwohnungsbau in rückwärtiger Grundstückslage, historisierende Klinkerfassade, Dokument gründerzeitlicher Stadterweiterung, baugeschichtlich von Bedeutung. - Mietshaus: dreigeschossig, fünf Achsen, Mittelrisalit dreiachsig mit Zwerchgiebel (Dreiecksgiebel), Natursteinsockel, gelbe Klinkerfassade mit Kunststeingliederung, ziegelgedecktes Walmdach, original: überwiegend Fenster, zwei Treppenhausfenster mit Ätzglasscheiben, Treppenhaus, Türen im Inneren, Kellertür, Wohnungstüren, Waschhaustür mit Klinke - Nebengebäude: gelbe Klinkerfassade, zweigeschossig, Flachdach | 08966706 |
|                                         | Mietvilla mit Einfriedung und Vorgarten | Leipziger Straße 28 (Karte)                              | Um 1925 | Repräsentativer Wohnbau mit großer Eingangshalle, im Reformstil der Zeit nach 1910, baugeschichtlich von Bedeutung. - Villa: Sockelgeschoss und zwei Obergeschosse, großer Zwerchgiebel, Granitsockel, Putzfassade mit Gliederungen aus Rochlitzer Porphyrtuff, Fenster neu, saniert, Ziegeldach, Eingangshalle mit Relief, original: Haustür, Zwischentür, Fenstergitter - Einfriedung: Mauer und Pfeiler verputzt, Pfeiler mit Kunststeinabdeckungen, Holzzaunfelder neu | 08966716 |
| Weitere Bilder                          | Mietvilla mit Einfriedung, Garten und Garage (Villa Gertrud) | Leipziger Straße 31 (Karte)                              | Um 1895 (Mietvilla); um 1935 (Garage) | Historistischer Wohnbau mit opulent dekoriertem Mittelrisalit mit Balkon und Zwerchgiebel im Dach, das Garagenhaus um 1935 mit Seltenheitswert, baugeschichtlich von Bedeutung. - Villa: zweigeschossig, fünf Achsen, Anbau rechts, Mittelrisalit dreiachsig mit aufwendig dekoriertem Zwerchgiebel, Natursteinsockel, Putzfassade mit reicher Sandsteingliederung, Anbau mit repräsentativem Treppenaufgang um 1915 (originale Fenster, originale Haustür mit Oberlicht), original: Kellerfenstergitter, Fenster - Garagenhaus um 1935 mit Ziegeldach, originales Tor - Einfriedung um 1915: Eisenzaun, gelbe Klinkerpfeiler, Sandsteinschwelle | 08966703 |
| Weitere Bilder                          | Krieger-Denkmal für die Gefallenen des 19. Regiments Grimmaer Husaren (Husaren-Denkmal) | Leipziger Straße 31 (bei) (Karte)                        | Bezeichnet mit 1922 | Denkmal eines Soldaten mit Pferd auf kleiner Platzanlage, künstlerische und ortshistorische Bedeutung. 1945 demontiert, 1990 wieder errichtet, Sandstein, Sockel neu. | 08966704 |
| Weitere Bilder                          | Wohnhaus in offener Bebauung mit Vorgarten, Einfriedung und Hofpflasterung | Leipziger Straße 31a (Karte)                             | 1883 (Mietshaus); 1886 (Einfriedung) | Gründerzeitlicher Kopfbau einer kleinen Platzanlage, Klinkerfassade mit reicher Sandsteingliederung, Eckturm, Akzent im Straßenverlauf, baugeschichtlich von Bedeutung. - Wohnhaus: zweigeschossig, 4-1-4 Achsen, Sockel und Erdgeschoss mit Sandstein verkleidet, Obergeschoss gelbe Klinker mit reicher Sandsteingliederung, Standerker über Eck mit Turm, Fenster entstellend, reiche erhaltene Ausstattung (Stuck, Schablonenmalerei), Hofpflasterung, Klinkerpfeiler mit Sandstein - Einfriedung: Reste vorhanden, Sandsteinschwellen und Eisengitter mit Eisentür Hofgebäude alt, aber nach Umbau ohne Denkmalwert. | 08966702 |
| Weitere Bilder                          | Villa mit Pflasterung des Hofes und des Zufahrtsweges | Leipziger Straße 33 (Karte)                              | 1887 | Reizvoller gründerzeitlicher Wohnbau, wohl eines der ersten Häuser an der Ausfallstraße, noble Fassadengestaltung, baugeschichtlich von Bedeutung. - Villa: zweigeschossig, vier Achsen, Mittelrisalit zweiachsig mit Dachhaus, Natursteinsockel, Putzfassade, Mittelrisalit Putzquaderung und Balkon (Eisengitter), flach geneigtes Biberschwanzziegeldach, zur Zeit Sanierung, Fenster neu, Bauakte vorhanden - Hofpflasterung und Pflasterung der Hofzufahrt | 08966701 |
|                                         | Wohnhaus in offener Bebauung, mit Vorgarten und Toreinfahrt | Leipziger Straße 34 (Karte)                              | Im Kern um 1885; Umbau 1931 | Das im Kern villenartige gründerzeitliche Gebäude mit einzigartiger Neugestaltung im Stil des Art-Déco, als Hofzufahrt reich verziertes schmiedeeisernes Gründerzeittor zwischen Klinkerpfeilern, baugeschichtlich von Bedeutung. - Wohnhaus: dreigeschossig, vier Achsen, Mittelrisalit zweiachsig, Bruchsteinsockel, Putzfassade, umgreifender Umbau um 1931 mit interessantem Art-Décor-Dekor, Ziegeldach, Fenstergewände rötlich eingefärbter Putz, aus der Erbauungszeit Haustür mit Gitter, Treppenhaus, Türen im Inneren, Fenster des Vorbaus 1931 - Toreinfahrt: reich verziertes Tor zwischen gelben Klinkerpfeilern mit Kugelaufsatz | 08966714 |
|                                         | Villa | Leipziger Straße 35 (Karte)                              | 1885–1886 | Bemerkenswert gestaltetes Gründerzeitgebäude mit Balkon, kompakter Baukörper mit feinsinniger Fassadendurchbildung, baugeschichtlich von Bedeutung. Zweigeschossig, vier Achsen, ausgebautes Mansardgeschoss, Dachpappeschindeln, Natursteinsockel, Putzfassade mit historistischem Dekor, zwei Seitenrisalite, Fenster neu, saniert, 1885 erbaut, Balkon 1886, Bauakte vorhanden, Umbau 1906, original: Haustür mit Klinke, Türen im Inneren, Treppenhaus. Zufahrtpflasterung und Vorgartengestaltung sehr fragwürdig. | 08966700 |
| Weitere Bilder                          | Mietvilla mit Vorgarten, Toreinfahrt und Einfriedung | Leipziger Straße 39 (Karte)                              | 1898–1900 | Gründerzeitgebäude, Bestandteil des Villenensembles in der Leipziger Straße, das Einfahrttor eine meisterhafte Kunstschmiedearbeit, baugeschichtlich von Bedeutung. - Villa: zweigeschossig, vier Achsen, Bruchsteinsockel, Putzfassade mit Gliederungselementen aus Rochlitzer Porphyrtuff, Mittelrisalit zweiachsig mit spitzem Zwerchhaus, Krüppelwalmdach mit Ziegeldeckung, original: alle Fenster Straßenseite, Haustür mit Klinke, hölzerner Windfang mit Fenster, Treppenhaus, Wohnungstüren, Fußbodenfliesen (Muster) im Eingangsbereich, sehr schönes Eisentor - Einfriedung: verputzte Pfeiler mit Eisenzaun | 08966699 |
|                                         | Mietvilla mit Vorgarten, Einfriedung, Toreinfahrt und Pflasterung des Zugangsweges | Leipziger Straße 41 (Karte)                              | Um 1895 | Ansprechender gründerzeitlicher Wohnbau in straßenbildprägender Lage, Tor zum Hof wertvolle Kunstschmiedearbeit, baugeschichtlich von Bedeutung. - Villa: zweigeschossig, vier Achsen, gelbe Klinkerfassade mit Kunststeingliederung, Fenster neu, Windfanganbau mit originalen Fenstern, neues Biberschwanzdach, Mittelrisalit zweiachsig mit Zwerchhaus (eiserne Maueranker) - Einfriedung: Klinkerpfeiler und eiserne Zaunfelder - Pflasterung Zugangsweg | 08966668 |
|                                         | Mietvilla mit Einfriedung, Toreinfahrt und Vorgarten | Leipziger Straße 42 (Karte)                              | Bezeichnet mit 1886 | Opulent dekoriertes Gründerzeitgebäude im Stil der Neorenaissance, Putzfassade mit Balkon und Zwerchgiebel im Dach, Zeugnis der Stadterweiterung, baugeschichtlich von Bedeutung. Zweigeschossig, ausgebautes Dachgeschoss, Mittelrisalit mit Zwerchhaus und Balkon, Bruchsteinsockel, Putzfassade mit reicher Sandsteingliederung, saniert 1993, heute Gesundheitsamt des Landratsamtes, original: Türen im Inneren, Holz-Treppenhaus. | 08966709 |
|                                         | Mietvilla mit Einfriedung und Villengarten | Leipziger Straße 44 (Karte)                              | Um 1910 | Intim geprägte Architektur eines Villengebäudes an einer Hauptausfallstraße, im Innern wertvolles Interieur von 1929 (Architekt: Hugo Koch), baugeschichtlich von Bedeutung. - Villa: zweigeschossig, Putzfassade mit Putzgliederung, Fensterrahmungen teilweise Rochlitzer Porphyrtuff, an einer Hausecke Froschhalbplastik, original: alle Fenster, Haustür mit Gitter und Klinke, Treppenhaus, 1929 Einbau eines Bad-Schlafzimmers für die Besitzer durch den Architekten Hugo Koch - Einfriedung: Sockelmauer und Pfeiler aus Granit, Holzzaunfelder | 08966710 |
| Weitere Bilder                          | Mietshaus in offener Bebauung und in Ecklage, mit Vorgarten und Einfriedung | Leipziger Straße 45 (Karte)                              | 1908 | Repräsentatives villenartiges Mietshaus, eindrucksvoller späthistoristischer Eckbau mit einzigartiger Treppenhausausstattung, baugeschichtlich von Bedeutung. Dreigeschossig, teilweise ausgebautes Dachgeschoss, vielgliedrige Dachlandschaft mit Ziegeldeckung, Natursteinsockel mit Zyklop-Mauerwerk, Ziegelbau verputzt mit Gliederungselementen Rochlitzer Porphyrtuff, wirkungsvolle Zwerchhausgiebel (Anklänge an Neorenaissance), original: Fenster überwiegend, Haustür mit Gitter und Klinke, Fußbodenfliesen Muster, Treppenhausfenster mit Strukturglas, Wohnungseingangstüren mit Gitter, einzigartige Treppenhaus-Ausmalung, Kellertür, teilweise alte Flurlampen, Granitstufen zum ersten Treppenabsatz, Türen in den Wohnungen. | 08966667 |
|                                         | Wohnhaus in offener Bebauung, mit Einfriedung und Vorgarten | Leipziger Straße 47 (Karte)                              | Um 1930 | Interessanter Wohnbau im Spannungsfeld zwischen Art Déco und der Stilentwicklung der 1930er Jahre, baugeschichtlich von Bedeutung. Zweigeschossig, drei Achsen, Mittelrisalit mit Zwerchhaus, Walmdach mit Ziegeldeckung, Putzfassade, Klinkersockel, Fassaden mit Gliederung durch ganz schmale Keramikbänder an den Ecken (ca. 50 cm lang, ca. 3 cm breit), Dreifamilienhaus, Bauakte vorhanden. | 08966672 |
|                                         | Mietvilla mit Einfriedung und Vorgarten | Leipziger Straße 48 (Karte)                              | Um 1910 | Putzfassade mit Klinkergliederung und Fachwerkgiebel, den Straßencharakter mitbestimmender Wohnbau mit gut proportionierter Fassadengestaltung, bauhistorischer Wert und baukünstlerisch ansprechend. Zweigeschossig, vier Achsen, ausgebautes Dachgeschoss, Mittelrisalit mit Zwerchhaus, Putzfassade mit Klinkergliederung und Kunststeindekor, rotes Ziegeldach, Fenster neu. | 08966713 |
|                                         | Wohnhaus in halboffener Bebauung, mit Vorgarten | Leipziger Straße 49 (Karte)                              | Um 1875 | Früher Wohnbau an einer Ortsausfallstraße, historisierender Putzbau mit dezentem Dekor und Austritt im Obergeschoss, baugeschichtlich von Bedeutung. Zweigeschossig, sieben Achsen, Satteldach mit Kunstschieferdeckung, Bruchsteinsockel, Putzfassade mit Putz- und Stuckgliederung, kleiner Balkon mit originalem eisernem Gitter, Fenster neu, saniert, heute chinesisches Restaurant. | 08966669 |
|                                         | Mietvilla mit Vorgarten und Einfriedung | Leipziger Straße 50 (Karte)                              | Um 1880 | Reizvoller Bau der gründerzeitlichen Stadterweiterung, Granitsteinmauer als Rest der ehemaligen Einfriedung, baugeschichtlich von Bedeutung. - Villa: zweigeschossig, vier Achsen, Mittelrisalit zweiachsig mit Zwerchhaus mit Freigespärre, Fenster neu, saniert, Putzfassade und Putzquaderung an den Ecken, Sohlbänke und Fensterverdachungen aus Rochlitzer Porphyrtuff, original: Haustür mit Gitter und Oberlicht mit Gitter - Granitsteinmauer als Rest der Einfriedung erhalten | 08966712 |
|                                         | Wohnhaus in halboffener Bebauung, mit Vorgarten | Leipziger Straße 51 (Karte)                              | Um 1890 | Kleinstädtischer Gründerzeitbau im Erweiterungsgebiet, an einer Ortsausfallstraße, Putzfassade mit Stuckdekor und Balkon, baugeschichtlich von Bedeutung. Zweigeschossig, ausgebautes Dachgeschoss, vier Achsen, Terrasse, Balkon, Ecksituation mit geschrägter Architektur, Fenster neu, Putzfassade mit Putz- und Stuckdekor, neu gedecktes Biberschwanzdach, saniert, bleibt Denkmal. | 08966671 |
|                                         | Mietshaus in halboffener Bebauung, mit Vorgarten | Leipziger Straße 53 (Karte)                              | Um 1885 | Straßenraumakzentuierender gründerzeitlicher Putzbau an einer Ortsausfallstraße, baugeschichtlich von Bedeutung. Dreigeschossig, sieben Achsen, Seitenrisalite je zwei Achsen, Bruchsteinsockel, Erdgeschoss Putznutung, Traufe mit Konsolen, Putzfassade, Satteldach mit Biberschwanzdeckung und entstellenden Gaupen, Fenster neu, erstes Obergeschoss mit reicher Gliederung, seitlicher Eingang, Rückfront entstellt u. a. durch Balkone, Dachausbau, Einfriedung neu, muss in Liste bleiben, viel Streit, Abbruchgefahr. | 08966670 |
| Weitere Bilder                          | Mietvilla, mit Vorgarten | Leipziger Straße 59 (Karte)                              | 1893 | Putzfassade mit Fachwerkelementen, Gebäude im Landhausstil, baugeschichtlich von Bedeutung. Zweigeschossig, Putzbau, fünf Achsen, linker Seitenrisalit mit Zwerchhaus, drei stehende Gaupen mit profilierten Schmuckhölzern, Fenster neu, saniert, Landhausstil (siehe Fachwerk), rückwärtige Haustür entstellend (Kunststoff), teilweise Innentüren original, erfasst als Kommandantur – belegt hingegen eine Zeit lang auch Wohnhaus für Offiziere der Garnison, Besitzer und auch dort wohnhaft: Steinbruchsbesitzer und Baumeister Louis Barthel, Baugeschäft mit Baumaterialienhandlung, Steinbruch und Zementfabrikation, Kommandantur in diesem Gebäude laut Adressbuch (1901/1902) nicht belegt. | 08966634 |
|                                         | Wohnhaus (zwei Hausnummern) in offener Bebauung, mit Vorgarten | Leipziger Straße 61, 63 (Karte)                          | Um 1900 | Villenartiger Bau an einer Ortsausfallstraße, nahe der Garnison am Stadtrand, ortsentwicklungsgeschichtlich von Bedeutung. Zweigeschossig, Mittelrisalit mit Zwerchhaus, rückwärtige Haustür original, eventuell ehemaliges Offiziers-Wohnhaus, Erssung mit der Vermutung: auf dem ehemaligen Gelände der Militärverwaltung, vermutlich Offizierswohnhaus, Zeugnis der Ortsgeschichte – laut Adressbuch (1901/1902) nicht belegt, vielmehr im Besitz des Maurermeisters Louis Barthel (siehe Leipziger Straße 59) und des Schlossers Johann Karl Gustav Hennig, Bewohner: Kaufmann, Privata, Bautechniker und Garnison-Verw.-Inspektor, Schneider, Metalldreher (Adressbuch 1901/1902). | 08966635 |
| Weitere Bilder                          | Mietvilla mit Vorgarten | Leipziger Straße 65 (Karte)                              | Um 1900 | Pittoresker späthistoristischer Wohnbau mit Eckturm und erhaltener reicher Ausstattung, mit Bedeutung für die Ortsgeschichte, eine Zeit lang Wohnsitz des Regiments-Kommandeurs der Garnison, Dokument der Garnisonsstadt Grimma, auch baugeschichtlich von Bedeutung. Zweigeschossig, Putzfassade, Standerker über Eck mit Turmaufsatz, Biberschwanzdeckung, original: Treppenhaus, Türen im Inneren, Fußbodenfliesen (Muster) auf dem Treppenpodest, Stuckkehle im Erkerzimmer und in den anderen straßenseitigen Räumen im ersten Obergeschoss, fast alle Fenster, leer stehend, verwahrlost, Adressbuch (1905/1906) Besitzer: Baumeister Louis Barthel (siehe Leipziger Straße 59), Bewohner: Oberleutnant Fritz Struve und Rittmeister Ernst August von der Wense, Bewohner (1909/1910): Horst Freiherr von Luttitz-Heinze, Oberstleutnant und Regiments-Kommandeur, und der Kutscher Paul Strauß. | 08966636 |
|                                         | Wohnhaus (zwei Hausnummern) in offener Bebauung, mit Vorgarten | Leipziger Straße 67, 69 (Karte)                          | Um 1900 | Freistehender Wohnbau mit Putzfassade und kräftigen Fensterrahmungen, Bestandteil des von der Grimmaer Garnison geprägten Ortsteils. Zweigeschossig, sechs Achsen, Mittelrisalit mit Zwerchhäusern, Putzfassade, kräftige Fensterrahmungen, neues Ziegeldach, Fenster neu, rückwärtige Haustür entstellend, saniert, Krüppelwalmdach. | 08966638 |
| Weitere Bilder                          | Lazarettgebäude und Garagenbau einer ehemaligen Kaserne (Einzeldenkmal der Sachgesamtheit ID09307257) | Leipziger Straße 75 (Karte)                              | Um 1895 (Lazarett); um 1935 (Garage) | Einzeldenkmal der Sachgesamtheit Carola-Kaserne; Klinkerbauten, seltenes Beispiel für eine Autounterstellmöglichkeit der Zeit, wichtige bauliche und geschichtsträchtige Dokumente im Ensemble der Carola-Kaserne. - Klinkerbau: zweigeschossig, Klinkerfassade mit Klinkergliederung, teilweise nur eingeschossig, Ziegeldach, leerstehend, teilweise ruinös - Garagenhaus um 1935: Putzfassade, Natursteinquadersockel, Ziegeldach mit großen Gaupen, Ziehputz typisch 1930er Jahre, original: vier Garagentore, Fenster | 08966660 |
| Direkt Bild zu diesem Denkmal hochladen | Wohnhaus in offener Bebauung, mit Einfriedung | Leipziger Straße 75b (Karte)                             | Um 1935 | Wohnbau für Militärangehörige, wissenschaftlich-dokumentarisch von Interesse, zeittypischer Putzbau, ortsgeschichtlich von Bedeutung. Zweigeschossig, drei Achsen zur Straße mit Zugang und Balkon, Bruchsteinsockel, Putzfassade, Walmdach mit Betondachsteinen, leerstehend, zuletzt von Sowjetarmee genutzt – Kommandantenhaus (?), rückwärtig eingeschossiger Anbau, original: alle Fenster, Haustür mit Gitter, Balkongitter, Treppenhaus. | 08966659 |
| Direkt Bild zu diesem Denkmal hochladen | Straßenbrücke | Leisniger Straße (Karte)                                 | Bezeichnet mit 1876 | Bogenbrücke über die ehemalige Bahnstrecke Glauchau–Wurzen (Muldentalbahn), Natursteinbrücke, eisenbahngeschichtlich von Bedeutung, saniert mit erneuerter Betonabdeckung und Geländer | 08966589 |
|                                         | Villa Margarethenburg | Leisniger Straße 4 (Karte)                               | Bezeichnet mit 1867 | Landschaftsprägender gründerzeitlicher Bau, in exponierter Hanglage in Blickachse Pöppelmannbrücke, Putzfassade mit Stuckdekor, bau- und ortsgeschichtlich von Bedeutung. Dreigeschossig, Bruchsteinsockel, Putzfassade mit Putz- und Stuckdekor, Fenster neu, Biberschwanzdach, saniert 1995, lt. Adressbuch 1901/02 im Besitz der Margarethe Edle v. d. Planitz, Rentiere. | 08966579 |
| Direkt Bild zu diesem Denkmal hochladen | Wohnhaus in offener Bebauung | Leisniger Straße 9 (Karte)                               | Bezeichnet mit 1908 | Villenartiger Mietwohnungsbau in reizvoller Lage, mit dem Jugendstil verhafteter Ausstattung, baugeschichtlich von Bedeutung. Zweigeschossig, hohes Kellergeschoss mit Bruchsteinsockel, Putzfassade mit Gliederung durch Rochlitzer Porphyrtuff und rötlich eingefärbtem Kunststein, vier Achsen, Mittelrisalit mit Zwerchgiebel im Heimatstil mit Putzrelief „Sonne“, Balkon Vorderseite fehlt, original: teilweise Fenster, Wohnungstüren und Gitter, Stein-Treppenhaus mit eisernem Geländer, Fußbodenfliesen auf den Absätzen, Kellertür. | 08966580 |
| Direkt Bild zu diesem Denkmal hochladen | Portal an einem Gebäude (Siechenhaus) | Leisniger Straße 13 (Karte)                              | Kern 13. Jahrhundert (Wohnhaus); bezeichnet mit 1860 (Portal) | Neogotisches Natursteinportal, Gebäude mit Kern aus dem 13. Jahrhundert, ehemaliges städtisches Siechenhaus (Altenheim), ortsgeschichtlich von Bedeutung. Wertvolle ältere Bausubstanz ohne genaue Untersuchung nicht erkennbar. | 08966985 |
| Direkt Bild zu diesem Denkmal hochladen | Wohnhaus in offener Bebauung, mit Einfriedung und Hausgarten | Leisniger Straße 19 (Karte)                              | 1932–1933 | Zeittypisches, vorwiegend traditionell geprägtes Wohnhaus der frühen 1930er Jahre, auch Nachklänge des Neuen Bauens, reizvoll gestalteter Hausgarten unter Ausnutzung der Geländesituation (ehemalige Sandgrube) und Einbeziehung älterer Gehölze, Architekt war Hugo Koch, baugeschichtlich von Bedeutung. Zweigeschossig, Bruchsteinsockel, helle Putzfassade, Biberschwanz-Pyramidendach, typischer Balkon mit Betonplatte und Stahlrohrgeländer, im Erdgeschoss Eckfenster als Blumenfenster mit doppelter Verglasung und außen Bruchsteinrahmung. | 08966581 |
|                                         | Mietvilla (Villa Weidmannsruhe) | Leisniger Straße 27 (Karte)                              | Um 1906 | Putzfassade mit Klinkersockel, mit Eckturm, erlesen dekorierter Jugendstilbau in exponierter Lage, baugeschichtlich von Bedeutung, Klinkersockel. Zweigeschossig, Mittelrisalit mit Zwerchgiebel mit geschwungenem Abschluss, Eckturm zur Stadtseite, Putzfassade mit sehr schönem Jugendstil-Dekor, im Erdgeschoss Fensterrahmungen mit Klinkern, teilweise Klinkerformsteine, zur Zeit Sanierung, Ziegeldach, Giebel mit Fachwerk im Dachgeschoss, original: noch die Fenster im Obergeschoss, Hoftür alt, eisernes Jugendstilgitter im Treppenhausfenster Erdgeschoss, Treppenhaus, Wohnungstüren innen (?), vermutlich erbaut vom Ziegeleibesitzer Louis Schmidt. | 08966582 |
|                                         | Gasthaus in offener Bebauung (Hospitalschänke) | Leisniger Straße 54 (Karte)                              | 17./18. Jahrhundert | Am ehemaligen Georgenhospital, wissenschaftlich-dokumentarischer Wert, im Zusammenhang mit der erhaltenen Hospital-Kapelle zu sehen, Zeugnis der Ortsgeschichte. Zweigeschossig, sechs Achsen, sehr starkes Mauerwerk, Fenster im Obergeschoss mit Korbbögen innen, Putzfassade, Krüppelwalmdach (sehr groß und steil), Fenster- und Haustürgewände aus Rochlitzer Porphyrtuff. Angebautes Mietshaus (um 1905) kein Denkmal. | 08966574 |
| Weitere Bilder                          | Kapelle eines Hospitalguts oder Vorwerks (Georgenhospital) | Leisniger Straße 54 (bei) (Karte)                        | 14./15. Jahrhundert | Frühgotische Kapelle des um 1240 gegründeten Georgenhospitals, Bruchsteinbau mit Dreifenstergruppe im geraden Ostabschluss, bauhistorischer und sozialgeschichtlicher Wert, kunstgeschichtlich von Interesse. Bruchsteinbau, gotische Fensteröffnungen, ziegelgedecktes Satteldach mit vermörteltem Ortgang, gotische Mauernische an der Leisniger Straße mit historischen Putzresten. | 08966573 |
| Direkt Bild zu diesem Denkmal hochladen | Reste des Ringofens der ehemaligen Ziegelei Schmidt | Leisniger Straße 60 (Karte)                              | Vor 1900 | Seltenes technikgeschichtliches Zeugnis im Muldental, ortsgeschichtlich von Bedeutung. Ursprünglich drei Schornsteine, zwei Dachziegel-Brennöfen umgebaut zu heute Gaststätte Schützenhof (kein Denkmal), ehemals Schmidts Dampf-Ziegelei. | 08966572 |
| Direkt Bild zu diesem Denkmal hochladen | Wohnhaus in offener Bebauung und in Ecklage | Lorenzstraße 2 (Karte)                                   | Um 1885 | Städtebaulicher Akzent gegenüber Einmündung Luise-Urbaniak-Straße, gründerzeitlicher Wohnungsbau mit Villencharakter, gut gegliederte Putzfassade, baugeschichtlich von Bedeutung. Zweigeschossig, 5-3 Achsen, Natursteinsockel (Granit, an den Ecken Rochlitzer Porphyrtuff), Putzfassade mit Putzgliederung, vollständig unterkellert, störender Dachausbau, Fenster neu, saniert, Stein-Treppenhaus ins erste Obergeschoss mit neuem blöden Eisengeländer, original: Tor der Toreinfahrt. | 08966879 |
| Direkt Bild zu diesem Denkmal hochladen | Wohnhaus in geschlossener Bebauung | Lorenzstraße 3 (Karte)                                   | Um 1800 | Ansehnlicher Putzbau mit Mansarddach und Segmentbogenportal, Zeugnis bürgerlicher Wohnkultur und städtischer Baugesinnung im Barock, baugeschichtlich von Bedeutung. Zweigeschossig, sechs Achsen, Dachgeschoss bei Sanierung ausgebaut, Fenster- und Haustürgewände Rochlitzer Porphyrtuff, Fenster neu, Biberschwanzdeckung, Haustür Korbbogenportal mit Schlussstein. | 08966880 |
|                                         | Wohnhaus in halboffener Bebauung und in Ecklage | Lorenzstraße 4 (Karte)                                   | Bezeichnet mit 1756 | Markantes Barockgebäude in Ecksituation, Putzbau mit Segmentbogenportal, Bestandteil der historischen Altstadtbebauung, baugeschichtlich von Bedeutung. Zweigeschossig, 8-(4) Achsen, Putzfassade, Haustürgewände mit Korbbogenportal mit Schlussstein bezeichnet mit „CE 1756“, ziegelgedecktes Walmdach. | 08966276 |
| Direkt Bild zu diesem Denkmal hochladen | Wohnhaus in geschlossener Bebauung | Lorenzstraße 5 (Karte)                                   | Bezeichnet mit 1806 | Eindrucksvoller barocker Bürgerbau mit Mansarddach und Segmentbogenportal, baugeschichtlich von Bedeutung. Zweigeschossig, sieben Achsen, Massivbau, Gewände aus Rochlitzer Porphyrtuff, ausgebautes Mansardgeschoss, Betondachsteindeckung, Haustür und Fenster alt, im Kern vermutlich älter, am Eingang zwei Stufen aus Porphyrtuff. | 08966878 |
| Direkt Bild zu diesem Denkmal hochladen | Wohnhaus in geschlossener Bebauung und in Ecklage, mit Anbau in der Kreuzstraße | Lorenzstraße 6 (Karte)                                   | Mitte 18. Jahrhundert | Die Ecksituation akzentuierender Bau in Blickbeziehung Klosterkirche, wissenschaftlich-dokumentarischer Wert, altstadttypische Putzfassade, baugeschichtlich von Bedeutung. Zweigeschossig, 7-2 Achsen, Putzfassade, Walmdach zur Kreuzstraße hin, in der Kreuzstraße: dreiachsiger Wohnhaus-Anbau, Ziegeldächer, Fenster 1. Hälfte 20. Jahrhundert. | 08966874 |
| Direkt Bild zu diesem Denkmal hochladen | Zwei Mietshäuser (unter einer Anschrift) in geschlossener Bebauung konzipiert | Lorenzstraße 7 (Karte)                                   | 19. Jahrhundert | Durch die Dreigeschossigkeit auffallende Gebäude, Putzbauten mit kräftiger Fassadengliederung, Dokumente gründerzeitlicher Stadtentwicklung, ortsentwicklungs- und baugeschichtlich von Bedeutung. - linker Gebäudeteil: dreigeschossig, im ersten Obergeschoss sieben Achsen, Putzfassade, um 1890, älterer Kern (um 1865), Tordurchfahrt mit Gewände aus Rochlitzer Porphyrtuff - rechter Gebäudeteil: um 1880. Dreigeschossig, drei Achsen, erstes Obergeschoss mit aufwendigen Fensterrahmungen, beide Teile saniert, neue Fenster, entstellender Dachausbau | 08966877 |
| Direkt Bild zu diesem Denkmal hochladen | Wohnhaus in geschlossener Bebauung und in Ecklage | Lorenzstraße 11 (Karte)                                  | Kern 14. Jahrhundert | Sehr starke Wände im Erdgeschoss deuten auf einen mittelalterlichen Wohnturm im Kern, wissenschaftlich-dokumentarischer Wert, Zeugnis mittelalterlicher Stadtkernbebauung. Zweigeschossig, vier Achsen, sehr dicke Wände im Erdgeschoss, Hinterhaus hat zusätzliche Anschrift Kreuzstraße 1, davon ist nur ein Teil, der unmittelbar anschließende Hausteil an Lorenzstraße 11 Denkmal. | 08967005 |
| Direkt Bild zu diesem Denkmal hochladen | Gottlob-Lorenz-Gedenktafel am Gebäude | Lorenzstraße 15 (Karte)                                  | 19. Jahrhundert | Sandstein-Gedenktafel am ehemaligen Wohnhaus des Ortschronisten Christian Gottlob Lorenz (1804–1873), Professor an der Fürstenschule, ortsgeschichtlich von Bedeutung, Gedenktafel aus Sandstein im ersten Obergeschoss „Hier wohnte/und starb/Professor/Gottlob Lorenz/Verfasser/der Chronik/unserer Stadt/geb. 1804 – gest. 1873“, Gebäude selbst ein Neubau des 20. Jahrhunderts. | 08966876 |
|                                         | Wohnhaus in geschlossener Bebauung | Lorenzstraße 16 (Karte)                                  | Bezeichnet mit 1558 | Breitgelagerter Renaissancebau mit Sitznischenportal auf der Hofseite, kunstwissenschaftlich und bauhistorisch bedeutsam, mit Ladeneinbau. Zweigeschossig, sieben Achsen, Putzbau, rechts Ladeneinbau, steiles Satteldach mit Biberschwanzdeckung, heute ausgebaut mit Dachgaupen, Sitznischenportal Hofseite bezeichnet mit 1558 (Rochlitzer Porphyrtuff), im Flur Erdgeschoss Kreuzgratgewölbe, alt auch Treppenhaus und Innentüren. | 08966872 |
| Weitere Bilder                          | Wohnhaus in offener Bebauung und in Ecklage (Wohnturm Lorenzstraße) | Lorenzstraße 19 (Karte)                                  | Vermutlich 13. Jahrhundert, später überformt | Ehemaliger Wohnturm in offener Bebauung mit mittelalterlichem Kern und Resten der Renaissance-Ausstattung (Brettdecke), Akzent im Stadtbild, ehemaliges Stadtgut, ortsgeschichtlicher, städtebaulicher und bauhistorischer Wert. Dreigeschossig, Obergeschoss in Sichtfachwerk, Wiederaufbau, Bruchstein-Mauerwerk verputzt, Ecken mit Porphyrtuff-Quadersteinen, Fenstergewände aus Rochlitzer Porphyrtuff neu, mittelalterlicher Keller, im Obergeschoss ornamental bemalte Bretterdecke. | 08966871 |
|                                         | Zwei Wohnhäuser (unter einer Anschrift) in geschlossener Bebauung und in Ecklage | Lorenzstraße 21 (Karte)                                  | Kern 16. Jahrhundert | Altstadttypisches Gebäude, im Innern Brettdecke, Bedeutung für Stadtgeschichte, Ortsbild und Bauforschung. - Wohnhaus mit Laden (Buchladen): zweigeschossig, vier Achsen, steiles Satteldach mit neuer Biberschwanzdeckung und Schleppgaupen, weitgehend entkernt - Eckbau: dreigeschossig, drei Achsen zur Lorenzstraße, 18. und 19. Jahrhundert, im Innern Brettdecke, frühgotische Kelleranlage - Wohnbau an der Augustinergasse: dreigeschossig, zehn Achsen, Putzfassade, Fenster neu, saniert, kein Denkmal | 08966939 |
| Direkt Bild zu diesem Denkmal hochladen | Wohnhaus in offener Bebauung und in Ecklage | Luise-Urbaniak-Straße 2 (Karte)                          | 18. Jahrhundert | Einfacher Spätbarockbau, straßenraumprägender Bestandteil des Altstadtkerns, baugeschichtlich von Bedeutung. Zweigeschossig, fünf Achsen, Putzfassade, Satteldach mit neuer Biberschwanzdeckung und teilweise Ausbildung zum Frackdach, saniert, Fenster neu, Erd- und Obergeschoss starkes Massiv-Mauerwerk. | 08966857 |
| Direkt Bild zu diesem Denkmal hochladen | Wohnhaus in geschlossener Bebauung konzipiert | Luise-Urbaniak-Straße 6 (Karte)                          | 2. Hälfte 19. Jahrhundert | Gründerzeitlicher Wohnbau mit feingliedriger Putzfassade, straßenbildprägend und baugeschichtlich von Bedeutung. Zweigeschossig, vier Achsen, Zwerchhaus zweiachsig, Natursteinsockel, Ziegelbau verputzt mit feiner Putzgliederung, original: Haustür mit Klinke und Oberlicht, alle Fenster im Erdgeschoss. | 08966859 |
| Direkt Bild zu diesem Denkmal hochladen | Wohnhaus in offener Bebauung und in Ecklage | Malzhausgasse 1 (Karte)                                  | 16. Jahrhundert | Interessanter Renaissancebau im Stadtkern nahe dem Markt, im Innern Holzdecke, künstlerisch, stadtgeschichtlich und bauhistorisch von Bedeutung. Zweigeschossig, Putzfassade, neue Ziegeldeckung, Gaupen, Sanierung ist steckengeblieben, leer stehend, im Obergeschoss profilierte Renaissance-Fensterrahmungen, entstellender Ladenvorbau an der Malzhausgasse. | 08966837 |
| Direkt Bild zu diesem Denkmal hochladen | Wohnhaus in offener Bebauung | Malzhausgasse 3 (Karte)                                  | Um 1800 | Einer der wenigen eingeschossigen Wohnbauten im Altstadtkern, sozialgeschichtlich von Bedeutung. Eingeschossig, Putzfassade, neues Ziegeldach, stehende Gaupen, drei Achsen, giebelständig zur Malzhausgasse mit Krüppelwalm, teilunterkellert, Sockel aus Rochlitzer Porphyrtuff, saniert. | 08966838 |
| Direkt Bild zu diesem Denkmal hochladen | Wohnhaus in offener Bebauung und in Ecklage, mit Einfriedung und Toreinfahrt | Malzmühlstraße 1 (Karte)                                 | Um 1890 | Kleinstadttypischer gründerzeitlicher Wohnungsbau, straßenbildcharakterisierend, baugeschichtlich von Bedeutung. - Wohnhaus: zweigeschossig, fünf Achsen, Mittelrisalit einachsig mit Zwerchhaus, Putzfassade, Granitsteinsockel Zyklopmauerwerk, saniert, Fenster neu, vielgliedrige ziegelgedeckte Dachlandschaft, kleiner Windfang mit geätzten Scheiben, zweiflügelige Haustür original - Einfriedung: Granitsteinsockel, Klinker-Mauerwerk und Eisenzaun | 08966991 |
| Direkt Bild zu diesem Denkmal hochladen | Wohnhaus in offener Bebauung | Malzmühlstraße 5 (Karte)                                 | Um 1895 | Reizvoller villenartiger Wohnbau mit Sprenggiebeln, Gründerzeitgebäude, baugeschichtlich von Bedeutung. Zweigeschossig, drei Achsen, rechter Seitenrisalit mit Zwerchhaus, Putzfassade, saniert, Fenster neu. | 08966992 |
| Weitere Bilder                          | Brunnen mit Bildwerk (Marktbrunnen, Evabrunnen) | Markt (Karte)                                            | 1912 | Platzgestaltender Brunnen auf achteckigem Kalksteinsockel, mit Bronzeskulptur als Abschluss, künstlerisch und stadtgeschichtlich von Interesse. Muschelkalkstein, Bronzeskulptur einer nackten Frau, 1974 Anschluss an die städtische Wasserleitung. | 08966910 |
| Weitere Bilder                          | Wohnhaus in geschlossener Bebauung | Markt 1 (Karte)                                          | 18. Jahrhundert, später überformt | Bestandteil der historischen Marktbebauung, an der Einmündung der Lorenzstraße auf den Marktplatz, im Innern Brettdecken, baugeschichtlich und städtebaulich von Bedeutung. Zweigeschossig, vier Achsen, Putzfassade, ziegelgedecktes Satteldach mit Dachhaus. | 08966928 |
| Weitere Bilder                          | Wohnhaus in geschlossener Bebauung, mit Hofflügel | Markt 2 (Karte)                                          | 1776 | Stadtbildgestaltender Barockbau mit geschweiftem Giebel, Kreuzgratgewölbe im Erdgeschoss, Wandmalerei im Innern, baugeschichtlich und städtebaulich von Bedeutung. Zweigeschossig, fünf Achsen, mächtiges Zwerchhaus dreiachsig mit Giebel, ausgebautes Dachgeschoss mit Dachgaupen, im Erdgeschoss Kreuzgratgewölbe. | 08966927 |
|                                         | Wohnhaus in geschlossener Bebauung, mit Nebengebäude im Hof | Markt 3 (Karte)                                          | 2. Hälfte 16. Jahrhundert (Holzdecke); bezeichnet mit 1603, im Kern älter (Wohnhaus)                                                                                                | Fünfachsiger Renaissancebau mit hofseitigem Sitznischenportal, im Innern Brettbohlendecke aus dem 16. Jahrhundert und Wandmalerei, bauhistorisch, städtebaulich und kunstgeschichtlich von Interesse. Zweigeschossig, fünf Fenster im Obergeschoss, 1997 saniert, Putzfassade, profilierte Fenstergewände aus Rochlitzer Porphyrtuff, ab 1667 Besitzer des Grundstückes bekannt, Seifensieder-Wohnhaus 1767–1792. | 08966926 |
|                                         | Wohnhaus in geschlossener Bebauung | Markt 4 (Karte)                                          | Kern 18. Jahrhundert (Wohnhaus); Fassade um 1885 (Wohnhaus) | Mit Laden, Bestandteil der historischen Marktbebauung mit gründerzeitlicher Fassadenüberformung, baugeschichtlich und städtebaulich von Bedeutung. Zweigeschossig, vier Achsen, Putzfassade, Satteldach mit neuer Biberschwanzdeckung und zwei Dachhäusern, Putzfassade, Kern 18. Jahrhundert. | 08966925 |
|                                         | Wohnhaus in geschlossener Bebauung | Markt 5 (Karte)                                          | Nach 1756 | Platzbildprägender schlichter Barockbau mit geschweiftem Giebel und hofseitigem Korbbogenportal aus Porphyrtuff, baugeschichtlich und städtebaulich von Bedeutung. Zweigeschossig, sechs Achsen, Zwerchhaus dreiachsig, Putzfassade mit Gliederung durch Rochlitzer Porphyrtuff, hohes ziegelgedecktes Satteldach, Hofseite Portal aus Rochlitzer Porphyrtuff mit Korbbogenschluss und Schlussstein, 1556 und 1756 abgebrannt. | 08966924 |
| Weitere Bilder                          | Wohnhaus in geschlossener Bebauung (ehemaliges Hauptzollamt, heute Göschen-Apotheke) | Markt 6 (Karte)                                          | Bezeichnet mit 1743, später überformt | Mit Ladeneinbau, wirkungsvolles Barockgebäude, Fassade später überformt, Bestandteil des geschlossenen Marktplatzensembles, baugeschichtlich, ortsgeschichtlich und städtebaulich von Bedeutung. Zweigeschossig, acht Achsen, Putzfassade, Erdgeschoss Putznutung, Fenster neu, saniert, Satteldach mit Biberschwanzdeckung, Ladenzone um 1890 mit Wappenkartusche, rechtes Portal mit Korbbogen und Schlussstein bezeichnet mit 1743, Hofseite Portal Rochlitzer Porphyrtuff bezeichnet mit 1743, kleiner Kellerraum, original: Stuckdecke im Erdgeschoss und im Hausflur. | 08966923 |
|                                         | Wohnhaus in geschlossener Bebauung (Haus Knobloch) | Markt 7 (Karte)                                          | Bezeichnet mit 1737, später überformt | Mit Ladeneinbauten, breitgelagerter, den Marktplatz prägender Barockbau zur Brückenstraße, mit Segmentbogenportal, benannt nach einem Besitzer, den Kaufmann Alfred Knobloch, baugeschichtlich und städtebaulich von Bedeutung. Zweigeschossig, acht Achsen, Putzfassade, Haustür- und Fenstergewände Rochlitzer Porphyrtuff, hohes ziegelgedecktes Satteldach, Hofseite Portal Rochlitzer Porphyrtuff mit Korbbogen und Schlussstein, Ladenzone mit Granitsockel und Sandsteinrahmungen, original: zwei Bleiglasfenster auf der Hofseite (1925?). | 08966922 |
| Weitere Bilder                          | Wohnhaus in geschlossener Bebauung und in Ecklage, mit Hochwassermarken an der Gebäudekante | Markt 8 (Karte)                                          | Im Kern 16. Jahrhundert (Wohnhaus); 1. Hälfte 16. Jahrhundert (Holzdecke); bezeichnet mit 1771 (Hochwassermarke)                                                                    | Im Kern Renaissancegebäude, innen Brettbohlendecke des 16. Jahrhunderts, singulär die Inschriftsteine (Hochwassermarkierungssteine) von 1771, städtebaulicher, ortsgeschichtlicher und bauhistorischer Wert. Zweigeschossig, 4 zu 5 Achsen, Putzfassade, Satteldach mit Ziegeldeckung, Brettbohlendecke aus der 1. Hälfte des 16. Jahrhunderts, zwei Ecksteine als Markierung von Hochwasserständen (einmal Rochlitzer Porphyrtuff und einmal Sandstein mit goldeingelegter Inschrift) „... 1771 hat das Wasser gestanden“. | 08966844 |
|                                         | Wohnhaus in geschlossener Bebauung | Markt 9 (Karte)                                          | Um 1895, im Kern älter | Mit Laden, Bestandteil der historischen Marktbebauung mit reizvoller zweigeschossiger Gründerzeitfassade, im Kern älter, baugeschichtlich und städtebaulich von Bedeutung. Zweigeschossig, fünf Achsen, Granitsockel, Erdgeschoss sandsteinverkleidet, Obergeschoss Klinkerfassade, ausgebautes Dachgeschoss mit neuer Biberschwanzdeckung, Fenster neu, saniert, Volksbank im Erdgeschoss. | 08966843 |
|                                         | Wohnhaus in geschlossener Bebauung sowie Hofflügel | Markt 10 (Karte)                                         | 16. Jahrhundert, später überformt (Wohnhaus); um 1840 (Hofflügel) | Die Marktplatzseite beherrschender breitgelagerter Bau mit erhaltenen Details historischer Ausstattung, im Kern ein Renaissancegebäude, durch barocken Umbau geprägte Fassade mit Segmentbogenportalen, Hofflügel aus dem 19. Jahrhundert, ehemals städtisches Freihaus des Döbener Rittergutsbesitzers, baugeschichtlich, ortshistorisch und städtebaulich von Bedeutung. Dreigeschossig, elf Achsen, ausgebautes Mansardgeschoss, Putzfassade, Gewände aus Rochlitzer Porphyrtuff, Hofportal Rochlitzer Porphyrtuff mit klassizistischer Haustür, Haushalle mit Gratgewölben, Nebengebäude (Hofflügel aus dem 19. Jahrhundert): um 1840. Dreigeschossig, Putzfassade, im Erdgeschoss Bögen (Pferdestall). | 08966840 |
| Weitere Bilder                          | Wohnhaus in geschlossener Bebauung (ehemalige Göschen-Druckerei, Seume-Haus) | Markt 11 (Karte)                                         | 1540 Dendro | Zeugnis der Renaissance mit seltenem Wendelstein und künstlerisch einzigartiger Ausmalung im Innern, hervorzuhebender Geschichtswert durch die ehemals im Gebäude seit 1797 ansässige Göschen-Druckerei, benannt nach Georg Joachim Göschen (1752–1828), einem bekannten Verleger der Goethe-Zeit, eine Zeit lang Wohnort des Dichters Johann Gottfried Seume (1763–1810), marktplatzbeherrschende Fassade mit Erker, im Hof Sitznischenportal, baugeschichtlich, ortsgeschichtlich, künstlerisch und städtebaulich von Bedeutung. Dreigeschossig, Putzfassade, reiche Gliederung aus Rochlitzer Porphyrtuff, Kastenerker über zwei Geschosse, Hofseite Fenstergewände aus Rochlitzer Porphyrtuff, Sitznischenportal, Gedenktafel aus Rochlitzer Porphyrtuff für Georg Joachim Göschen (Druckerei) und Johann Gottfried Seume (1797–1801), innen Wandmalereien, alte Dielungen, Flur im ersten Obergeschoss Steinplattenbelag, hölzerne Wendeltreppe vom ersten ins zweite Obergeschoss, Gewölbe im Erdgeschoss. | 08966841 |
| Weitere Bilder                          | Wohnhaus in geschlossener Bebauung | Markt 12 (Karte)                                         | 1. Hälfte 16. Jahrhundert | Mit Ladeneinbau, streng und kompakt wirkende Baukörper, ein Renaissancegebäude, bedeutsam auch das Innere, Kreuzgratgewölbe und bemalte Holzbalkendecke im Erdgeschoss, baugeschichtlich, künstlerisch und städtebaulich von Bedeutung. Dreigeschossig, sechs Achsen, Putzfassade, alle Gewände Rochlitzer Porphyrtuff, steiles Satteldach, Hoffront entstellt, im Erdgeschoss links bemalte Holzbalkendecke (17. Jahrhundert), sonst Kreuzgratgewölbe, Erwerb des Hauses 1678 durch Bürgermeister Georg Rosenbach. | 08966842 |
| Weitere Bilder                          | Bankgebäude in geschlossener Bebauung und in Ecklage (Sparkasse) | Markt 13 (Karte)                                         | Bezeichnet mit 1929–1930 | Auffallender, streng gegliederter und der Neuen Sachlichkeit verpflichteter Verwaltungsbau von dem Architekten Hugo Koch, architekturhistorischer, städtebaulicher, stadtgeschichtlicher sowie kunsthistorischer Wert. Dreigeschossig, 7 zu 16 Achsen, Putz- und Porphyrtuff-Fassade, hohes Dach mit einer ausgebauten Etage, saniert, Kundenzugang von der Hohnstädter Straße her, original: Fenstergitter, Treppenhaus zum Kassenraum mit originaler Verglasung, Türen. | 08966314 |
| Weitere Bilder                          | Wohnhaus in geschlossener Bebauung und in Ecklage (ehemaliges Restaurant Zur guten Quelle) | Markt 14 (Karte)                                         | 16. Jahrhundert, später überformt | Mit Gaststätte, im Kern ein Renaissancebau, im Innern historische Fischgrätendecke, gründerzeitlicher Eckerker, als Eckbau zur Hohnstädter Straße städtebaulich bedeutsam, baugeschichtlich, ortshistorisch und städtebaulich von Bedeutung. Zweigeschossig, 8 zu 7 Achsen, Ecke mit Holzerker auf figürlichen Konsolen, Putzfassade im Obergeschoss, Fenster mit profilierten Rahmungen aus Natursteinen (auch zwei Erdgeschoss-Fenster in der Hohnstädter Straße), neues Biberschwanzdach, elf stehende Gaupen (vgl. Marktgasse 1), saniert, vermutlich ältere Bausubstanz. | 08966306 |
| Weitere Bilder                          | Wohnhaus in halboffener Bebauung und in Ecklage, heute Standesamt, mit Toreinfahrt an der Marktgasse | Markt 15 (Karte)                                         | Bezeichnet mit 1572 (Wohnhaus); 16. Jahrhundert (Decken) | Prächtiges Bürgerhaus der Renaissance mit aufwändigem Sitznischenportal und Ausstattung (Kreuzgratgewölben, profilierten Balkendecken aus dem 16. Jahrhundert, im Erdgeschoss bemalte Lehmwickeldecke), mit Treppenturm zum Hof, Dachgeschoss zum Markt mit drei Zwerchhäusern, architekturgeschichtlich, städtebaulich und ortshistorisch von Interesse. Zweigeschossig, ausgebautes Dachgeschoss mit drei Zwerchhäusern, Putzfassade, Gliederung Rochlitzer Porphyrtuff, reich verziertes Sitznischenportal aus Rochlitzer Porphyrtuff mit Sandsteinrelief (George Lüder und Elisabet Blanckin, 1572), zwei Wappenkartuschen, liebevoll saniert, mit Toreinfahrt an der Marktgasse, Haus 1901/1902 (lt. Adressbuch) im Besitz des Dr. med. Johannes Neumann, praktischer Arzt, Sanitätsrat, Krankenhaus- und Polizeiarzt, Stabsarzt d. Res. a. D. | 08966307 |
| Weitere Bilder                          | Wohnhaus in geschlossener Bebauung, später Stadtverwaltung (Polizeiamt) | Markt 16 (Karte)                                         | Kern 16. Jahrhundert, später verändert | Städtebaulich unverzichtbarer Bestandteil der historischen Marktbebauung, Putzbau mit großem Satteldach, baugeschichtlich und städtebaulich von Bedeutung, Bärenvilla (?). Zweigeschossig, sieben Achsen, Putzfassade, alle Gewände Rochlitzer Porphyrtuff, steiles Satteldach mit neuer Biberschwanzdeckung, saniert, Fenster neu, Haustür alt mit Klinke, rechts Schaufensterfront um 1890, Brettdecke Pferdestall 1635 (spätestens) der Familie von Ponickau errichtet, Mauerrest davon heute auf Parkplatz erhalten, Mauerrest eines Stallgebäudes auf dem rückwärtigen Parkplatz – Abbruch vor 2015 festgestellt. | 08966929 |
| Weitere Bilder                          | Wohnhaus in geschlossener Bebauung, heute Stadthaus | Markt 17 (Karte)                                         | Kern 16. Jahrhundert, später überformt | Historistisch überformter, breit gelagerter und platzbildprägender Renaissancebau, für die Kunstgeschichte hinsichtlich erhaltener Ausstattungen (bemalte Renaissance-Holzdecke) von hohem Wert, baugeschichtlich, ortshistorisch und städtebaulich von Bedeutung. Dreigeschossig, Putzfassade mit dezenter Gliederung (unter anderem Pilaster im ersten und zweiten Obergeschoss, zwei Porträtmedaillons), Granitsockel, Satteldach mit neuer Ziegeldeckung und Fledermausgaupen, saniert, Fenster neu, recht breit gelagerter Bau, heute Stadtverwaltung Grimma. | 08966930 |
| Weitere Bilder                          | Wohnhaus (mit Café Winkler) in geschlossener Bebauung | Markt 18 (Karte)                                         | 1459 im Kern (Wohnhaus); Fassade um 1830 (Wohnhaus) | Mit Ladeneinbau, Spätrenaissancebau mit einzigartiger, Aufsehen erheischender und im Stil des Klassizismus veränderter Fassade, baugeschichtlich und städtebaulich von Bedeutung. Dreigeschossig, sechs Achsen, Putzfassade, Fenstergewände im Obergeschoss profiliert (Rochlitzer Porphyrtuff), einzigartiger klassizistischer Fassadendekor, steiles Satteldach mit Ziegeldeckung, saniert 2000/2001. | 08966931 |
| Weitere Bilder                          | Gasthof Goldener Löwe mit Seitenflügel zum Hof | Markt 19 (Karte)                                         | Um 1885, im Kern älter | Ortshistorisch bedeutsamer Gasthof, das Marktbild an der Einmündung Lange Straße prägend, gründerzeitliche Fassade, als Gesamtanlage mit Seltenheitswert in sächsischen Kleinstädten, baugeschichtlich und städtebaulich von Bedeutung | 08966330 |
| Weitere Bilder                          | Wohnhaus (Markt 20) in geschlossener Bebauung und in Ecklage, mit Anbau (Lange Straße 67) | Markt 20 (Lange Straße 67) (Karte)                       | Bezeichnet mit 1797, später überformt | Platzbildgestaltender Eckbau aus dem Spätbarock, wertvolle mittelalterliche Kelleranlage, baugeschichtlich und städtebaulich von Bedeutung. - Wohnhaus Markt 20: zweigeschossig, 5 zu 2 Achsen, Putzfassade, Haustür alt, Satteldach mit stehenden Gaupen, bemerkenswerter tonnengewölbter Doppelkeller – der zum Markt gelegene Keller von 1556, der Keller zur Langen Straße wahrscheinlich um 1230/1250, original: Haustür mit Klinke - Wohnhaus Lange Straße: 18. oder 17. Jahrhundert. Zweigeschossig, drei Achsen, profilierte Traufe | 08966932 |
| Weitere Bilder                          | Wohnhaus in geschlossener Bebauung | Markt 21 (Karte)                                         | Ende 18. Jahrhundert | Schlichter, aber ortstypischer barocker Bürgerbau, Putzfassade mit Schweifgiebel, im Innern Brettdecken, Bestandteil des historischen Marktensembles, baugeschichtlich und städtebaulich von Bedeutung. Zweigeschossig, fünf Achsen, Zwerchhaus dreiachsig, Satteldach mit Ziegeldeckung, Schweifgiebel mit Laternenabschluss, Putzfassade, Gliederungselemente Rochlitzer Porphyrtuff. | 08966933 |
|                                         | Wohnhaus in geschlossener Bebauung | Markt 22 (Karte)                                         | Bezeichnet mit 1734, später verändert | Platzbildgestaltender Bau, mit barockem Segmentbogenportal, Bestandteil der geschlossen erhaltenen Marktbebauung, baugeschichtlich und städtebaulich von Bedeutung. Dreigeschossig, sechs Achsen, Putzfassade, Satteldach mit Ziegeldeckung, Haustürportal Rochlitzer Porphyrtuff mit Korbbogen und Schlussstein (bezeichnet „G.G./AHR/1734/1934“), erstes Obergeschoss Naturstein-Fenstergewände, saniert, Fenster neu, zweites Obergeschoss später aufgesetzt. | 08966908 |
| Weitere Bilder                          | Wohnhaus in geschlossener Bebauung | Markt 23 (Karte)                                         | 1739 | Auf schmalem Grundstück erbautes, prachtvolles Barockgebäude mit Erker, erlesenem Stuckdekor und reich gestalteter Dachlandschaft, künstlerisch von Interesse die Fassade und die erhaltene barocke Ausstattung (Wandmalerei), sowie baugeschichtlich und städtebaulich von Bedeutung. Dreigeschossig, drei Achsen, Kastenerker, ausgebautes Dachgeschoss, reicher Barockdekor, wirkt pittoresk, Gewände aus Rochlitzer Porphyrtuff, Satteldach mit Biberschwanzdeckung, saniert, auf dem Dach Vasen- und Kugelabschlüsse aus Rochlitzer Porphyrtuff, im Erdgeschoss Kreuzgewölbe mit aufgeputzten Bändern und verzierten Schlusssteinen, heute im Erdgeschoss-Laden Fremdenverkehrsamt Grimma. | 08966912 |
|                                         | Wohnhaus in geschlossener Bebauung | Markt 24 (Karte)                                         | 18. Jahrhundert | Schlichtes Barockgebäude, interessant gestaltete Tordurchfahrt, Bestandteil der historischen Platzbebauung, Wertigkeit für Bauforschung, baugeschichtlich und städtebaulich von Bedeutung. Zweigeschossig, sechs Achsen, mächtiges Zwerchhaus, Putzfassade, Tor alt, Tor- und Fenstergewände Rochlitzer Porphyrtuff, Sockel verkleidet mit Platten aus Rochlitzer Porphyrtuff, innen mindestens eine Decke mit einfacher Stuckleiste, teilunterkellert, leerstehend. | 08966911 |
| Weitere Bilder                          | Wohnhaus in geschlossener Bebauung | Markt 25 (Karte)                                         | Kern 18. Jahrhundert, später überformt | Mit Ladeneinbauten, schlichter bürgerlicher Barockbau mit späterer Aufstockung, platzbildgestaltendes Gebäude mit Segmentbogenportal aus Porphyrtuff, baugeschichtlich und städtebaulich von Bedeutung. Dreigeschossig, Putzfassade, profilierte Fenstergewände, Haustürportal aus Rochlitzer Porphyrtuff. | 08966934 |
| Weitere Bilder                          | Wohnhaus in geschlossener Bebauung und in Ecklage | Markt 26 (Karte)                                         | Bezeichnet mit 1607 | Eindrucksvoller Baukörper in wichtiger Ecksituation zur Lorenzstraße, mit Renaissance-Sitznischenportal (von 1607), baugeschichtliche, städtebauliche und künstlerische Bedeutung. Zweigeschossig, fünf Achsen zur Marktseite, Putzfassade, Massivbau, hohes Walmdach, zwei Fledermausgaupen an der Lorenzstraße, städtebaulich unverzichtbar. | 08966935 |
| Weitere Bilder                          | Rathaus, mit seitlichem Anbau | Markt 27 (Karte)                                         | 1440 Dendro (Rathaus); bezeichnet mit 1515 (Rathaus); 1585, Wiederaufbau nach Brand (Rathaus); um 1350 (Holzdecke Erdgeschoss Nordseite); um 1500 (Holzdecke Erdgeschoss Nordseite) | Einzigartiger freistehender Bau mit mächtigem Dachstuhl und wirkungsvollen Renaissance-Giebeln, im Kern gotisches Bauwerk, bemerkenswerte Ausstattung (unter anderem verschiedene Brett- und Balkendecken), prachtvolles Zeugnis städtischer Selbstverwaltung, baugeschichtlich, ortshistorisch, künstlerisch und städtebaulich von Bedeutung. Vorgängerbau 1442 ist 1538 abgebrannt, dann Wiederaufbau bis 1585 (laut Dehio). - Decke im Erdgeschoss Nordseite: Balkendecke, ca. 1350 (Balken) und um 1500 (Bretter), Hochwasserschäden 2002, Restaurierung 2002/2003 - Decke Erdgeschoss: Restaurierung 2002/2003 - Decke erstes Obergeschoss: Brettdecke, Balken von 1509, bemalte Balken aus dem Marstall (Frauenkirchhof 1) - Alte Wache: weiße Brettdecke aus dem Jahr 1780, Restaurierung 2003 | 08966909 |
| Direkt Bild zu diesem Denkmal hochladen | Wohnhaus in geschlossener Bebauung (ehemals mit Markt 14 baulich verbunden) | Marktgasse 1 (Karte)                                     | Im Kern 16. Jahrhundert | Mit Tordurchfahrt, im Kern ein Renaissancebau, Bestandteil der historischen Altstadtkern-Bebauung nähe Markt, baugeschichtlich bedeutsam. Zweigeschossig, im Obergeschoss fünf Fensterachsen, Massivbau verputzt, Obergeschoss profilierte Fenstergewände aus Naturstein, recht steiles Satteldach, ursprünglich zum Gasthof – Eckbau Markt 14 gehörig, im Erdgeschoss entstellender Ladeneinbau, in der Tordurchfahrt Balken der Lehmstakendecke sichtbar, drei Dachgaupen (vgl. Markt 14), möglicherweise älter, Abbruchantrag am 29. August 2002 abgelehnt. | 08966305 |
| Direkt Bild zu diesem Denkmal hochladen | Wohnhaus in offener Bebauung, ehemals Nebengebäude (bildet ein Grundstück mit Markt 15), sowie Mauerrest mit Korbbogenportal im Hof | Marktgasse 2 (Karte)                                     | 1736 (Nebengebäude); Umbau bezeichnet mit 1794 (Nebengebäude); bezeichnet mit 1770 (Portal)                                                                                         | Mit Tordurchfahrt, Putzfassade, Giebel Fachwerk, barockes Korbbogenportal im Hof, städtebaulich, bauhistorisch und ortsgeschichtlich von Bedeutung. Zweigeschossig, ausgebautes Dachgeschoss (mit Schleppgaupen), Putzfassade, großer Sandsteintorbogen mit Schlussstein (bezeichnet mit „FGM 1794“, Anker), Giebelseiten mit Sichtfachwerk, heute von der Stadtverwaltung genutzt, saniert, Literatur siehe Lorenz (1736 als Besitzer Gottfried Eberhard Füllkruß, Amtssteuereinnehmer, Steuerschreiber und Advokat), barockes Korbbogenportal im Hof (bezeichnet mit 1770): Mauerrest mit Korbbogenportal mit Schlussstein, Rochlitzer Porphyrtuff, bezeichnet mit 1770 und Wappen, Neumanns Hof – Besitzer von Markt 15 und Marktgasse 2 (1901/1902 lt. Adressbuch) Dr. med. Johannes Neumann, praktischer Arzt. | 08966793 |
| Direkt Bild zu diesem Denkmal hochladen | Wohnhaus in halboffener Bebauung und in Ecklage, Vorgarten mit Einfriedung an der Marktgasse, Toreinfahrt zum Nicolaiplatz und Garage im Hof sowie Pflasterung vor der Haustür | Marktgasse 7 (Karte)                                     | 1929 | Qualitätvoller Bau des Art Déco mit platzbildgestaltender Funktion, Putzbau mit Treppengiebeln und Erkern, baugeschichtlich und städtebaulich von Bedeutung. - Wohnhaus: zweigeschossig, ausgebautes Dachgeschoss, Erker und Eckerker, hochgezogener Klinkersockel und Haustür mit Klinkerrahmung, originale Putzfassade, Staffelgiebel (dort Fenster mit Klappläden), Ziegeldach, original: Haustür mit Gitter und Oberlicht, Fenster, Jalousien, Türen im Inneren, einfach bleiverglaste Fenster, Hoftür mit Gitter, Pflasterung vor der Haustür, um 1995 (Muster durch weiße Kleinpflastersteine) - Garage: Putzfassade mit Gliederung Rochlitzer Porphyrtuff, vor 1929 errichtet (damit selten früher Garagenbau) - Einfriedung: zwei Pfeiler der Einfahrt am Nicolaiplatz und kleine Mauer mit Eisenzaun zu Wohnhaus Marktgasse 5 | 08966308 |
|                                         | Portal des Eingangs und Brettdecke im Erdgeschoss eines Wohnhauses | Mühlstraße 1 (Karte)                                     | Ende 18. Jahrhundert (Holzdecke) | Renaissanceportal und -decke, künstlerisch wertvolle historische Ausstattungsstücke eines baulich stark veränderten Wohnhauses, wissenschaftlich-dokumentarischer Wert. Zweigeschossig, fünfachsig, entstellend aufgestockt im 19. Jahrhundert, saniert, Garageneinbau, ziegelgedecktes Satteldach, der Renaissancebau im Barock verändert, wichtige Lage Nähe ehem. Stadttor, Stadtmauergrundstück, kein Keller. | 08966233 |
|                                         | Wohnhaus in halboffener Bebauung | Mühlstraße 3 (Karte)                                     | 18. Jahrhundert | Grundstück nahe der Stadtmauer zur Muldenseite, breitgelagertes traufständigem Wohnhaus, altstadttypischer Putzbau, im Erdgeschoss barocke Bretterdecken, baugeschichtlich von Bedeutung. Zweigeschossig, fünfachsig, Putzfassade, ziegelgedecktes Satteldach, im Erdgeschoss barocke Holz-/Bretterdecken. | 08966234 |
|                                         | Wohnhaus in halboffener Bebauung | Mühlstraße 4 (Karte)                                     | 1702 Dendro | Schlichter Barockbau, historische Holzdecke im Erdgeschoss, bau- und stadtentwicklungsgeschichtliche Bedeutung. Zweigeschossiger Putzbau in schlichten Formen, Satteldach, im Erdgeschoss entstellender Garageneinbau, im Innern bauzeitliche Brettdecke in Fischgrätenstruktur, Zeugnis für die Bau- und Lebensweise in der Grimmaer Altstadt im frühen 18. Jahrhunderts. | 08966236 |
|                                         | Pavillon auf der Stadtmauer (Wohnhaus des Grundstücks 2002 nach Hochwasser eingestürzt) | Mühlstraße 11 (Karte)                                    | 19. Jahrhundert | Gartenpavillon von ortsbildprägender und ortsentwicklungsgeschichtlicher Bedeutung (Wohnhaus 2002 abgebrochen). - Wohnhaus (ehemaliges): zweigeschossig, im Obergeschoss sechsachsig, Bruchsteinbau, teilweise Ziegel verwendet für Reparaturen, Putzfassade, zwei Fenstergewände im Erdgeschoss und Sitznischenportal aus Rochlitzer Porphyrtuff, Erdgeschoss drei Fenster mit Holzklappläden, ziegelgedecktes Satteldach, im Inneren barocke Brettdecke, das ursprünglich als Denkmal dazugehörende Haus ein traufständiger Wohnbau im geschlossenen Straßenzug, wissenschaftlich und künstlerisch bedeutsamer Renaissancebau mit seltenem Sitznischenportal und Brettdecke aus der Barockzeit (2002 abgebrochen) | 08966238 |
| Weitere Bilder                          | Wohnhaus in geschlossener Bebauung | Mühlstraße 12 (Karte)                                    | 1871 | Zeugnis vom Beginn des gründerzeitlichen Stadtumbaues, altstadttypischer Putzbau mit Dachhaus, baugeschichtlich von Bedeutung. Zweigeschossig, fünfachsig, Zwerchhaus zweiachsig mit Dreieckgiebel, Putzfassade, Fenster neu/Holzfenster mit Zwangsentlüftung, original vermutlich Haustür und Holzklappläden im Erdgeschoss, Ziegeldach, saniert, Wohnhaus von Seminaroberlehrer Friedrich Anton Rüschmann 1874–1914, Besitzer 1860er Jahre Satter Ernst Julius Mühler, 1870 Brandschaden. | 08966240 |
| Weitere Bilder                          | Wohnhaus in ehemals halboffener Bebauung, mit Gartengebäude an der Stadtmauer | Mühlstraße 13 (Karte)                                    | Um 1860 | Breitgelagerter straßenraumprägender Wohnbau eines Stadtmauergrundstückes, baugeschichtlich von Bedeutung, das Gartenhaus ortsentwicklungsgeschichtlich von Interesse. Zweigeschossig, im Obergeschoss acht Fensterachsen, Bruchstein-Ziegelbau, ziegelgedecktes Satteldach, Putzfassade, Haustür mit Sandsteinrahmung, Fenstergewände im Erdgeschoss aus (Hilbersdorfer?) Porphyrtuff, Fenster und Haustür original, zweiter Hauszugang eingebrochen, Gartengebäude an der Stadtmauer, Verwendung alter Turmmauern mit Sicherheit. | 08966239 |
|                                         | Archidiakonat in offener Bebauung, mit Hausgarten (Gartendenkmal) und seitlicher Einfriedung sowie Gartenpavillon auf der Stadtmauer | Mühlstraße 15 (Karte)                                    | Im Kern um 1700; um 1800 | Putzbau mit Krüppelwalmdach, Teil der Altstadtbebauung, ortsgeschichtlich, städtebaulich und bauhistorisch von Interesse. Zweigeschossig, sichtbarer Bruchsteinsockel, Putzfassade, ziegelgedecktes Krüppelwalmdach, Haustürgewände aus Rochlitzer Porphyrtuff. Direkte Nachbarschaft zum Bau- und Gartendenkmal Superintendentur (Norden). - Umfriedeter, in zwei Ebenen gestaffelter Pfarrgarten des um 1700 erbauten, frei stehenden Archidiakonats, lebendiges Beispiel eines Pfarrgartens sowie der Kette der hinter der östlichen Stadtmauer von Grimma gelegenen Hausgärten mit überkragendem Gartenpavillon. - obere Ebene: kurzer Wandelgang auf der Stadtmauer, mit brüstungshoher, gemauerter Abgrenzung (Bruchstein) nach Osten und Holzlattenzaun (denkmalgerecht saniert) auf der Westseite, berankt (wilder Wein), über der Stadtmauer nach Osten auskragender Gartenpavillon, Fachwerk, Holzverkleidung (saniert), mit historischem Mobiliar, Freitreppe vom Wandelgang zum höher liegendem Gartenhaus - untere Ebene: Einfriedung: Vollständig ummauerter Hausgarten, Nachbargebäude, Stadtmauer, Klinkermauer zur Mühlstraße (saniert). Strauch-, Stauden- und Nutzgartenpflanzungen entlang der Raumgrenzen, kleiner Kräuter- und Nutzgarten in Hausnähe. Vorherrschend: Rasenfläche mit Obstbäumen (Hochstämme) und freier Möblierung. Hofbereich mit kleinteiliger Naturstein- und Klinkerpflasterung, Blumenpflanzungen, teilweise mit Buchseinfassung. - Störende Elemente: zwei Blaufichten (Altbäume) am Aufgang zum oberen Gartenniveau, die Stadtansicht von der Muldenseite prägend | 08966241 |
| Weitere Bilder                          | Wohnhaus mit Anbau | Muldenstraße 32 (Karte)                                  | Um 1750 | Alte Ortslage Hohnstädt, dorfbildgestaltender Bau des Ortsteils, von Interesse für die Bauforschung, baugeschichtlich von Bedeutung. Zweigeschossig, schmaler Baukörper, stark verformtes Mauerwerk an der Fassade, Rückseite sehr kleine Fensteröffnungen im Obergeschoss, ziegelgedecktes Satteldach, vermutlich Bretterdecken im Obergeschoss, dazu angebautes kleines eingeschossiges Gebäude mit Putzfassade und Satteldach. | 08966277 |
| Weitere Bilder                          | Unterer Bahnhof Grimma: Bahnhof mit Empfangsgebäude (Nr. 1a) | Nerchauer Straße 1a (Karte)                              | 1877 | Zeittypische Putzbauten, ehemals Teil der Bahnstrecke Glauchau–Wurzen (Muldentalbahn), Zeugnis der Eisenbahngeschichte und Industriegeschichte. Ursprünglich dreigleisig, im Zuge der Übernahme in die Verwaltung der Strecke durch die der Königlich Sächsische Staatseisenbahnen Reduzierung auf ein Gleis im Jahr 1879. - Empfangsgebäude: zweigeschossig, Drempel, elf Achsen, Mittelrisalit dreiachsig mit Giebel mit Gespärre, Putzfassade, Stockgesims, im Obergeschoss profilierte Fensterrahmungen - Geschichte: 1. August 1877 eröffnet, bis 1905 Haltestelle der Strecke Glauchau–Wurzen, 1905–1967 Personenbahnhof, ab 1967 auch Güterbahnhof, ab 1967 Reduzierung des Fahrbetriebes, 28. Mai 1967 Stilllegung des Personenverkehrs, 1. Januar 1970 Güterverkehr eingestellt - Güterverladestelle: Bruchsteinsockel, Ziegelbau verputzt, flach geneigtes aber weit überstehendes Dach, original: Fenster, Tür, Tore, Abbruch zwischen 2006 und 2013 (Streichung 2016), | 08966586 |
| Direkt Bild zu diesem Denkmal hochladen | Pavillon im Park des ehemaligen Blindenheimes | Nerchauer Straße 9 (Karte)                               | 1908 | Berglage mit Blick zur Mulde, achteckiger Ziegelbau, innen mit erhaltener Schablonenmalerei, Akzent im Landschaftsbild des Muldentales, bau- und ortsgeschichtlich von Interesse. Berglage mit Blick über die Muldenaue, achteckiger Ziegelbau, Bruchsteinsockel, drei Fenster (original), Tür neu, zwei Natursteinstufen, innen originaler Putz mit Schablonenmalerei, Dach schadhaft. Blindenheim kein Denkmal, umgebaut und verändert, u. a. offene Hallen zugesetzt, abgelehnt 06/2000. | 08966587 |
| Direkt Bild zu diesem Denkmal hochladen | Ehemaliges Krankenhaus (zwei Hausteile), später Wohnhaus | Nicolaiplatz 4, 4a (Karte)                               | Ende 18. Jahrhundert | Platzbildgestaltend, Obergeschoss zum Teil in Fachwerk, ortshistorische und sozialgeschichtliche Bedeutung. - Nummer 4: zweigeschossig, Obergeschoss Sichtfachwerk, Gewände neu aus Rochlitzer Porphyrtuff im Erdgeschoss, Putzfassade, saniert, Fenster neu, einheitliches neues rotes Ziegeldach (Krüppelwalmdach) mit Nummer 4a, rückwärtig Balkone angebaut, sieben Achsen, Ende 18. Jahrhunderts - Nummer 4a: halboffene Bebauung, zweigeschossig, fünfachsig, Putzfassade, saniert, Mitte 19. Jahrhundert, einheitliches Dach mit Nummer 4, Lage: neben der Freiwilligen Feuerwehr. | 08966309 |
| Direkt Bild zu diesem Denkmal hochladen | Wohnhaus in halboffener Bebauung und in Ecklage, mit Anbau zum Hof | Nicolaiplatz 8 (Karte)                                   | Bezeichnet mit 1714 | Reizvoller Barockbau, Zeugnis früherer Baukultur, baugeschichtlich von Bedeutung. Zweigeschossig, vierachsig, Bruchstein-Mauerwerk, Giebelspitze mit Sichtfachwerk, Krüppelwalm zur Schulgasse, Ziegeldeckung, kleines Sandsteinrelief über der Haustür, drei kleine Schleppgaupen, einfühlsam saniert. | 08966325 |
| Direkt Bild zu diesem Denkmal hochladen | Ehemaliges Herbergsgebäude in halboffener Bebauung und in Ecklage (Herberge zur Heimat) | Nicolaiplatz 9 (Karte)                                   | 1898 | Den Nicolaiplatz mitprägender Wohnbau, Dokument der gründerzeitlichen Veränderungen im Stadtbild, eine Zeit lang als „Herberge zur Heimat“ (christliche Unterkunft für Wandergesellen) genutzt, orts- und baugeschichtlich von Bedeutung. Dreigeschossig, fünfachsig, Putzfassade, Erdgeschoss Putznutung, Dekor teilweise erfunden, Fenster neu, saniert 1997 mit Beteiligung der Unteren Denkmalschutzbehörde, original: Haustür und Klinke, Bauakte vorhanden, heute als „Come in“ Kinder- und Jugendhaus der Diakonie genutzt. | 08966324 |
| Direkt Bild zu diesem Denkmal hochladen | Wohnhaus in geschlossener Bebauung | Nicolaiplatz 10 (Karte)                                  | Um 1830 | Schlichter biedermeierlicher Wohnbau, Bestandteil der alten Stadtstruktur, baugeschichtlich von Bedeutung. Zweigeschossig, vierachsig, Putzfassade, ziegelgedecktes Satteldach, im Obergeschoss entstellende Kunststofffenster, originale Biedermeier-Türen im Inneren, im Erdgeschoss Fenstergewände Rochlitzer Porphyrtuff, einfache Fußbodenfliesen im Flur (schwarz/gelb), auf der Hofseite Treppenhausfenster. | 08966323 |
| Weitere Bilder                          | Katholischer Kirchsaal, mit Ausstattung und Pfarrhaus (mit zwei Hausnummern) in offener Bebauung (Pfarrkirche und Pfarrei St. Trinitatis) | Nicolaistraße 1, 3 (Karte)                               | 1857 (Kirche und Pfarrhaus); 1738 (Altarbild); 1968 (Kirchenfenster) | Zeittypischer Putzfassade, im Rundbogenstil des 19. Jahrhunderts, Mittelbau mit Dachreiter, im Innern wertvolles barockes Gemälde, erbaut als katholisches Kirchen- und Schulgebäude, baugeschichtlich, künstlerisch und ortsgeschichtlich von Bedeutung. Orgel (Fa. Schmeißer, Rochlitz) wohl von 1955. | 09305850 |
| Weitere Bilder                          | Wohnhaus (zwei Hausteile, Nicolaistraße 2) in Ecklage und Nebengebäude (Kreuzstraße 25) zum Hof sowie Hofmauer mit Toreinfahrt | Nicolaistraße 2 (Kreuzstraße 25) (Karte)                 | Zum Teil 13. Jahrhundert (Wohnhaus); im Kern um 1600 (Wohnhaus); bezeichnet mit 1674 (Wohnhaus); 1674 (Kassettendecke); bezeichnet mit 1688 (Nebengebäude)                          | Einer der selten derartig eindrücklich erhaltenen Ausspannen, ursprünglich wohl Stadtgut, die ehemaligen Wohngebäude zum Teil mit Fachwerk-Obergeschoss und reicher Ausstattung unter anderem Kassettendecke von 1674 und Brettbohlendecke von 1609, im Hofgebäude Schwarze Küche, in Teilen mittelalterliches Gebäude, ortsgeschichtlicher, baukünstlerischer und städtebaulicher Wert. - Wohnhaus in Ecklage: zweigeschossig, steiles Dach mit Krüppelwalm und Ziegeldeckung, Giebel Sichtfachwerk, Gewände im Erdgeschoss Rochlitzer Porphyrtuff, Gedenktafel (kein Denkmal) (W. M. Sagorski/1883–1919/Revolutionär und Kampfgefährte Lenins/lebte von 1914–1918/in Grimma), klassizistische Haustür, Bretterdecken innen, Tonnengewölbe, Schwarze Küche, Reste von Wandmalerei (Restaurierung 2004), Barocktreppe - Wohnhaus in der Nicolaistraße: zweigeschossig, fünfachsig, Ziegeldach mit Fledermausgaupen, leer stehend - Nebengebäude in der Kreuzstraße mit Bruchstein-Erdgeschoss, Sichtfachwerk im Obergeschoss, Rochlitzer Porphyrtuff-Portal mit Inschrift (1 688 und zwei Buchstaben), Holzfenstergewände, hofseitig Fachwerk mit Ziegelausfachung, Ackerbürgergrundstück Namenregister von 1837: Eigentümer: 1673 Christian Dorff, Lohgerber, 1720 Christian Nebe, Bauer, 1741 Georg Nebe, Tuchmacher, 1770 Johann Nebe, Tuchmacher, 1887 Ökonom Friedrich Wilhelm Priemer, 1901 Stadtgutsbesitzer Richard Priemer, kleiner Bau links neben dem Kino 13. Jahrhundert. | 08966335 |
| Direkt Bild zu diesem Denkmal hochladen | Kino „Central-Theater“ in halboffener Bebauung | Nicolaistraße 2a (Karte)                                 | 1918 | Früher Kinobau mit repräsentativer Eingangsfront in Art eines Tempels, wissenschaftlich-dokumentarischer Wert, Seltenheitswert, bau- und ortsentwicklungsgeschichtlich von Bedeutung. Kunststeinsockel, Putzfassade, Pilaster mit ionischen Kapitellen, Ziegelbau. | 08966334 |
| Direkt Bild zu diesem Denkmal hochladen | Wohnhaus in halboffener Bebauung | Nicolaistraße 4 (Karte)                                  | Kern 14. Jahrhundert (Wohnhaus); 17. Jh. (Wohnhaus) | Mit Ladeneinbau, schlichte Putzfassade, die Grimmaer Altstadt mitprägendes Gebäude, baugeschichtlich von Bedeutung. Zweigeschossig, sieben Achsen im Obergeschoss, Putzfassade, Haustürportal neu aus Rochlitzer Porphyrtuff, Satteldach Biberschwanzdeckung und Schleppgaupen, Haustür neu, saniert, original: Holztreppe, grüner Kachelofen um 1908, Türen (unklar, ob nach Sanierung noch vorhanden), nach Unteidig Kern 14. Jahrhundert. | 08966333 |
| Direkt Bild zu diesem Denkmal hochladen | Mietshaus in geschlossener Bebauung konzipiert | Nicolaistraße 7 (Karte)                                  | Um 1890 | Zurückhaltend dekorierter Gründerzeitbau, mit originaler Ausstattung, baugeschichtlich von Bedeutung. Dreigeschossig, sieben Achsen, Seitenrisalit links mit Tordurchfahrt (zwei Achsen), Bruchsteinsockel, Putzbau mit Putzgliederung, Traufe Stuckkonsolen, Sohlbänke und Fensterverdachungen aus Sandstein, Sohlbänke zweites Obergeschoss mit Stuckkonsolen, Erdgeschoss Putzquaderung, original: Haustür mit Klinke, Kellertür, Treppenhaus, Fußbodenfliesen, Außen-WC, Wohnungseingangstüren, Schablonenmalerei im Eingangsbereich überstrichen, ehemals mit Tordurchfahrt sowie Hofpflasterung, wohl nach Hochwasser 2002 entfernt. | 08966331 |
| Direkt Bild zu diesem Denkmal hochladen | Mietshaus in geschlossener Bebauung in Ecklage | Nicolaistraße 9a (Karte)                                 | Um 1900 | Mit Eckladen, reich dekorierter gründerzeitlicher Prachtbau, Eckbetonung, städtebaulich dominant in der Platzsituation, baugeschichtlich von Bedeutung. Dreigeschossig, 5 zu 1 zu 6 Achsen, Eckrisalit mit Turmaufsatz, Seitenrisalit am Nicolaiplatz, gebrochene Ecke mit Ladeneingang und Balkon mit schmiedeeisernem Gitter, Putzfassade mit reichem (eklektizistischem) Dekor, Granitsteinsockel, Stein-Treppenhaus, innen auch alles hübsch und sauber saniert, original: Wohnungseingangstüren mit Gitter. | 08966326 |
| Direkt Bild zu diesem Denkmal hochladen | Mietshaus in halboffener Bebauung | Nicolaistraße 10 (Karte)                                 | Bezeichnet mit 1891 | Mit Laden, repräsentativ wirkender Mietwohnungsbau im geschlossenen Straßenzug, Klinkerfassade, Dokument der Grimmaer Gründerzeitarchitektur, baugeschichtlich von Bedeutung. Dreigeschossig, ausgebautes Dachgeschoss, Klinkerfassade, rechts Laden. | 08966332 |
| Direkt Bild zu diesem Denkmal hochladen | Wohnhaus in halboffener Bebauung sowie Spolien im Hof | Nicolaistraße 16 (Karte)                                 | Im Kern 1534, später überformt | Schlichter kleinstädtischer Wohnbau mit historischer Brettdecke, wissenschaftlich-dokumentarischer Wert, durch Vorsprung im Straßenverlauf auch städtebaulich unverzichtbarer Bestandteil der alten Ortsstruktur, lange Zeit im städtischen Besitz (städtischer Bauhof), ortshistorisch und baugeschichtlich von Bedeutung. Zweigeschossig, vierachsig, Putzfassade, recht steiles Satteldach mit Ziegeldeckung, Giebelspitze Fachwerk verputzt und gekuppeltes Fenster mit Holzgewänden, von 1534 Fachwerk auf der Hofseite und Teile des Dachstuhles, 1780 Umbau (Bretterdecke erhalten), Treppenhaus und Fassade der Straßenseite Mitte 19. Jahrhundert, Fenster und Haustür alt, Porphyrtuff-Werksteine auf dem Grundstück = Spolien im Hof: unter anderem Natursteinportal aus Burgstädt, Maßwerkrest aus der Klosterkirche. | 08966329 |
| Direkt Bild zu diesem Denkmal hochladen | Brumme-Relief: Relief von der Straßburg-Kaserne eines Kriegers und eines Kindes (im Hof gelagert) | Nicolaistraße 16 (bei) (Karte)                           | 1936–1937 | Ehemals am Giebel eines Kasernengebäudes an der Leipziger Straße angebracht, seltene Arbeit des Leipziger Künstlers Max Alfred Brumme aus dieser Schaffensperiode, aus 25 Keramikplatten bestehend, im Bauhof der Stadt gelagert, kunstgeschichtlich von Bedeutung. Bei Abbruch des Kasernengebäudes geborgen, heute eingelagert, Herstellungsort: Leipziger Kunstgewerbeschule. | 08966977 |
| Direkt Bild zu diesem Denkmal hochladen | Ehemaliges Diakonat, später Wohnhaus in halboffener Bebauung | Nicolaistraße 18 (Karte)                                 | 1790 | Eindrucksvoller Baukörper, Bestandteil der alten städtebaulichen Struktur, heute als Verwaltungsbau genutzt, bau- und ortsgeschichtlich von Bedeutung. Zweigeschossig, acht Achsen, Putzfassade, Haustür-Gewände Rochlitzer Porphyrtuff, neue Ziegeldeckung, saniert, barocke Brettdecken im Inneren, heute Sitz der IKK (Innungskrankenkasse). | 08966328 |
| Direkt Bild zu diesem Denkmal hochladen | Wohnhaus in geschlossener Bebauung | Nicolaistraße 20 (Karte)                                 | 18. Jahrhundert | Am Nicolaiplatz gelegen, Zeugnis der alten Stadtkernbebauung, baugeschichtlich von Bedeutung. Zweigeschossig, fünfachsig, Putzfassade, Biberschwanzziegel gedecktes Satteldach, Erdgeschoss sehr dicke Wände, im Obergeschoss 24er Wandstärke, im Obergeschoss geringere Raumhöhe (siehe Traufe). | 08966327 |
| Direkt Bild zu diesem Denkmal hochladen | Weinkeller Klosterschänke in Nähe der Klosteranlage | Nimbschener Landstraße (Karte)                           | Um 1915 | Ortsgeschichtliche Bedeutung. Porphyrtuffportal in gotischer Formensprache innen, außen alles Bruchstein-Mauerwerk, liegt an einem Waldweg, keine adressalische Zuordnung möglich. | 08966607 |
| Weitere Bilder                          | Klosterruine Nimbschen (Sachgesamtheit) | Nimbschener Landstraße (Karte)                           | 13.–15. Jahrhundert | Sachgesamtheit Klosterruine Nimbschen, mit folgenden Einzeldenkmalen: Reste des ehemaligen Zisterzienserinnenklosters (Umfassungsmauern vom Konventbau und Ostflügel), umgebende Grünanlage sowie Senkringbrunnen und Reste der äußeren Klostermauer (08966593); bauhistorisch und landschaftsgestaltend von Interesse, durch den Aufenthalt der Katharina von Bora besondere ortsgeschichtliche und religionshistorische Bedeutung. - Klosterruine: Bruchstein-Mauerwerk, Fenstergewände aus Naturstein (vorwiegend Rochlitzer Porphyrtuff), zwei Kreuzstabfenster - Brunnen: Bruchstein-Mauerwerk, bis ca. 6 m unter Brunnenrand gefüllt, 1979 ausgegraben von Paul Unteidig, 14. Jahrhundert, Typ: Senkringbrunnen mit dreiteiligem Eichenring | 09303735 |
| Weitere Bilder                          | Reste des ehemaligen Zisterzienserinnenklosters (Umfassungsmauern vom Konventbau und Ostflügel) sowie Senkringbrunnen und Reste der äußeren Klostermauer (Einzeldenkmale der Sachgesamtheit 09303735) | Nimbschener Landstraße (Karte)                           | 13.–15. Jahrhundert (Kloster); 19. Jahrhundert (Grünanlage um Ruine) | Einzeldenkmale der Sachgesamtheit Klosterruine Nimbschen; bauhistorisch und landschaftsgestaltend von Interesse, durch den Aufenthalt der Katharina von Bora besondere ortsgeschichtliche und religionshistorische Bedeutung. - Klosterruine: Bruchstein-Mauerwerk, Fenstergewände aus Naturstein (vorwiegend Rochlitzer Porphyrtuff), zwei Kreuzstabfenster - Brunnen: Bruchstein-Mauerwerk, bis ca. 6 m unter Brunnenrand gefüllt, 1979 ausgegraben von Paul Unteidig, 14. Jahrhundert, Typ: Senkringbrunnen mit dreiteiligem Eichenring | 08966593 |
| Weitere Bilder                          | Ehemaliges Klostergut Nimbschen mit Verwalterhaus, Stallungen, Scheune (heute sogenannte Kulturscheune), Schmiede und Remise sowie Resten der Hofpflasterung | Nimbschener Landstraße 4, 6, 8, 10 (Karte)               | 1810–1812 | Eindrucksvolle Wirtschaftsanlage, wissenschaftlich-dokumentarisch und ortsgeschichtlich von Interesse. - Nummer 8: Bruchsteinbau, Ziegeldach, Bowling und Gastronomie, saniert, sehr schöne Kreuzgratgewölbe mit Gurtbögen, Fenstergewände Rochlitzer Porphyrtuff - Nummer 6: ehemaliges Herrenhaus. Zweigeschossig, sieben Achsen, unterkellert, Stein-Treppenhaus, Fenstergewände Rochlitzer Porphyrtuff, originale zweiflügelige Bodentür, – Verwaltungsbau (?), saniert - Nummer 4: Restaurant, rückwärtig Übergang zum Hotel, ehemals Remise, – Bruchsteinbau, verputzt, Stall, vor 1810, Fenstergewände Rochlitzer Porphyrtuff, Ziegeldach - Nummer 10: Kulturscheune: Bruchsteinbau verputzt, Ziegeldach - Hotel: Neubau, kein Denkmal | 08966592 |
| Direkt Bild zu diesem Denkmal hochladen | Bunkeranlage auf dem Grundstück, mit Erschließungsgang und Eingangssituation im Keller des Wohnhauses | Nordstraße 19 (Karte)                                    | 1980 | Ehemalige Kreisdienststelle des Ministeriums für Staatssicherheit, geschichtliche Wertigkeit. Wohnhaus mit Vorgarten, erbaut 1928, zum gegenwärtigen Zeitpunkt kein Denkmal, Zugangsweg und Zugangsbereich. | 09256648 |
| Weitere Bilder                          | Ehemaliger Schlachthof, bestehend aus Verwaltungsgebäude, Wohngebäude, Kühl-, Maschinen- und Kesselhaus, Schlachthalle, Kaldaunenwäsche und Düngerhalle, Stallungen für Klein- und Großvieh sowie Teile der Einfriedung (Gebäude für Freibank und Pferdeschlächterei sowie Schweinestallgebäude – keine Denkmale) | Oberwerder 2, 2a (Karte)                                 | 1898–1899, später teilweise verändert | Zum Teil alte Ortslage Hohnstädt, seltenes Beispiel eines in seiner Gesamtheit erhaltenen Kleinstadtschlachthofes des späten 19. Jahrhunderts, ortsgeschichtliche und technikhistorische Bedeutung. - Gebäude in gelber Klinkerarchitektur, Satteldächer mit weitem Dachüberstand, die profilierten Stützhölzer der Dachpfetten zum Teil erhalten, ziegelbautypische Schmuckelemente (Zahnschnittfriese) - Verwaltungsgebäude: zweigeschossig, traufständig in der Mitte der Eingangsfront, rechts und links vom Gebäude die Toreinfahrten - Kühl-, Maschinen- und Kesselhaus: eingeschossig, im Zentrum der Anlage angeordnet, entsprechend der Funktionen der Gebäude stark durchgegliederter Grundriss, Schornstein ins Gebäude eingebunden - Schlachthalle: eingeschossiger, quergelagerter Bau, hinter dem Kühl-, Maschinen- und Kesselhaus gelegen, Freiraum dazwischen überdacht, große Rundbogenfenster, über den Eingängen plastische Tierköpfe (ein Kopf erhalten), im Inneren ursprünglich dreigeteilt in Schlachträume für Großvieh, Kleinvieh und Schweine, gusseiserne Säulen mit Laufschienen, Dach mit Belüftungsaufbau - Kaldaunenwäsche und Düngerhalle: eingeschossig, mittig an der Rückseite des Geländes gelegen, Dach mit Belüftungsaufbau - Stallungen für Klein- und Großvieh: eingeschossig, bilden den Westteil der Anlage - Gebäude für Freibank und Pferdeschlächterei (1909 erweitert) sowie Schweinestall auf der Ostseite des Anwesens in DDR-Zeit aufgestockt und stark verändert (neuer Verbindungsbau), für die Geschlossenheit der Anlage trotzdem wichtig | 08966297 |
| Direkt Bild zu diesem Denkmal hochladen | Wohnhaus in offener Bebauung auf einem Brauereigelände, mit Einfriedung (ehemalige Riebeck-Brauerei) | Oberwerder 7 (Karte)                                     | Um 1890 | Einfacher gründerzeitlicher Wohnbau am Fuße des Hohnstädter Burgberges, gegenüber dem Schlachthof Grimma, ortsgeschichtlich von Bedeutung. - Wohnhaus: zweigeschossig über hohem Sockelgeschoss (Einlieger), unten Bruchstein-Klinker-Mauerwerk, oben Ziegelbau verputzt, hölzerner Windfang - Einfriedung: Bruchsteinsockel, Ziegelrollschicht, Eisenzaun, auf dem Grundstück Bruchsteinmauern mit Ziegelrollschicht (ehemaliger Weinberg?) | 08966298 |
| Weitere Bilder                          | Kellergängesystem unter dem Hohnstädter Burgberg, ein Zugang an der Wurzener Straße (neben Nr. 41) und ein zweiter Zugang am Oberwerder (neben Nr. 7) | Oberwerder 7 (neben), Wurzener Straße 41 (neben) (Karte) | 18. Jahrhundert | Alte Ortslage Hohnstädt und Ortslage Grimma, singulär im Ort, ortsgeschichtliche Bedeutung. Kellerzugänge, Bruchstein-Mauerwerk, Gewände der Zugänge und Bögen aus Ziegel-Mauerwerk, Zugang auf Gemarkung Grimma Flurstück 996. | 08966295 |
|                                         | Gasthof und Erweiterungsbau mit Saal (ehemals Vogels Ballhaus und Obstweinschänke) | Oberwerder 9 (Karte)                                     | 18. Jahrhundert | Straßenbildprägender Gasthof am Fuße des Hohnstädter Burgberges mit gründerzeitlichem Saalbau, benannt nach Gastwirt Max Vogel, ortsgeschichtliche und bauhistorische Bedeutung, Erinnerungswert. Zweigeschossig, Eckbau mit Pyramiden-Mansarddach, Gasthausbau zweigeschossig, Obergeschoss Sichtfachwerk, ziegelgedecktes einseitiges Krüppelwalmdach, Saalbau zweiteilig (höheres Bühnenhaus), Ziegelbau verputzt. | 08966296 |
| Direkt Bild zu diesem Denkmal hochladen | Bergbaustollen zur Mineraliensuche | Oberwerder 44 (Karte)                                    | Um 1410 | Alte Ortslage Hohnstädt, ehemalige Ortslage Burgberg, Seltenheits- und Dokumentationswert, Bedeutung für die Stadt- und Landesgeschichte, Wert für die Volksbildung | 09299931 |
| Weitere Bilder                          | Wohnhaus in halboffener Bebauung und in Ecklage, ehemalige Hospital-Kapelle (Jakobskapelle) | Pappisches Tor 1 (Karte)                                 | 1502 als Kapelle urkundlich erwähnt; im Kern 16. Jahrhundert und älter | Im Kern mittelalterliche Kapelle, bemerkenswert auch das Innere mit Resten der Renaissance- und Barockausstattung (Wandmalerei, historische Brettdecke), ortsgeschichtlicher, baugeschichtlicher und kunsthistorischer Wert. Zweigeschossig, Bruchsteinbau verputzt, Gewände Rochlitzer Porphyrtuff, Sanierung 2001, Bundespreis für Handwerk in der Denkmalpflege in Sachsen 2006, innen Brettdecken, Stuckdecke, Bundespreis für Handwerk in der Denkmalpflege 2006 in Sachsen (mit Abb.), 2. Preis. | 08966216 |
|                                         | Mietshaus in geschlossener Bebauung und in Ecklage (zwei Hausnummern: Pappisches Tor 2 und Schulstraße 34) | Pappisches Tor 2 (Schulstraße 34) (Karte)                | 1908, im Kern vielleicht älter | Dominanter Kopfbau, Zeugnis kleinstädtischer Gründerzeitarchitektur, Putzfassade, Eckbetonung, bau- und ortsentwicklungsgeschichtlich von Bedeutung. Dreigeschossig, gebrochene Ecke, acht Achsen Schulstraße, sechs Achsen Pappisches Tor, Erdgeschoss Bruchsteinsockel (Zyklop-Mauerwerk aus Granit), Putzfassade mit Putz (Kunststeingliederung), Ecke hervorgehoben mit vier Geschossen. | 08966203 |
| Weitere Bilder                          | Wohnhaus in offener Bebauung, Reste eines Stadtmauer-Tores und Inschrifttafeln mit Hochwassermarke und Landeswappen (ehemals Stadtschreiberhaus; Pappisches Tor) | Pappisches Tor 8 (Karte)                                 | 16. Jahrhundert (Wohnhaus); bezeichnet mit 1575 (Hochwassermarke); 1888 angebracht (Hochwassermarke)                                                                                | Für die mittelalterliche Stadtstruktur unverzichtbare Belege, Inschrifttafeln bezeichnet mit 1575, Stadttorreste und das ehemalige Stadtschreiberhaus von hohem ortsgeschichtlichen Wert, auch hoher städtebaulicher Wert. Wohnhaus zweigeschossig, Bruchsteinbau (siehe Lage an der Stadtmauer), Satteldach, Inschrifttafel mit sächsischem Wappen, links Inschrifttafel Stadtdarstellung und Hochwassermarkierung von 1573 (1888 angebracht). | 08966215 |
| Weitere Bilder                          | Wohnhaus in ehemals geschlossener Bebauung sowie Gartenhaus auf der Stadtmauer | Paul-Gerhardt-Straße 9 (Karte)                           | 1874 | Breitgelagerter spätklassizistisch-gründerzeitlicher Wohnbau mit einzigartiger, repräsentativer Fassadengliederung, baugeschichtlich von Bedeutung, Gartenhaus an der Stadtmauer auch landschaftsgestaltender Wert, mit Tordurchfahrt. Zweigeschossig, achtachsig, Bruchsteinsockel mit Sandsteinschwelle, reich gegliederte Putzfassade mit Stuckdekor, spätklassizistisch, Dachhaus vierachsig mit geglättetem Verputz, ziegelgedecktes Satteldach, teilunterkellert, größter Wohnbau in der Straße, original: Tor und ein Fenster im Erdgeschoss, Toiletteneinbau 1940. | 08966242 |
| Weitere Bilder                          | Wohnhaus in ehemals geschlossener Bebauung (Stolle-Haus) und Pavillon auf der Stadtmauer | Paul-Gerhardt-Straße 15 (Karte)                          | Ende 18. Jahrhundert; Umbau bezeichnet mit 1848–1854 | Spätbarockes Gebäude, Bestandteil des historischen Straßenzuges, auch ortsgeschichtlich von Interesse als Wohnhaus des Schriftstellers Ferdinand Anders genannt Stolle (1806–1872), Putzfassade mit Segmentbogenportal, baugeschichtlich von Bedeutung. - Wohnhaus: zweigeschossig, vierachsig, Satteldach mit Ziegeldeckung, Haustür- und Fenstergewände Rochlitzer Porphyrtuff, Haustür und Fensterläden im Erdgeschoss 2. Hälfte 19. Jahrhundert, saniert mit Fassadenmalerei (diese Fassadenmalerei heute 2015, vermutlich nach 2002 wieder beseitigt), Fenster innen Korbbögen, hier Kuttelpforte in der Stadtmauer - Pavillon Stolle auf der Stadtmauer (um 1925), über Turmstumpf (dort Pforte von der Ostseite her mit Natursteingewände) | 08966244 |
| Direkt Bild zu diesem Denkmal hochladen | Gartenpavillon auf der Stadtmauer | Paul-Gerhardt-Straße 19 (Karte)                          | Um 1900 | Pavillon im Schweizerstil, malerischer Holzbau mit originaler Verglasung, ortsbildprägend und landschaftsgestaltend von Bedeutung, originale Fenster mit Farbglas. Wohnhaus Paul-Gerhardt-Straße 19 kein Kulturdenkmal. | 08966270 |
| Weitere Bilder                          | Wohnhaus in geschlossener Bebauung | Paul-Gerhardt-Straße 21 (Karte)                          | Bezeichnet mit 1887 | Üppig dekorierter Gründerzeitbau, Blickfang im Straßenbild, Klinkerfassade mit Sandsteingliederung, baugeschichtlich von Bedeutung. Zweigeschossig über hohem Sockelgeschoss, Seitenrisalit mit Zwerchhaus und gekuppelten Fenstern, dreiachsig, Klinkerfassade mit vorwiegend Sandsteingliederung, original: zwei schmiedeeiserne Maueranker, Fenster in den Obergeschossen, weiter nicht gesehen. | 08966247 |
| Weitere Bilder                          | Wohnhaus in geschlossener Bebauung | Paul-Gerhardt-Straße 22 (Karte)                          | Um 1840, im Kern älter | Altstadttypischer Klassizismusbau, straßenraumgestaltend, wissenschaftlich-dokumentarischer und bauhistorischer Wert. Zweigeschossig, Zwerchhaus, Ziegeldeckung, Putzfassade, zur Zeit eingerüstet, Bruchstein-Mauerwerk, siebenachsig, Fenster- und Haustürgewände im Erdgeschoss Rochlitzer Porphyrtuff, Obergeschoss Winterfenster erhalten, originale Haustür, Holzklappläden im Erdgeschoss, sieben Achsen. | 08966248 |
| Weitere Bilder                          | Wohnhaus in geschlossener Bebauung | Paul-Gerhardt-Straße 23 (Karte)                          | Vor 1800 | Das Straßenbild mitprägender schlichter Barockbau im geschlossenen Straßenzug, baugeschichtlich von Bedeutung. Zweigeschossig, vierachsig, Garage eingebaut, Putzfassade, Fenstergewände im Obergeschoss Rochlitzer Porphyrtuff, ziegelgedecktes Satteldach, zwei Schleppgaupen, Fenster neu, saniert. | 08966249 |
| Weitere Bilder                          | Wohnhaus in geschlossener Bebauung | Paul-Gerhardt-Straße 24 (Karte)                          | Um 1840, im Kern älter | Breitgelagertes klassizistisches Gebäude im Altstadtkern, baugeschichtlich von Bedeutung. Zweigeschossig, sieben Achsen, Putzfassade, Stein-Treppenhaus saniert, Fenster neu, ausgebautes Dachgeschoss, Satteldach mit neuer Ziegeldeckung, teilunterkellert, im Flur Erdgeschoss einfache Fußbodenfliesen schwarz/gelb. | 08966254 |
| Weitere Bilder                          | Wohnhaus in geschlossener Bebauung, zwei Seitenflügel zum Hof und Pavillon auf der Stadtmauer | Paul-Gerhardt-Straße 25 (Karte)                          | Um 1800 | Bürgerliche Barockbaukunst dokumentierender einfacher Wohnbau in Traufstellung zur Straße, Segmentbogenportal mit schöner Haustür, als Stadtmauergrundstück mit Pavillon auch landschaftsgestaltende Wertigkeit, baugeschichtlich von Bedeutung. - Wohnhaus: zweigeschossig, sechsachsig, Putzfassade, Sockel verkleidet mit Platten aus Rochlitzer Porphyrtuff, Haustür- und Fenster gewände Rochlitzer Porphyrtuff, ziegelgedecktes Satteldach, Haustür original mit Korbbogenportal mit Schlussstein, Garageneinbau störend - Fachwerk-Pavillon auf der Stadtmauer: mit ziegelgedecktem Pyramidendach, 19. Jahrhundert - Mosaik-Kleinpflaster vor der Haustür (ca. 1,50 m× 3 m): wohl Abbruch nach Hochwasser 2002 | 08966250 |
| Weitere Bilder                          | Wohnhaus in geschlossener Bebauung konzipiert | Paul-Gerhardt-Straße 26 (Karte)                          | Um 1840, im Kern älter | Anspruchsvoller Bürgerbau, von klassizistischer Wirkung, stadtbildprägend und baugeschichtlich von Bedeutung. Zweigeschossig, neun Achsen, Mittelrisalit dreiachsig, ausgebautes Dachgeschoss, Satteldach mit neuer Ziegeldeckung, Haustür-Portal Rochlitzer Porphyrtuff, Fenster neu, saniert. | 08966255 |
|                                         | Fassade eines Mietshauses | Paul-Gerhardt-Straße 27 (Karte)                          | Um 1910 | Straßenbildprägende Fassade eines schlichten Mietwohnungsbaus am Übergang vom Jugendstil zur versachlichenden Reformstilarchitektur, ortsentwicklungsgeschichtlich von Bedeutung. Dreigeschossig, Putz-Klinker-Fassade, Ziegeldach, links Zwerchhaus, drei Dachgaupen, unterkellert, leer stehend, original: alle Fenster, Haustür und Klinke (noch in Jugendstilformen), Gebäude 2013 entkernt. | 08966251 |
| Weitere Bilder                          | Wohnhaus in geschlossener Bebauung | Paul-Gerhardt-Straße 29 (Karte)                          | 16. Jahrhundert (Wohnhaus); bezeichnet mit 1741 (Sitznischenportal) | Ortstypischer Wohnbau in der Altstadt, im Kern Renaissancegebäude mit künstlerisch bemerkenswertem Rundbogenportal mit Sitznischen und Beschlagwerkornamentik, stadt- und baugeschichtlich von Bedeutung. Zweigeschossig, sechsachsig, Putzfassade, Fenstergewände und Sitznischenportal Rochlitzer Porphyrtuff (bezeichnet mit „GJ 1741“), Haustür (um 1840). | 08966252 |
|                                         | Wohnhaus in halboffener Bebauung und Gartenhaus (Wiekhaus) auf der Stadtmauer | Paul-Gerhardt-Straße 31 (Karte)                          | 1775 | Eindrucksvoller Baukörper von barocker Wirkung, straßenbildprägende Putzfassade mit Mansarddach, für die Bauforschung von Interesse, baugeschichtlich von Bedeutung. Zweigeschossig, sieben Achsen, ausgebautes Mansardgeschoss, Bruchsteinbau, Putzfassade, Fenstergewände Rochlitzer Porphyrtuff, Ziegeldeckung, flacher vorspringender Mittelrisalit dreiachsig, im Erdgeschoss innen Holzklappläden, Fenster alt, teilunterkellert, Hofseite alle Gewände Rochlitzer Porphyrtuff, Wiekhaus auf der Stadtmauer eher von geringem Denkmalwert, Sanierung nach der Flut (10/2002). | 08966253 |
| Weitere Bilder                          | Wohnhaus in halboffener Bebauung | Paul-Gerhardt-Straße 32 (Karte)                          | Bezeichnet mit 1776 | Barocker Wohnbau mit Tordurchfahrt, Dokument bürgerlichen Selbstverständnisses und finanzieller Möglichkeiten des Grundstücksbesitzers, baugeschichtlicher Wert. Zweigeschossig, neun Achsen, Dachhaus zweiachsig, ziegelgedecktes Satteldach, Gewände im Erdgeschoss Rochlitzer Porphyrtuff, geglättete Putzfassade entstellend. | 08966259 |
| Weitere Bilder                          | Wohnhaus in halboffener Bebauung sowie Hinterhaus im Hof und Gartenpavillon auf der Stadtmauer | Paul-Gerhardt-Straße 33 (Karte)                          | Um 1840 (Wohnhaus); um 1920 (Gartenpavillon) | Eindrucksvoller bürgerlicher Wohnbau in Altstadtlage, gut gegliederte Putzfassade von klassizistischer Gestaltung, achteckiger Gartenpavillon auf der Stadtmauer in landschaftsgestaltender Lage zur Mulde hin, baugeschichtlich von Bedeutung. Zweigeschossig, sechsachsig, Putzfassade, Stuckrosetten, Haustürgewände Rochlitzer Porphyrtuff, saniert, ausgebautes Dachgeschoss mit neuer Ziegeldeckung (Satteldach), Fenster und Fensterläden im Erdgeschoss neu, achteckiger hölzerner Gartenpavillon auf der Stadtmauer (1920). | 08966256 |
| Weitere Bilder                          | Wohnhaus in geschlossener Bebauung | Paul-Gerhardt-Straße 35 (Karte)                          | 1775 Dendro | Schlichter stadttypischer Spätbarockbau im geschlossenen Straßenzug, bauhistorische und stadtentwicklungsgeschichtliche Bedeutung. Zweigeschossig, fünfachsig, Putzfassade, Garageneinbau, ziegelgedecktes Satteldach. | 08966257 |
| Weitere Bilder                          | Alte Mädchenschule, heute Kreismuseum Grimma (zwei Hausnummern), mit Toreinfahrt zum Grundstück und Spolien (unter anderem Sühnekreuz) im Garten | Paul-Gerhardt-Straße 41, 43 (Karte)                      | 1817 | Ehemalige Schule von 1817, die Aufstockung von 1840/41, landschaftsprägende Lage zur Mulde hin, ortshistorisch und sozialgeschichtlich bedeutsam. Dreigeschossig, Putzfassade, Fenstergewände im Erdgeschoss Rochlitzer Porphyrtuff, Haustür um 1840. | 08966261 |
| Weitere Bilder                          | Wohnhaus in offener Bebauung | Paul-Gerhardt-Straße 45 (Karte)                          | Um 1875 | Frühgründerzeitlicher Putzbau mit feinsinniger Fassadengliederung, städtebaulich interessante Lage zwischen Klosterkirche und alter Schule, baugeschichtlich von Bedeutung. Zweigeschossig, sieben Achsen, Seitenrisalite, Bruchsteinsockel, Putzfassade mit feiner Gliederung, vier stehende Dachgaupen, Ziegeldeckung, Kellerfenster mit Sandsteinrahmungen, original: Haustür, Fenster, Innenausstattung. | 08966981 |
| Direkt Bild zu diesem Denkmal hochladen | Wohnhaus in offener Bebauung, mit Vorgarten | Paul-Gey-Straße 4 (Karte)                                | Um 1925 | Gut gestalteter zeittypischer Siedlungsbau, im traditionalistischen Stil der 1920er/1930er Jahre, baugeschichtlich von Bedeutung. Zweigeschossig, Bruchsteinsockel, Putzfassade, saniert, Walmdach mit Biberschwanzdeckung, Dachhäuser, Erscheinungsbild von hölzernen Fensterläden geprägt, Kellerfenster aus Kunststoff mit Zwangslüftung, Fenster neu. | 08966595 |
| Direkt Bild zu diesem Denkmal hochladen | Doppelwohnhaus in offener Bebauung | Poststraße 1, 3 (Karte)                                  | Bezeichnet mit 1906 | Zeittypische historisierende Putzfassade mit dezentem Jugendstildekor, Zeugnis damaliger Baugesinnung, baugeschichtlich von Bedeutung. Zweigeschossig, acht Achsen, zwei Zwerchhäuser, je zwei Achsen, ausgebautes Dachgeschoss, Biberschwanzdeckung, Putzfassade, profilierte Fenstergewände, saniert, Fenster neu, Nummer 3 bezeichnet mit 1906 im Haustür-Schlussstein, hofseitig Haustüren erneuert, original bei Nummer 3: hölzernes Treppenhaus-Geländer, Kellertür. | 08966708 |
| Direkt Bild zu diesem Denkmal hochladen | Wohnhaus in offener Bebauung | Poststraße 2 (Karte)                                     | Um 1905 | Späthistoristischer Wohnbau mit Fachwerkgiebel, straßenbildprägend und baugeschichtlich von Bedeutung. Zweigeschossig, fünf Achsen, ausgebautes Dachgeschoss, Zwerchhaus mit Sichtfachwerk, Fenster neu, saniert, Putzfassade mit Fensterrahmungen aus Kunststein, rotes Ziegeldach, rückseitig große Balkone angebaut, originale Eisengitter an der Treppe zum Hauseingang. | 08966718 |
| Weitere Bilder                          | Wohnhaus, ehemalige Schule von Hohnstädt | Schillerstraße 4 (Karte)                                 | 1. Hälfte 19. Jahrhundert | Alte Ortslage Hohnstädt, als Kirchschule und Kantorat von Hohnstädt errichtet, Bedeutung für Ortsbild und Ortsgeschichte. Zweigeschossig, fünf Achsen, Putzfassade, Krüppelwalmdach mit neuer Schleppgaupe und neuer Ziegeldeckung, Haustürgewände aus Rochlitzer Porphyrtuff, Bauakte vorhanden. | 08966749 |
| Weitere Bilder                          | Wohnhaus | Schillerstraße 13 (Karte)                                | Bezeichnet mit 1798 | Alte Ortslage Hohnstädt, Bestandteil des alten Ortskerns, am Zugang zum Kirchhof gelegener Fachwerkbau, bauhistorisch von Wert. Zweigeschossig, Erdgeschoss Bruchstein-Mauerwerk, Obergeschoss teilweise Sichtfachwerk, Satteldach mit Ziegeldeckung, leer stehend, original: Haustür mit Klinke, Inschrift „Den 28 Juli 1797 durch Wetterschlag abgebrand Und den 15 Juni 1798 wieder aufgerichtet T.G.M.“, Fenster teilweise original. | 08966750 |
| Weitere Bilder                          | Hohnstädter Kirche mit Ausstattung sowie Kirchhof mit Einfriedungsmauer und Grabstätten Weiße, Frühling, Sturm-Franke, Schindler und Richter | Schillerstraße 15 (Karte)                                | 13. Jahrhundert, später überformt (Kirche); nach 1607 (Grabmal); 1653 (Kanzel und Taufe); bezeichnet mit 1658 (Altar)                                                               | Alte Ortslage Hohnstädt, landschaftsraumprägender Kirchenbau aus verputztem Bruchsteinmauerwerk, im Kern romanische Chorturmkirche, ortsgeschichtlich, ortsbildprägend und baugeschichtlich von Bedeutung. Ummauerter Kirchhof als Umgebung einer Kirche mit Ursprüngen im 13. Jahrhundert. - Friedhofsmauer: umlaufend Bruchsteinmauer, teilweise verputzt, Abdeckung Betonplatten. Eingang von Norden (gemauerte Pylone, verputzt, Ziergittertor) - Grabstein Johannes Weiße, Kirchenwand, Sandstein, 18. Jahrhundert - Grabstätte (Wahlstelle) Frühling, mit Einfassung (Natursteinschwellen und Eisengitter), auch Renate Sturm geb. Franke (1903–1979), Friederike Charlotte Frühling geb. Göschen (2.12.1801–15.1.1886) und Lambert Heinrich Peter Frühling (27.8.1791–12.8.1841), Granit-Grottenstein und Schwarzstein-Kreuz - Fam. Schindler, Wahl/Wandstelle, Kunststein mit Frauenrelief, 1933 - Fam. Richter, Wahl/Wandstelle, Schwarzstein, mit Einfassung, 1923 - Beschreibung: - Dichte Gräberbelegung (dazwischen Rasen), häufig Grabeinfassungen aus geschnittenen Eibenhecken (prägend). kaum Baumbestand, einige Koniferen - Nebengebäude (Leichenhalle). Zugangswege mit Kleinsteinpflaster Granit und wassergeb. Decke (grau) befestigt - Direkte Nachbarschaft und Blickbeziehungen zum Pfarrhaus und -garten im Osten | 08966763 |
| Weitere Bilder                          | Pfarrhof mit Pfarrhaus, Seitengebäude, Grabstein am Pfarrhaus sowie Hofpflasterung | Schillerstraße 17 (Karte)                                | 1910 (Pfarrhaus); bezeichnet mit 1702 (Grabstein); bezeichnet mit 1809 (Grabstein)                                                                                                  | Alte Ortslage Hohnstädt, malerisch gelegenes Grundstück mit landschaftsgestaltendem Wert neben der Kirche, Pfarrhaus im Reformstil der Zeit um 1915, älteres Wirtschaftsgebäude in Fachwerkbauweise, Bedeutung für Ortsgeschichte und Baugeschichte. - Pfarrhaus: zwei Wohngeschosse, Bruchsteinsockel, Putzfassade, Gliederung durch Rochlitzer Porphyrtuff, Biberschwanzdach neu, Giebel Sichtfachwerk, Hofseite verbrettert, um 1915, original: Fenster, ein Bleiglasfenster im Treppenhaus, Treppenhaus, Türen im Inneren, Rückseite Grabstein (Sandstein) bezeichnet mit 1702 und 1809 - Stallgebäude: Erdgeschoss Bruchstein-Mauerwerk, Obergeschoss Sichtfachwerk mit Ziegelausfachung, leer stehend, Winkelanbau fehlt, Wiederaufbau vorgesehen, Ziegeldach | 08966764 |
| Weitere Bilder                          | Ehemalige Villa, später Pflegeheim, und Villengarten (Marie-Louise-Heim) | Schillerstraße 19 (Karte)                                | Um 1860 | Alte Ortslage Hohnstädt, herrschaftliches Anwesen in Nähe Kirche und Pfarrhof, auch Schloss Hohnstädt genannt, das gründerzeitliche Gebäude mit großem architektonischem Anspruch (Burgenstil), ortsbildprägend, parkartiger Villengarten von dendrologischer Bedeutung mit Gartenterrassen, bastionsartiger Aussichtsplattform und wertvollem Baumbestand und Gartenmobiliar, bau- und ortsgeschichtlich von Bedeutung. Zweigeschossig, Eckbau dreigeschossig, Turmbau zur Muldenseite viergeschossig, Bruchsteinsockel, profilierte Fenstergewände, Putzfassade mit feiner Putznutung, Fenster neu, ehemals gemauerte Zinnen, heute Wohn- und Pflegeheim der Diakonie. Großer Garten einer Villa im Burgenstil, erbaut um 1860. Nutzung des Hauses (Marie-Louise-Heim) als Heilanstalt. Abfolge mehrerer, von Großbäumen und dendrologischen Besonderheiten geprägter Gartenräume. Terrasse auf zwei Niveaus südöstlich des Hauses, Wassergebundene Decke (grau), vermittelt durch repräsentative Freitreppe zur Villa mit Veranda, weitere Freitreppe zwischen den Niveaus der Terrasse. Terrasse zum Garten hin durch Bruchsteinmauer mit Betonabdeckung begrenzt, teilweise eingestürzt (Böschung). Südlich des Hauses in den Gartenraum vorspringende runde Bastion, Stützmauer Bruchsteinmauerwerk, Brüstung (teilweise durchbrochen) Klinker (denkmalgerecht saniert) mit profilierter Sandsteinabdeckung. Starke Bodenbewegung, Gelände von Nordwest nach Südost abfallend. Schmaler, landschaftlich geführter Weg (teilweise überwachsen). Dichte Gehölzkulisse als Rahmung des südöstlichen Gartenteils, Solitärgehölze in der Rasenfläche (großer Trompetenbaum). Südwestlicher Gartenteil waldartig, von großen Rotbuchen geprägt. Steile Böschungen zur Grundstücksgrenze und Mauerreste im Boden. Unmittelbare Nachbarschaft zum Göschenhaus-Garten, Kirchhof Hohnstädt und Seumepark (siehe deren Erfassung). Störende Einbauten: Wäschestangen auf der Terrasse der Villa, Neupflanzungen behindern die Raumwirkung. | 08966762 |
| Weitere Bilder                          | Wohnhaus sowie Bergkeller am Fünfhäuserweg | Schillerstraße 21 (Karte)                                | Vor 1800 | Alte Ortslage Hohnstädt, traufständiges Wohnhaus mit Fachwerk-Obergeschoss (Brettdecke im Erdgeschoss), malerischer Bau im Dorfkern, unmittelbare Nähe zum Göschenhaus, baugeschichtlich von Bedeutung. Zweigeschossig, Erdgeschoss massiv, Obergeschoss Sichtfachwerk, Fassade saniert, ziegelgedecktes Satteldach, Fachwerk mit Lehmstaken und Lehmziegeln, Brettdecke im Erdgeschoss, rückwärtig Anbau. | 08966760 |
| Weitere Bilder                          | Wohnhaus, heute Museum, sowie Hausgarten mit Garteneinfriedung, Tempel, Grotte und Gartenpavillon (Göschenhaus) | Schillerstraße 25 (Karte)                                | 18. Jahrhundert, später überformt | Alte Ortslage Hohnstädt, ehemaliges Garten- und Sommerhaus, Landsitz des Leipziger und Grimmaer Verlegers Georg Joachim Göschen (1752–1828), geschichtliche und wissenschaftliche Bedeutung, Bedeutung für die Volksbildung. Bemerkenswerter Garten mit Wegenetz, Weinberg, Terrassenanlage, Tempel (Freundschaftstempel), Pavillon, Laubengang, Gartenmobiliar, Skulpturen, Steinbänken, Rundbank mit Steintisch, Gedenkstein für Museumsgründerin Sturm-Franke und Gedenktafel, von überörtlicher personengeschichtlicher, gartenhistorischer und kunstgeschichtlicher Bedeutung. - Wohnhaus: zweigeschossig, steiles ziegelgedecktes Satteldach, Putzfassade, Umbau um 1934, sechs Achsen, Fenster mit Holzgewände im ersten und zweiten Obergeschoss, zwei Dachhäuser, originale Ausstattung, Gedenktafel (Kupfer) bezeichnet mit 1906 - Pavillon: Putzbau, Holzsäulen, Schieferdach, originale Möbel, Grotte mit Frauenskulptur, Kleinplastik im Garten, Gedenkstein für Renate Sturm-Franke (1903–1979). Sie gründete diese Gedenkstätte, Molch (Kunststein um 1930), zwei Bänke (Rochlitzer Porphyrtuff), Gedenktafel: „Eil, in die Furche der Zeit, Gedanken und/Thaten zu streun,/Die, von der Weisheit gesät/still für die/Ewigkeit“ „blühn“, Tisch mit Mittelfuß und halbrunde Bank aus dem Steingarten Grimma, Mittelfußtisch aus Rochlitzer Porphyrtuff, Pavillon und Plastik Hebe (nach Thorwaldsen) | 08966761 |
| Weitere Bilder                          | Wohnstallhaus und Scheune eines Bauernhofes, sowie Einfriedungsmauer des Hofes (Göschen-Gut) | Schillerstraße 27 (Karte)                                | 1798 (Wohnstallhaus); 19. Jahrhundert (Scheune) | Alte Ortslage Hohnstädt, Wohnstallhaus stattlicher spätbarocker Bau gegenüber dem Göschenhaus, mit Fachwerk-Obergeschoss, ortsbildbestimmende Ecklage, orts- und baugeschichtlich von Bedeutung. Zweigeschossig, elf Achsen, Erdgeschoss massiv, Obergeschoss Sichtfachwerk, Fenstergewände teilweise Rochlitzer Porphyrtuff, im Wohnstallhaus übernachtete Friedrich Schiller, heute Gasthaus „Zum Göschen“ mit „Göschenscheune“. | 08966768 |
| Direkt Bild zu diesem Denkmal hochladen | Drei Gemarkungssteine | Schlangengrund (Karte)                                   | 19. Jahrhundert oder älter | Geschichtsdokument, Grenzsteine aus Rochlitzer Porphyrtuff, regionalgeschichtlich von Bedeutung. - Grenzstein 1: Vorderseite bezeichnet mit „H“, Rückseite bezeichnet mit „89“, Höhe über Bodenniveau ca. 40 cm - Grenzstein 2: Rückseite bezeichnet mit „1,12“, ca. 15 Meter weg vom Weg und in ca. 2/5 Höhe des Hanges - Grenzstein 3: ca. 20 cm über Bodenniveau | 08966575 |
| Direkt Bild zu diesem Denkmal hochladen | Mietshaus in geschlossener Bebauung und in Ecklage | Schloßgasse 1 (Karte)                                    | Um 1915 | Mit Eckladen, stadtbildprägender Eckbau im Reformstil der Zeit um 1910, sparsam gegliederte Putzfassade, baugeschichtlich von Bedeutung. Dreigeschossig, 3 zu 1 zu 3 Achsen, ausgebautes Dachgeschoss, Putzfassade mit Gliederung durch Putz und Rochlitzer Porphyrtuff (Sohlbänke und Haustür-Portale), Fenster neu, Granitsockel, Sanierung steckengeblieben, original: Haustür, Treppenhaus, Wohnungseingangstüren. | 08966936 |
| Direkt Bild zu diesem Denkmal hochladen | Wohnhaus in geschlossener Bebauung (zwei Hausteile, Wohnhausteil in Ecklage Klosterstraße kein Denkmal) | Schloßgasse 2 (Karte)                                    | Um 1890 | Schlichter Wohnungsbau im geschlossenen Straßenzug, gründerzeitlich geprägte, altstadttypische Putzfassade, baugeschichtlich von Bedeutung. Zwei Geschosse, Fünf Achsen, Putzfassade mit Putzgliederung, Kellerfenster mit Kunststeinrahmung, Ziegeldach, zwei Gauben, saniert, Fenster aus Bruchstein- und Ziegelmauerwerk (Tonne) vermutlich sogar 16. Jahrhundert, original: Treppenhaus, Wohnungseingangstüren, Kellertonne (16. Jahrhundert?). | 08967089 |
| Direkt Bild zu diesem Denkmal hochladen | Wohnhaus in ehemals halboffener Bebauung (ein Grundstück mit Brückenstraße 9) | Schloßgasse 4 (Karte)                                    | Um 1840 | Stadtbildcharakterisierender breitgelagerter Wohnbau, Putzfassade des Spätbiedermeier, baugeschichtlich von Bedeutung. Zweigeschossig, sieben Achsen, Bruchsteinsockel, Putzfassade, Traufzone Deutsches Band und Zahnschnittfries, ausgebautes Dachgeschoss, saniert, ziegelgedecktes Satteldach. | 08966264 |
| Direkt Bild zu diesem Denkmal hochladen | Mietshaus (Leipziger Straße 13 und Schulstraße 1 und 3) in geschlossener Bebauung und in Ecklage | Schulstraße 1, 3 (Leipziger Straße 13) (Karte)           | 1. Hälfte 20. Jahrhundert | Mit Läden, ortsbildprägender Eckbau mit strengem Fassadenaufbau, Putzfassade mit Eckerker und Mansarddach, eines der wenigen Wohngebäude im traditionalistischen Baustil der Zeit im Altstadtbereich, ortsentwicklungsgeschichtlich von Bedeutung, mit Durchfahrt und Läden. Dreigeschossig, zehn Achsen in der Schulstraße, Sockel aus Kunststein, Putzfassade mit schlichter Putzgliederung, Eckerker, ausgebautes Mansardgeschoss, original: Haustür mit Oberlicht, Tor, alle Fenster. | 08966744 |
|                                         | Wohnhaus in halboffener Bebauung und seitliche Einfriedung des Grundstücks | Schulstraße 8 (Karte)                                    | Um 1840 | Schlichter altstadttypischer Putzbau in städtebaulich wichtige Lage nahe der Stadtmauer, baugeschichtlich von Bedeutung. - Wohnhaus: zweigeschossig, fünfachsig, schlichte Putzfassade, Ziegeldach mit einseitigem Krüppelwalm, Fenster alt - Einfriedung: Bruchsteinmauer, Staketenzaun Die denkmalgeschützte Wäschemangel als selten gewordenes technisches Denkmal nach Hochwasser 2002 verlorengegangen, Abbruch um den 24. August 2002. | 08966206 |
| Weitere Bilder                          | Wohnhaus in geschlossener Bebauung | Schulstraße 12 (Karte)                                   | Vor 1800 | Traufständiger schlichter Putzbau, stadträumlich interessant bezüglich Lage nahe der alten Stadtmauer, baugeschichtlich von Bedeutung. Zweigeschossig, fünfachsig, Putzfassade, im Erdgeschoss ca. 60 cm Wanddicke, auch im Obergeschoss Massivwand (kein Fachwerk), ehemals zwei Gebäude, neues Biberschwanzdach, Haustür neu, Fenster ohne Sprossen. | 08966207 |
| Weitere Bilder                          | Wohnhaus in geschlossener Bebauung, mit Seitenflügel zum Hof | Schulstraße 14 (Karte)                                   | Um 1895 | Ausgesprochen kleiner gründerzeitlicher Wohnungsbau mit drei Fensterachsen und zeittypischer Putzfassade, auf einem Stadtmauergrundstück errichtet, baugeschichtlich von Bedeutung. Zweigeschossig, dreiachsig, Bruchsteinsockel (Granit), Putzfassade mit Putz- und Kunststeingliederung, Satteldach mit Ziegeldeckung, Fenster an der Fassade neu, original: Haustür mit Oberlicht, Hoftür, einfache Fußbodenfliesen im Hausdurchgang (gelb/schwarz), Türen im Inneren. | 08966208 |
| Weitere Bilder                          | Wohnhaus in halboffener Bebauung und zwei Nebengebäude (an der Straße und im Hof) sowie seitliche Toreinfahrt zum Hof | Schulstraße 15 (Karte)                                   | 17. Jahrhundert (Wohnhaus); Ende 19. Jahrhundert (Nebengebäude) | Das Grundstück seit dem 16. Jahrhundert Abdeckerei, ehemaliges Stadtgut, Wohnhaus Putzbau mit Mansarddach, Korbbogenportal und mit historischer Ausstattung (Fischgrätendecke, Bohlenwand), Wirtschaftsbauten mit Klinkerfassade, Dokumentationswert, orts- und baugeschichtlich von Bedeutung. - rechter Bau: 17. Jahrhundert, im 19. Jahrhundert verändert, Brettdecken und Rest einer Bohlenstube erhalten, Bauakte 18. April 1895 (Ställe) - linker Bau: zweigeschossig, Klinkerfassade, Hofgebäude, Pfeiler und Bohlenwand der Toreinfahrt | 08967086 |
| Weitere Bilder                          | Doppelmietshaus in geschlossener Bebauung | Schulstraße 20, 22 (Karte)                               | Um 1880 | Straßenbildprägender Baukörper, Dokument des gründerzeitlichen Stadtumbaus, altes Stadtmauergrundstück, zeittypisch gegliederte Putzfassade, bau- und ortsentwicklungsgeschichtlich von Bedeutung. Dreigeschossig, zehn Achsen, Putzfassade mit Putzgliederung, Seitenrisalite je drei Achsen, Traufzone mit Zahnschnittleiste, original: Haustür, Nummer 20 mit originalen Fenstern. | 08966209 |
|                                         | Doppelmietshaus in ehemals geschlossener Bebauung | Schulstraße 26, 28 (Karte)                               | 1908 | Anspruchsvoller gründerzeitlicher Mietwohnungsbau der Altstadt, bau- und ortsentwicklungsgeschichtlich von Bedeutung. Dreigeschossig, 10 Achsen, Ziegelbau mit Kunststeinfassade, zwei Zwerchgiebel, original: Nummer 28, Haustür mit Klinke, fast alle Fenster, Nummer 26: Haustür (aufgearbeitet), Fußbodenfliesen (Muster), Windfangtür mit geätzten Scheiben, Treppenhaus mit Eisengeländer. | 08966212 |
| Weitere Bilder                          | Mietshaus in halboffener Bebauung | Schulstraße 32 (Karte)                                   | 1881 | Gründerzeitlicher Mietwohnungsbau mit vornehm wirkender Putzfassade, bauliche Einheit mit Schulstraße 34 und Pappisches Tor 2, bau- und ortsentwicklungsgeschichtlich von Bedeutung, mit Tordurchfahrt. Dreigeschossig, sechsachsig, Bruchsteinsockel (Zyklop-Mauerwerk Granit), Putzfassade, mit Putzgliederung, teilweise leer stehend, gleiche Fassadengestaltung wie Nummer 34 (Eckbau, bereits saniert, Nummer 32 noch original, Nummer 34 Fassadengliederung vereinfacht), original: Haustür, alle Fenster im 1. und 2. Obergeschoss, Treppenhaus, Fassade originalen Details, u. a. selten gewordene historische Werbeschriften (NS-Fliegerkorps .... Sturm 8, darüber: Flugmodellbau Werkstatt). | 08966213 |
| Weitere Bilder                          | Mietshaus in geschlossener Bebauung und in Ecklage (zwei Hausnummern: Pappisches Tor 2 und Schulstraße 34) | Schulstraße 34 (Pappisches Tor 2) (Karte)                | 1908, im Kern vielleicht älter | Dominanter Kopfbau, Zeugnis kleinstädtischer Gründerzeitarchitektur, Putzfassade, Eckbetonung, bau- und ortsentwicklungsgeschichtlich von Bedeutung. Dreigeschossig, gebrochene Ecke, acht Achsen Schulstraße, sechs Achsen Pappisches Tor, Erdgeschoss Bruchsteinsockel (Zyklop-Mauerwerk aus Granit), Putzfassade mit Putz (Kunststeingliederung), Ecke hervorgehoben mit vier Geschossen. | 08966203 |
|                                         | Mietshaus in ehemals geschlossener Bebauung | Schulstraße 39 (Karte)                                   | Um 1890 | Ortstypischer Gründerzeitbau mit strengem Fassadenaufbau, Blickfang im Straßenbild, baugeschichtlich von Bedeutung. Dreigeschossig, sechsachsig, Putzfassade mit Putz- und Stuckgliederung, saniert, Fenster neu Dachgeschoss ausgebaut, Bruchsteinsockel (Granit, Kellerfenster-Rahmung), Haustür original. | 08966229 |
|                                         | Mietshaus in geschlossener Bebauung | Schulstraße 41 (Karte)                                   | Um 1890 | Kleinstädtisch geprägter Gründerzeitbau, Putzfassade mit Klinkerelementen, Zeugnis der Veränderungen im Ortsbild der Zeit, baugeschichtlich von Bedeutung, mit Tordurchfahrt. Dreigeschossig, Zwerchhaus mit Stufengiebel, Putzfassade, saniert, Fenster neu, Tor aufgearbeitet, Fensterentlastungsbögen in Sichtklinker. | 08966228 |
|                                         | Wohnhaus in geschlossener Bebauung | Schulstraße 43 (Karte)                                   | Um 1800 | Spätbarocker Putzbau mit Segmentbogenportal, an der Zuwegung in die Stadt vom ehemaligen Pappischen Tor her gelegen, mit bauhistorischem Wert. Zweigeschossig, vierachsig, relativ hohes ziegelgedecktes Satteldach, Ensemble mit Nummer 45, Putzfassade, Wandstärke im Erdgeschoss ca. 80 cm, Fenster innen mit Korbbögen, Gewände im Erdgeschoss Rochlitzer Porphyrtuff. | 08966226 |
|                                         | Wohnhaus in geschlossener Bebauung | Schulstraße 45 (Karte)                                   | Bezeichnet mit 1801 | Breitgelagerter Spätbarockbau in Traufstellung zur Straße, mit Segmentbogenportal, Bauzeugnis der historischen Altstadt gegenüber Straßeneinmündung Pappisches Tor, baugeschichtlich von Bedeutung. Zweigeschossig, sechsachsig, relativ hohes ziegelgedecktes Satteldach, Ensemble mit Nummer 43, Putzfassade, Fenster- und Haustürgewände im Erdgeschoss Rochlitzer Porphyrtuff, Haustür mit Korbbogenportal (Schlussstein bezeichnet mit 1801), Haustür und Fenster alt, Wandstärke im Erdgeschoss ca. 70 cm. | 08966227 |
|                                         | Wohnhaus in geschlossener Bebauung | Schulstraße 47 (Karte)                                   | Um 1800 | Ortstypischer Putzbau der Altstadtbebauung, gegenüber ehemaliger Heilig-Kreuz-Kapelle und der Straßeneinmündung Pappisches Tor, ortsbildprägend und baugeschichtlich von Bedeutung, mit Laden. Zweigeschossig, vier Achsen, ausgebautes Mansardgeschoss, mit neuer Ziegeldeckung, Ladeneinbau, Haustür um 1870, Fenster neu, Haustürgewände aus Sandstein. | 08966225 |
| Weitere Bilder                          | Zwei Wohnhäuser in geschlossener Bebauung | Schulstraße 50a, 50b (Karte)                             | Bezeichnet mit 1774 | Schlichte Putzbauten der Barockzeit, Nummer 50b mit Fachwerk-Obergeschoss, Tordurchfahrt und Oberlaube auf der Hofseite, Nummer 50a mit Segmentbogenportal (bezeichnet mit 1774) und originaler Ausstattung eines Ende der 1920er Jahre im Obergeschoss eingerichteten Kontors, straßenbildprägende Gebäude, die Oberlaube mit Seltenheitswert, wissenschaftlich-dokumentarischer und baugeschichtlicher Wert. Zweigeschossig, sechs Achsen, Bruchsteinbau, alle Gewände Rochlitzer Porphyrtuff, Haustür mit Korbbogenportal und Schlussstein (bezeichnet mit 1774), Lehmdecken innen, ziegelgedecktes Satteldach, Rückfront 1920/30 neu gestaltet und dabei im Obergeschoss Kontor eingerichtet (originale Tür mit Strukturglas, Türen, Wandverkleidung), Anbau mit Tordurchfahrt, sehr steiles Satteldach, Bruchsteinbau, 17. Jahrhundert im Kern, Putzfassade, ehemals Töpferei. | 08966217 |
| Weitere Bilder                          | Wohnhaus in halboffener Bebauung | Schulstraße 58 (Karte)                                   | Ende 18. Jahrhundert | Schlichtes Barockgebäude mit Segmentbogenportal in Porphyrtuff und Fachwerk-Obergeschoss, trägt zur Charakterisierung des Straßenraumes bei, baugeschichtlich von Bedeutung. Zweigeschossig, drei Achsen, massives Erdgeschoss, Obergeschoss Sichtfachwerk mit Aufbretterung, Fenster und Haustür entstellend, ziegelgedecktes Satteldach, Haustürportal aus Rochlitzer Porphyrtuff mit Korbbogenportal mit Schlussstein. | 08966220 |
| Direkt Bild zu diesem Denkmal hochladen | Hofgebäude auf einem Wohnhausgrundstück | Schulstraße 65 (Karte)                                   | Um 1900 oder älter | Umgesetzte holzverkleidete Laube, Seltenheitswert, ehemaliger Tanzsaal des alten Rathauses, ortshistorisch und baugeschichtlich von Bedeutung. Wohnhaus ist heute (2015) Kirchgemeindehaus. | 09305851 |
| Weitere Bilder                          | Wohnhaus in geschlossener Bebauung | Schulstraße 68 (Karte)                                   | Um 1885 | Gründerzeitlicher Wohnbau mit zurückhaltend gestalteter Putzfassade und Zwerchhaus, Dokument der Veränderung des Stadtbildes, baugeschichtlich von Bedeutung. Zweigeschossig, fünf Achsen, Zwerchhaus dreiachsig mit großem Dreieckgiebel, Putzfassade mit Putz und Kunststeingliederung, Fenster und Haustür neu, saniert, Biberschwanz-Satteldach. | 08966221 |
| Weitere Bilder                          | Gartenpavillon und Einfriedungsmauer | Seumeparkweg 2 (Karte)                                   | Um 1895 | Alte Ortslage Hohnstädt, achteckiger hölzerner Gartenpavillon, selten gewordenes Zeugnis gebauter Gartenmöbilierung vergangener Zeiten, vermutlich ehemals zum Grundstück Seumestraße 34 gehörend, baugeschichtlich von Bedeutung. Fachwerk-Konstruktion mit Ziegelausfachung (verputzt), Dachbalken profiliert, Einfriedungsmauer an der Seumestraße und am Weg zum Sportplatz. | 08966756 |
| Weitere Bilder                          | Ehemaliges Forsthaus Hohnstädt | Seumestraße 7 (Karte)                                    | 1907 | Alte Ortslage Hohnstädt, malerisch gestalteter Putzbau mit Fachwerkelementen, im Landhausstil, Bauzeugnis um die Wende zum 20. Jahrhundert, ortsgeschichtlich von Bedeutung. Bruchsteinsockel, Kellerfenster mit Klinkerrahmung, Putzfassade, Sohlbänke aus Klinkerrollschicht, Fenster neu, Obergeschoss mit Sichtfachwerk, Haustür original, saniert, Südost-Seite mit Zwerchhaus und vorgelagerter Terrasse, vielgliedrige Dachlandschaft mit roter Ziegeldeckung (neu). | 08966755 |
| Weitere Bilder                          | Wohnhaus und Nebengebäude | Seumestraße 34 (Karte)                                   | Ende 19. Jahrhundert | Alte Ortslage Hohnstädt, Wohnhaus zweigeschossiger massiver verputzter Winkelbau, Nebengebäude giebelständiger. Zweigeschossiger Putzbau, wissenschaftlich-dokumentarischer Wert. - Wohnhaus: zweigeschossig, Winkelbau, verputzt, Natursteingewände, rotes Ziegeldach - Nebengebäude: giebelständig. Zweigeschossig, Putzfassade, zu Wohnungen ausgebaut, Rückseite störender Balkonanbau, Dachgeschoss ausgebaut, rote Ziegeldeckung Mauer der Einfriedung kein Denkmal. | 08966759 |
| Direkt Bild zu diesem Denkmal hochladen | Transformatorenhaus, benachbartes Wohnhaus, Einfriedung und Pflaster des Vorplatzes | Siedlerstraße 3 (Karte)                                  | 1912 (Transformatorenstation); 1924 (Einfriedung); 1927 (Wohnhaus) | Stadtbildprägendes Ensemble, ortsgeschichtlich und technikgeschichtlich interessant. - Transformatorenhaus: mit zwei Wohn- oder Bürogeschossen, hoher Klinkersockel, im Dachgeschoss zwei Bleiglasfenster erhalten, Putzfassade, Kunststeinsohlbänke, Eisentore mit Oberlicht - Pflasterung des Vorplatzes erhalten mit zwei Eisenschienen, originale Fenster in den zwei Obergeschossen, Mansardwalmdach - Wohnhaus: hoher Klinkersockel, Putzfassade, vielgliedrige Dachlandschaft, im Innern originales Treppenhaus und originale Türen | 08966596 |
| Direkt Bild zu diesem Denkmal hochladen | Wohnhaus in offener Bebauung | Stollegasse 1 (Karte)                                    | Kern 15. Jahrhundert | Mit altstadttypischer Putzfassade und spätgotischem Portal, vermutlich im Kern ehemals Abtshaus des Grimmaer Klosters, Dokument der Altstadtbebauung, bau- und ortsgeschichtlich von Bedeutung, Zweigeschossig, Putzfassade, Satteldach mit Ziegeldeckung, vermutlich Professorenwohnhaus. | 09299617 |
| Direkt Bild zu diesem Denkmal hochladen | Wohnhaus in Ecklage und in ehemals halboffener Bebauung | Stollegasse 4 (Karte)                                    | Um 1885 | Gründerzeitlicher Putzbau in Altstadtlage, in straßencharakterisierender Ecksituation, baugeschichtlich von Bedeutung. Zweigeschossig, 2-5 Achsen, Bruchsteinsockel, Putzfassade mit Putzgliederung, Satteldach mit Biberschwanzdeckung, drei originale Gaupen mit Verschieferung, original: Haustür mit Klinke, drei Fenster im Giebel der Stollegasse, Treppenhaus, teilweise Türen im Inneren (eine Wohnungseingangstür um 1935). | 08966858 |
|                                         | Mietshaus (Leipziger Straße 15 und Straße des Friedens 1) in offener Bebauung und in Ecklage | Straße des Friedens 1 (Leipziger Straße 15) (Karte)      | 1912–1913 | Monumentaler, dem Reform- und Heimatstilgedanken verpflichteter Mietwohnungsbau in exponierter städtebaulicher Situation, baugeschichtlich von Bedeutung. Dreigeschossig, ausgebautes Dachgeschoss, einfach gegliederte Putzfassade, Eckladen ehemals, großes Zwerchhaus mit Altan, Ziegeldach, Fenster neu, Bauakte vorhanden. | 08966972 |
| Weitere Bilder                          | Wohnhaus in offener Bebauung (Leipziger Straße 17), Fabrikgebäude mit Schornstein (Straße des Friedens 2) und Einfriedung des Grundstücks | Straße des Friedens 2 (Leipziger Straße 17) (Karte)      | Bezeichnet mit 1894 | Wohn- und Fabrikgrundstück, Senf- und Essigfabrik (ehem.) mit Wohnhaus in offener Bebauung (Leipziger Straße 17), Fabrikgebäude mit Schornstein (Straße des Friedens 2) und Einfriedung des Grundstücks, Gründerzeitgebäude mit Klinkerfassaden, wissenschaftlich-dokumentarischer Wert, Wohnhaus an einer nicht unbedeutenden Kreuzungslage, baugeschichtlich, industriegeschichtlich und städtebaulich von Bedeutung - Villa: zweigeschossig, Bruchsteinsockel, gelbe Klinkerfassade mit reicher Sandsteingliederung, Fenster neu, Eckbalkon, originale Balkongeländer, ehemalige Fabrikantenvilla und Kontor?, rotes Ziegeldach neu - Fabrikgebäude: dreigeschossig, acht Achsen, rote Klinkerfassade, Schornstein um 1885 (quadratischer Sockelbau mit achteckigem Schlot), ehemals Senf-Essig-Sprit-Fabrik, Flachdach - Einfriedung: Bruchsteinsockel, gelbe Klinker, Eisenzaun | 08966721 |
| Direkt Bild zu diesem Denkmal hochladen | Wohnhaus in offener Bebauung | Straße des Friedens 5 (Karte)                            | Um 1890 | Zeittypischer Bau mit historisierender Putzfassade, Bestandteil des gründerzeitlichen Erweiterungsgebietes um die Altstadt, baugeschichtlich von Bedeutung. Zweigeschossig, vier Achsen, Mittelrisalit zweiachsig mit Zwerchhaus, Bruchsteinsockel, Putzfassade mit Sandsteingliederung, schmiedeeiserner Maueranker, rückwärtig Veranda mit Bleiglasfenstern, einfühlsam sanierter, Fenster neu, innen nicht gesehen. | 08966989 |
| Direkt Bild zu diesem Denkmal hochladen | Doppelmietshaus in offener Bebauung, mit zwei seitlichen Toreinfahrten | Straße des Friedens 7, 9 (Karte)                         | Um 1905 | Mächtiger Wohnbau, straßenbildprägend gegenüber Einmündung Malzmühlstraße, historisierende Putzfassade, qualitätvolle Tore mit schmiedeeisernen Einfahrtgittern, baugeschichtlich von Bedeutung. Dreigeschossig, zehn Achsen, Seitenrisalite je zwei Achsen und Zwerchhaus, Giebel mit Treppenhaustürmen und Vorhalle, saniert. | 08966990 |
| Direkt Bild zu diesem Denkmal hochladen | Wohnhaus in offener Bebauung, mit Vorgarten und Stützmauer | Straße des Friedens 8 (Karte)                            | 1899 | Historisierende Putzfassade mit Fachwerkelementen, Dokument gründerzeitlicher Bau- und Wohnkultur, baugeschichtlich von Bedeutung. Zweigeschossig, Mittelrisalit mit Zwerchhaus (Fachwerk und Freigespärre), Bruchsteinsockel, Fenster neu, saniert, Putzfassade, im Erdgeschoss Klinkerbögen über den Fenstern, Obergeschoss profilierte Fenstergewände mit Sohlbankkonsolen. Unmittelbar neben dem Saalgebäude des Gasthofes Terrasse gelegen, dieser Saalbau vor 2015 abgebrochen. | 08966993 |
| Weitere Bilder                          | Schule (mit angebautem Toilettenhäuschen) und Turnhalle auf dem Schulhof (sogenannte Rote Schule, ehemals Neue Realschule, heute Berufliches Schulzentrum) | Straße des Friedens 12 (Karte)                           | Bezeichnet mit 1895 | Repräsentativer gründerzeitlicher Schulbau in außerordentlich exponierter Lage in Ecksituation August-Bebel-Straße, auf dem sogenannten Prophetenberg, Erinnerungswert, Klinkerfassade mit Sandsteingliederung, im Stil des Späthistorismus, orts- und baugeschichtlich von Bedeutung. - Schule: dreigeschossig, Klinkerbau, mächtige Staffelgiebel, Sandsteingliederung, Granitsteinsockel, Zyklopmauerwerk, aufwendiges Portal (Sandstein), rückwärtig Toilettenanbau, schmiedeeiserne Maueranker, original: Zugangstür mit Klinke, zwei eiserne Fußabstreicher, einfache Fußbodenfliesen, Granittreppe in der Vorhalle, sehr repräsentatives Treppenhaus, originale Klassenzimmertüren, großes Bleiglasfenster in der Aula, vor der Schule Büste Rosa Luxemburg (kein Denkmal) - Turnhalle: gelber Klinkerbau mit neuem Erweiterungsbau, vorher „Kommunale Berufsschule Rosa Luxemburg“ | 08966998 |
| Direkt Bild zu diesem Denkmal hochladen | Doppelwohnhaus in offener Bebauung | Straße des Friedens 13, 15 (Karte)                       | Um 1905 | Breitgelagerter gründerzeitlicher Putzbau, Blickfang im Straßenbild, baugeschichtlich von Bedeutung. Zweigeschossig, je ein Zwerchhaus, Putzfassade, Kunststein-Fenstergewände, saniert, Fenster neu, nach Befund, Malerei in Rundbögen fehlt, Nummer 13 entstellende Haustür, Einzeldenkmal, Nummer 15 Bauakte vorhanden, Einzeldenkmal. | 08966994 |
| Direkt Bild zu diesem Denkmal hochladen | Ehemaliges Verwaltungsgebäude eines Gaswerkes, mit Einfriedung | Straße des Friedens 14 (Karte)                           | Um 1890 | Gegliederter Bau aus unverputztem Ziegelmauerwerk, Dokument der städtischen Versorgungswirtschaft, ortsgeschichtlich von Bedeutung. Ziegelbau, leer stehend, Fenster teilweise original. | 08966999 |
| Direkt Bild zu diesem Denkmal hochladen | Wohnhaus in offener Bebauung, mit seitlicher Toreinfahrt | Straße des Friedens 17 (Karte)                           | Um 1885 | Klinkerfassade, straßenbildcharakterisierender Gründerzeitbau mit metallenem Zugangstor, Zeugnis der Stadterweiterung, ortsentwicklungsgeschichtlich von Bedeutung. Zweigeschossig, vier Achsen, Mittelrisalit zweiachsig mit Zwerchhaus, Klinkerfassade mit Sandstein- und Klinkergliederung, roter Klinkersockel, Ostgiebel verputzt, saniert, Fenster neu. | 08966996 |
|                                         | Wohnhaus in geschlossener Bebauung | Töpferstraße 14 (Karte)                                  | Im Kern 16. Jahrhundert | Schlichter Wohnbau der historischen Altstadt im Umfeld des ehemaligen Templer-Hospitals, Obergeschoss ehemals Fachwerk, Bedeutung für Bauforschung, baugeschichtlicher Wert. Zweigeschossig, drei Achsen, Putzfassade, ziegelgedecktes Satteldach, Fenster und Haustür neu, Umbau 1963/1967, DDR-Liste. | 08966890 |
| Weitere Bilder                          | Wohnhaus in geschlossener Bebauung | Töpferstraße 16 (Karte)                                  | 18. Jahrhundert | So genanntes Nachtwächterhaus, Dokument der historischen Altstadtbebauung unmittelbar neben dem ehemaligen Hospital der Templerhofes zu Droyssig, für die Bauforschung von Interesse, stadthistorisch und baugeschichtlich von Bedeutung. Zweigeschossig, mit Sicherheit älter, hoher Dachstuhl, Satteldach mit Ziegeldeckung, im Obergeschoss sehr kleine Fenster, Putzfassade. | 08966889 |
| Weitere Bilder                          | Zwei Wohnhäuser in Ecklage und halboffener Bebauung, sowie rückwärtiger Garagenanbau in Ecklage Tops | Töpferstraße 18 (Karte)                                  | Um 1930, im Kern vielleicht älter | Interessante Zeugnisse aus verschiedenen Zeitepochen Grimmaer Baugeschichte, Wohnhäuser Klinker-Putz-Fassade, Garage Klinkerbau, ortsentwicklungs- und baugeschichtlich von Bedeutung. - Wohnhaus in der Töpfergasse: zweigeschossig, acht Achsen, Sockel verkachelt, Fenster mit Keramikfassungen, saniert, Ziegeldach neu, Haustür um 1880, Fassade um 1928 umgestaltet, ehemals Gerber-Wohnhaus, teilunterkellert mit Steintonne - Mietshaus Köhlerstraße/Ecke Töpferstraße: zweigeschossig, Klinker-Putz-Fassade, Fenster neu, Ziegeldach, original: Kellerfenstergewände und Gitter an Garagenfenstern, Mietshaus um 1930 - Garagenanbau an der Straße Tops | 08966734 |
| Direkt Bild zu diesem Denkmal hochladen | Seitenflügel eines Wohnhauses (mit Leipziger Platz 1, dieses kein Denkmal) | Töpferstraße 19 (Leipziger Platz 1) (Karte)              | 1685 Dendro, im Kern wohl älter | Zweigeschossiger Putzbau, Erdgeschoss mit Kreuzgratgewölben, vermutlich spätmittelalterlicher Keller, Teil der historischen Altstadtbebauung, ortsentwicklungs- und baugeschichtlich von Bedeutung. Zweigeschossiger, massiver Putzbau, der als Seitenflügel zu dem Wohnhaus Leipziger Platz 1 fungiert und im Kern mindestens auf die Renaissancezeit (16. Jahrhundert) zurückgeht, der darunterliegende Keller könnte durchaus mittelalterlichen Ursprungs sein. Um 1685 ist anhand dendrochronologischer Befunde eine barocke Umbauphase nachweisbar, bei der hintere Gebäudeteil untergliedert wurde und das zweijochige Kreuzgratgewölbe und die Korbbogenfenster im Erdgeschoss entstanden. In die gleiche Zeitspanne fällt auch die Errichtung des Dachtragwerks (einfacher Kehlbalkendachstuhl), der mit jüngeren Veränderungen in Teilen erhalten ist. Aufgrund seiner Aussagefähigkeit zur Bauentwicklung in der Grimmaer Altstadt in der frühen Neuzeit bzw. im Mittelalter (Keller) erlangt das Objekt stadtentwicklungsgeschichtliche und baugeschichtliche Bedeutung, wobei zusätzlich ins Gewicht fällt, dass das Gebäude zum baulichen Umfeld der Frauenkirche gehört. | 09304948 |
|                                         | Mietshaus in halboffener Bebauung und in Ecklage | Tops 13 (Karte)                                          | Um 1915 | Mit Eckladen, der Reformstilarchitektur verpflichteter Eckbau, städtebaulicher Akzent am Altstadtrand durch turmartige Überhöhung der Ecke, baugeschichtlich und städtebaulich von Bedeutung. Dreigeschossig, Ecke mit Turm, Putzfassade mit farbiger Putzgliederung, Eckladen, Ziegeldach, hofseitig Treppenhaus risalitartig angebaut, Wirkung in den Stadtpark, original: alle Fenster, Hoftür. | 08966742 |
| Direkt Bild zu diesem Denkmal hochladen | Verwaltungsgebäude in offener Bebauung, mit Einfriedung (Allgemeine Ortskrankenkasse) | Vogelberg 2 (Karte)                                      | 1927–1929, bezeichnet mit 1928 | Eindrucksvoller Baukörper in exponierter Ecksituation mit qualitätvoller Art-déco-Gestaltung, Architekt war Hugo Koch, Nerchau, Dokument des sächsischen Versicherungswesens, Bedeutung für Stadtgeschichte und Architekturgeschichte, Volksbildung. - Verwaltungsgebäude: viergeschossig, architektonisch ansprechender Bau mit Art-déco-Dekor, an der Karl-Marx-Straße vier große Parabolbögen über Keller- und erstes Obergeschoss, Putzfassade mit Gliederungen aus Rochlitzer Porphyrtuff, zwei Frauenskulpturen am Eingang, im Erdgeschoss/Kellergeschoss ehemals Bad, original: Fenstergitter, Treppenhaus und Eingang mit Kachelverkleidung (bezeichnet mit „ERBAUT 1.J.1928“) - Einfriedung: Betonmauer mit Eisenstab (Vierkant über Eck) | 08966688 |
| Direkt Bild zu diesem Denkmal hochladen | Mietshaus (zwei Hausnummern) in halboffener Bebauung (bauliche Einheit mit Karl-Marx-Straße 11) | Vogelberg 3, 5 (Karte)                                   | 1927–1928 | Ansprechender Mietwohnungsbau gegenüber dem AOK-Gebäude, baugeschichtlich von Bedeutung. Dreigeschossig, Putzfassade, Ziegeldach, Balkon, Zugang Nummer 5 vermutlich nur für ehemalige Hausmeisterwohnung, original: Treppenhausfenster bei Nummer 3, Haustüren, Nummer 3 originale Fenster. | 08966689 |
| Direkt Bild zu diesem Denkmal hochladen | Mietvilla, mit Einfriedung und Toreinfahrt | Vogelberg 4 (Karte)                                      | Um 1905 | Straßenbildprägendes gründerzeitliches Gebäude in exponierter Ecksituation, Anklänge an den Schweizerhaus-Stil, baugeschichtlich von Bedeutung. - Villa: zweigeschossig, Granitsockel, Kellergeschoss aus Granitmauerwerk (Beucha), Klinkerfassade mit Gliederungselementen aus Rochlitzer Porphyrtuff, Kunststofffenster entstellend, Zwerchgiebel mit Freigespärre, ziegelgedecktes Dach, original: Wohnungseingangstüren mit Oberlicht (teilweise geätzte Scheiben), eiserne Kellerschranke, reich verziertes Holz-Treppenhaus, Fenster im ersten Obergeschoss am Vogelberg, eines davon mit Bleiverglasungen - Einfriedung und Toreinfahrt am Vogelberg: gelbe Klinkerpfeiler mit Eisengittern | 08966715 |
| Weitere Bilder                          | Rotes Vorwerk mit Wohngebäude und vier Wirtschaftsgebäuden | Vorwerkstraße 39a, 39b, 39c (Karte)                      | 1860–1864 | Als kommunales Vorwerk von ortsgeschichtlicher und landschaftsprägender Bedeutung. - Scheune: Bruchstein-Mauerwerk, um 1880, „Kuhstall“: um 1890, Bruchstein-Mauerwerk, Stallfenster im Erdgeschoss verändert, Satteldach mit Ziegeldeckung, Treppenhaus-Risalit mit Granittreppe, Putzfassade mit Klinkergliederung, Fenster im Obergeschoss teilweise original - Gutshaus: Putzbau, dreibogiger Zugang mit Sandsteinbögen (Lyra-Dekor) - kleiner Anbau am Kuhstall: Bruchstein-Ziegelbau verputzt, Satteldach, Zwerchhaus - Nebengebäude (Stall): um 1850 (?), Bruchstein-Mauerwerk, Krüppelwalmdach mit Ziegeldeckung, entstellende große Schleppgaupe, sehr breit gelagerter Baukörper | 08966661 |
|                                         | Mietshaus in halboffener Bebauung und in Ecklage | Wallgraben 1 (Karte)                                     | Um 1905 | Mit Läden, zeittypische Klinkerfassade, städtebaulich überaus bedeutsamer Bau der Gründerzeit, städtebaulicher Akzent am Altstadtrand gegenüber dem Stadtpark, baugeschichtlich von Bedeutung. Dreigeschossig, 3 zu 1 zu 3 Achsen, Anbau in der Schulstraße mit Eckladen, Bruchsteinsockel, Erdgeschoss Putzfassade geglättet, gelbe Klinkerfassade, Kunststein-Fensterrahmungen, leerstehend, Eckladen ehemals Ecke Wallgraben/Leipziger Straße, original: Fenster überwiegend, ein Fenstergitter am Wallgraben (Erdgeschoss), Treppenhaus, Kellertür mit Klinke, Wohnungstüren. | 08966722 |
| Direkt Bild zu diesem Denkmal hochladen | Mietshaus in offener Bebauung | Wallgraben 3 (Karte)                                     | Um 1910 | Typischer Reformstilbau der Zeit um 1910, einfach gegliederte Putzfassade, auf gewonnenem Gelände unmittelbar vor der Stadtmauer errichtet, aus städtebaulicher Sicht nicht ganz unbedeutend gelegen, baugeschichtlich von Bedeutung. Zweigeschossig, ausgebautes Mansardgeschoss, Biberschwanzdeckung, Putzfassade, Fenster neu, Architektur eher belanglos, aber nicht unbedeutende Lage aus städtebaulicher Sicht, original: Haustür, Treppenhaus, Wohnungseingangstüren mit Strukturglas. | 08966202 |
| Direkt Bild zu diesem Denkmal hochladen | Mietshaus in halboffener Bebauung, mit seitlicher Einfriedung und Hofpflasterung | Wallgraben 9 (Karte)                                     | Um 1900 | Repräsentativer Wohnbau mit Freitreppe zum Garten und Loggia, historisierende Klinkerfassade, Lage am Altstadtrand als Dokument der gründerzeitlichen Stadterweiterung, bau- und ortsentwicklungsgeschichtlich von Bedeutung. - Mietshaus: dreigeschossig, Risalitbildung, Klinkerfassade mit reicher Putz- und Steingliederung, Quadersockel, Dach mit neuer Biberschwanzdeckung, Loggien als besonderer Blickfang, Hofseite schlichte Putzfassade, saniert, Fenster original - Einfriedung: gemauerte Pfeiler mit Eisenzaun | 08966937 |
| Direkt Bild zu diesem Denkmal hochladen | Mietshaus in halboffener Bebauung | Wallgraben 11 (Karte)                                    | Bezeichnet mit 1891–1892 | Historisierende Klinkerfassade mit Balkon, Dokument des Stadtumbaues auf dem Gelände der ehemaligen Stadtbefestigung, bau- und ortsentwicklungsgeschichtlich von Bedeutung. Dreigeschossig, vier Achsen, Mittelrisalit, Schieferdach, Granitsteinsockel, Klinkerfassade mit Kunststeingliederung, Kellerfenster neu, Hofseite Putzfassade, bezeichnet mit „J.E.Friedrich/Erbaut 1891–92“, original: Haustür mit Oberlicht, Treppenhaus, alle Fenster, Balkongitter. | 08966938 |
| Direkt Bild zu diesem Denkmal hochladen | Wohnhaus in offener Bebauung | Wallgraben 14 (Karte)                                    | 1934 | Anklänge an den Stil des Neuen Bauens, als Werk des Architekten Hugo Koch von stadtgeschichtlichem und architekturhistorischem Wert. Zwei Geschosse, Satteldach, entstellende Fenster, Putzfassade. | 08966222 |
| Direkt Bild zu diesem Denkmal hochladen | Wohnhaus in offener Bebauung, mit rückwärtigem Anbau sowie Einfriedung und Toreinfahrt | Wallgraben 17 (Karte)                                    | Um 1895 | Historistischer Wohnbau mit erhaltener Ausstattung, Dokument der gründerzeitlichen Stadtentwicklung an den ehemaligen Befestigungsanlagen der Stadtmauer, bau- und ortsentwicklungsgeschichtlich von Bedeutung. - Wohnhaus: zweigeschossig, Mittelrisalit mit Zwerchhausgiebel, Mansarddach mit Ziegeldeckung, Putzfassade mit Putz- und gelber Klinkergliederung, Bruchsteinsockel, rückwärtige Erweiterungsbauten zum eigentlichen Wohnbau, original: Haustür mit Klinke, fast alle Fenster, Windfangtür mit geätzten Scheiben, Treppenhaus, Türen im Inneren, Kellertür mit Klinke - Einfriedung: Klinkersockel und -pfeiler, Staketenzaun | 08966957 |
| Direkt Bild zu diesem Denkmal hochladen | Wohnhaus in offener Bebauung, sowie Einfriedung | Wallgraben 19 (Karte)                                    | Um 1900 | Gut gegliederte historisierende Putzfassade, Dokument der gründerzeitlichen Stadtentwicklung an den ehemaligen Befestigungsanlagen der Stadtmauer, die Einfriedung mit straßenbildprägendem Wert, bau- und ortsentwicklungsgeschichtlich von Bedeutung. - Wohnhaus: zweigeschossig, Mittelrisalit mit Zwerchhaus, Satteldach mit neuer Biberschwanzdeckung, Bruchsteinsockel, Putzfassade mit Putzgliederung, Fenster neu, saniert - Einfriedung: Klinkermauer und -pfeiler mit schmiedeeisernem Staketenzaun Angeblich Rest der Stadtmauer auf dem Grundstück, mit Bedeutung für Stadtgeschichte und Bauforschung – vor Ort aber nicht deutlich zu erkennen, daher gestrichen. | 08966958 |
| Direkt Bild zu diesem Denkmal hochladen | Wohnhaus in offener Bebauung und in Ecklage, heute Volkshochschule | Wallgraben 21 (Karte)                                    | Um 1900 | Historismusbau im Landhausstil, mit erhaltener Ausstattung, städtebaulicher Akzent am Altstadtrand und Dokument der baulichen Altstadterweiterung, bau- und ortsentwicklungsgeschichtlich von Bedeutung. Zweigeschossig, Putzfassade mit gelber Klinkergliederung, Bruchsteinsockel, gebrochene Ecke mit kleinem Zwerchhaus mit Freigespärre, Fassade teilweise geglättet (grenzfällig), original: Fenster, Haustür mit Gitter, Windfangtür, Fußbodenfliesen/Muster im Eingangsbereich, alle Innentüren, Treppenhaus, Treppenhausfenster mit farbiger Bleiverglasung, Kellertür, Altliste, auf dem Grundstück Verlauf der Stadtmauer, heute Volkshochschule Muldental. | 08966959 |
|                                         | Schule mit Vorgarten (sogenannte Wallgrabenschule, ehemalige Bürgerschule) | Wallgraben 23 (Karte)                                    | Im Kern 1885; 1945–1950 | Volksbildungsbau in exponierter Ecklage, im Kern ein Gebäude der Gründerzeit des 19. Jahrhunderts, heute geprägt vom Wiederaufbau 1950 nach Kriegszerstörung, Wiederaufbau ausgeführt durch den Nerchauer Architekten Hugo Koch, Erinnerungswert, ortsgeschichtlich von Bedeutung. Dreigeschossig, Ecklage, Sandsteinsockel, Putzfassade mit Ziehputz, Fenster entstellend neu, Portal am Wallgraben aus Sandstein 1945 zerstört, Wiederaufbau 1. Phase 1945–1950, 2. Phase bis 1967, 1970–1993 Namensträger des antifaschistischen Künstlers Alfred Frank, mit Inschrift aus erhabenen Holzbuchstaben, Inschrift „IMMER BEREIT ZUM LERNEN – FÜR FRIEDEN UND VÖLKERVERSTÄNDIGUNG“, vorher Alfred-Frank-Oberschule. | 08966960 |
| Direkt Bild zu diesem Denkmal hochladen | Ehemalige Reithalle, heute Sporthalle | Wallgraben 23 (Karte)                                    | Um 1890 | Historisierender Putzbau, Zeugnis der Grimmaer Militärgeschichte, bauhistorisch und ortsgeschichtlich von Bedeutung. Ehemaliger Zugangstrakt zweigeschossig, vierachsig, Drempel, Putzfassade, ehemalige Reithalle auch Putzfassade, Gewände aus Rochlitzer Porphyrtuff, Bruchsteinsockel. | 08966315 |
| Weitere Bilder                          | Wasserturm | Wasserturmstraße (Karte)                                 | 1913 | Alte Ortslage Hohnstädt, ortsbildbeherrschender Bau, technik- und ortsgeschichtlich von Bedeutung. Der Wasserturm im Grimmaer Ortsteil Hohnstädt wurde 1913 von der Gemeinde Hohnstädt nach einem Entwurf des Trebsener Baumeisters August Held errichtet. Die Ausführung lag in den Händen der Actiengesellschaft für Beton- und Monierbau Leipzig. Über quadratischem Grundriss erhebt sich der 18 Meter hohe, verputzte Eisenbetonbau dreigeschossig, bevor kleine Dreiecksdächer zum oktogonalen Behältergeschoss überleiten. Das Zeltdach wird von einer durchfensterten Laterne abgeschlossen. Akzentuiert wird der schlichte weiße Baukörper durch rot abgesetzte Gebäudekanten, Fensterrahmungen und Gesimse. Seit 1992 ist er außer Betrieb und dient seitdem nur noch als Träger von Mobilfunkantennen. Die technische Ausstattung sowie der 150 m³ fassende Stahlbetonbehälter sind erhalten. Der Hohnstädter Wasserturm ist ortsbildprägend. Seine neuartige Eisenbetonkonstruktion in Kombination mit der klaren, zurückhaltenden Formensprache verleiht ihm bau- und technikgeschichtliche Bedeutung. Fenster original, Ziegel-Mauerwerk verputzt, Zeltdach mit Dachpappeschindeln, liegt schräg gegenüber Gutshaus, nahe der Schmiedegasse. | 08966751 |
| Weitere Bilder                          | Wohnhaus und Seitengebäude eines Bauernhofes | Wasserturmstraße 12 (Karte)                              | 18. Jahrhundert | Alte Ortslage Hohnstädt, unverzichtbares bauliches Zeugnis für die Bau- und Lebensweise im ehemaligen Dorf Hohnstädt, weitgehend unverändert erhaltene Fachwerkbauten, heimatgeschichtlich von Bedeutung. Zweigeschossig, Massivlehmbau im Erdgeschoss, Obergeschoss Fachwerk mit Lehmausfachung, ziegelgedecktes Satteldach, Lage schräg gegenüber dem Gutshaus, Nebengebäude mit zwei Toren und Speicherluke, Satteldach mit Ziegeldeckung. | 08966754 |
| Weitere Bilder                          | Rittergut Hohnstädt (Sachgesamtheit) | Wasserturmstraße 16, 20, 24, 26 (Karte)                  | 18./19. Jahrhundert | Sachgesamtheit Rittergut Hohnstädt, mit folgenden Einzeldenkmalen: Herrenhaus (Wasserturmstraße 16), Gutsgarten, Einfriedung sowie Baumhalbrondell und Brunnenschacht im Hof (08966752) sowie dem Gutshof mit den ehemaligen Wirtschaftsgebäuden (Wasserturmstraße 20, 24, 26) als Sachgesamtheitsteile; alte Ortslage Hohnstädt, Bruchsteinmauer des ehemaligen Gutshofes mit Verlauf an Hohle, Wurzener Straße, Wasserturmstraße, Bestandteil der Sachgesamtheit Gutshof Hohnstädt, ortsbildprägender und ortsgeschichtlicher Wert. Bruchstein-Mauerwerk, teilweise noch Abdeckplatten aus Rochlitzer Porphyrtuff, stand bis 2007 ohne Anschrift in der Liste. | 08966753 |
| Weitere Bilder                          | Herrenhaus, Einfriedung des Grundstücks und Brunnenschacht im Hof (Einzeldenkmal der Sachgesamtheit 08966753) | Wasserturmstraße 16 (Karte)                              | Um 1700 | Einzeldenkmal der Sachgesamtheit Rittergut Hohnstädt; alte Ortslage Hohnstädt, ortsbildcharakterisierender eindrücklicher Barockbau, ortsgeschichtlich, architektonisch und städtebaulich von Bedeutung. Zweigeschossig, neun Achsen, ausgebautes Mansardgeschoss, alle Fenster- und Türgewände aus Rochlitzer Porphyrtuff, Bruchstein-Mauerwerk, Putzfassade, Dach stehende Gaupen mit Kunststeingewänden (rötlich eingefärbt), ziegelgedecktes Mansardgiebel-Walmdach, Hausdurchgang mit Granitplatten ausgelegt, Holz-Treppenhaus, teilweise Deckenstuck, ehemals Rittergutsgelände. | 08966752 |
| Direkt Bild zu diesem Denkmal hochladen | Wohnhaus (mit Treppenanbau) | Wasserwerksweg 14 (Karte)                                | Um 1930 | Der Neuen Sachlichkeit verpflichteter schlichter Putzbau, interessantes Architekturdokument der Zeit, als Architektenwohnhaus mit Seltenheitswert, baugeschichtlich von Bedeutung. Hanglage, saniert 2000/2001 (?), Büro mit der darüber liegenden Wohnetage nur über Außentreppe miteinander verbunden, vermutlich erbaut als Wohnhaus eines Leipziger Architekten C. A. Martin. | 08966978 |
| Weitere Bilder                          | Wohnhaus in offener Bebauung | Weberstraße 4 (Karte)                                    | Kern 17. Jahrhundert | Breitgelagerter traufständiger Wohnhausbau des Altstadtbereiches, mit Segmentbogenportal in Porphyrtuff, Obergeschoss Fachwerk, historische Brettdecke im Erdgeschoss, baugeschichtlich von Bedeutung. Zweigeschossig, fünf Achsen, im Erdgeschoss Gewände aus Rochlitzer Porphyrtuff, Putzfassade, profilierte Traufe, ziegelgedecktes Satteldach, Haustürgewände Korbbogen mit Schlussstein, Südgiebel Bruchstein-Mauerwerk im Erdgeschoss, Spitze Fachwerk verputzt. | 08966785 |
|                                         | Wohnhaus in geschlossener Bebauung und zwei aneinandergebauten Produktionsgebäude im Hof | Weberstraße 8 (Karte)                                    | Um 1880 (Wohnhaus); um 1930 (Werkstatt) | Altes erhaltenes Wohn- und Gewerbegrundstück, Wohnhaus schlichter Putzbau. Zweigeschossiger Werkstattbau in neusachlichen Formen der Zeit um 1930, ortsgeschichtlich von Bedeutung, mit Hausdurchgang. Zweigeschossig, fünf Achsen, Putzfassade, Satteldach mit neuer Ziegeldeckung, saniert, Fenster neu, - Wohnhaus: Haustür mit Klinke original - Hofgebäude: zwei Produktionsgebäude, dreigeschossig, Putzfassade, um 1895, originale Fenster und Türen, ein Gebäude zweigeschossig und drei Achsen um 1925 mit originalen Fenstern, dreiflügeliger Tür, Putzfassade, vermutlich Tischlerwerkstatt Emil Friedrich (laut Adressbuch Grimma 1928) | 08966782 |
|                                         | Wohnhaus in geschlossener Bebauung | Weberstraße 9 (Karte)                                    | Um 1875 | Mit Laden, einfach gegliederte Putzfassade, bauliches Zeugnis des frühgründerzeitlichen Stadtumbaues der Altstadt, baugeschichtlich von Bedeutung. Zweigeschossig, fünf Achsen, Zwerchhaus dreiachsig, Putzfassade, Laden mit Sandsteinpfosten, Haustür mit neuem Gewände aus Rochlitzer Porphyrtuff, Fenster und Haustür neu, liebevoll saniert. | 08966783 |
|                                         | Wohnhaus in geschlossener Bebauung (Wolschke-Haus) | Weberstraße 10 (Karte)                                   | Um 1880 | Charakteristischer Altstadtbau, mit großem ortsgeschichtlichem Wert als Wohnhaus der Stadtmusikdirektoren aus der Familie Wolschke, auch bauhistorische Bedeutung, mit Hausdurchgang. Zweigeschossig, fünfachsig, Putzfassade, zwei Dachgaupen, Putzfassade mit Putzgliederung, saniert, Fenster neu, Tür original. Hofgebäude vor 2010 abgebrochen. | 08967088 |
|                                         | Wohnhaus in geschlossener Bebauung | Weberstraße 12 (Karte)                                   | Im Kern 17. Jahrhundert, später überformt | Dokument der historischen Altstadtbebauung, schlichter Putzbau mit Segmentbogenportal, baugeschichtlich von Bedeutung. Zweigeschossig, vier Achsen, Putzfassade, Korbbogenportal mit Schlussstein (um 1800), Biberschwanz-Satteldach, zwei stehende Gaupen, Fenster neu, Bauakte ab 1890. | 08966781 |
| Weitere Bilder                          | Wohnhaus in geschlossener Bebauung | Weberstraße 14 (Karte)                                   | Ende 18. Jahrhundert | Schlichter spätbarocker Wohnbau im Altstadtbereich, baugeschichtlich von Bedeutung. Dreigeschossig, vier Achsen, Putzfassade, Fenster neu, im ersten Obergeschoss Korbbogenfenster innen, baulich veränderte Erdgeschoss-Zone verringert Denkmalwert. | 08966784 |
|                                         | Wohnhaus in ehemals geschlossener Bebauung | Weberstraße 17 (Karte)                                   | Kern 17. Jahrhundert | Kleiner kompakter Wohnbau im Altstadtbereich, mit Segmentbogenportal, Dokument der historischen Altstadtbebauung, baugeschichtlich von Bedeutung. Zweigeschossig, im Obergeschoss vier Achsen, Korbbogenportal mit Schlussstein aus Rochlitzer Porphyrtuff und Fenstergewände neu, Giebelwand zu Nummer 15 offenliegend (teilweise Lehmsteinfachung), neues Ziegeldach mit zwei Schleppgaupen und rechts Krüppelwalm, saniert. | 08966774 |
|                                         | Wohnhaus in halboffener Bebauung und in Ecklage | Weberstraße 18 (Karte)                                   | 2. Hälfte 18. Jahrhundert | Ortstypischer Wohnbau im Altstadtkern, mit Segmentbogenportal, baugeschichtlich von Bedeutung. Zweigeschossig, fünf Achsen, Putzfassade, Haustür- und Fenstergewände im Erdgeschoss aus Rochlitzer Porphyrtuff, Ziegeldach mit Krüppelwalm zur Gasse hin, saniert, Fenster neu. | 08966780 |
|                                         | Wohnhaus in geschlossener Bebauung | Weberstraße 19 (Karte)                                   | Mitte 19. Jahrhundert | Auf schmalem Grundstück errichteter Wohnbau, altstadttypische Putzfassade, mit wissenschaftlich-dokumentarischem und bauhistorischem Wert. Zweigeschossig, drei Achsen, Putzfassade, saniert, Satteldach, auch im Obergeschoss etwa 36er Mauerwerk (vermutlich Haus im Kern älter). | 08966778 |
| Direkt Bild zu diesem Denkmal hochladen | Wohnhaus in halboffener Bebauung und in Ecklage, sowie Produktionsgebäude im Hof | Weberstraße 21 (Karte)                                   | 1912, im Kern älter (Wohnhaus); um 1600 (Brettbohlendecke) | Ortstypischer kleinstädtischer Bau mit schlichter Putzfassade, hervorzuheben die Kassettendecken/Brettbohlendecke aus dem 17. Jahrhundert im Erdgeschoss, baugeschichtlich von Bedeutung. Zweigeschossig, sechs Achsen im Obergeschoss, im Erdgeschoss zwei Läden, Durchfahrt, Putzfassade, Satteldach mit drei Gaupen, Klinkerbänder an der Traufe. - Wohnhaus: original: Bretterdecke 17. Jahrhundert im Erdgeschoss, eine Tür, Innentüren um 1900 - Hofgebäude: um 1935, zweigeschossig, Putzfassade, Ziegeldach, originale Holzfenster Lage an einer Ecke und gegenüber Einmündung Tuchmachergasse. | 08966777 |
| Weitere Bilder                          | Wohnhaus in geschlossener Bebauung | Weberstraße 24 (Karte)                                   | Bezeichnet mit 1723 | Altstadttypischer Wohnbau mit wissenschaftlich-dokumentarischem Wert, Putzfassade mit barockem Segmentbogenportal, baugeschichtlich von Bedeutung. Zweigeschossig, fünf Achsen, Massivbau verputzt, Fenster- und Haustürgewände Rochlitzer Porphyrtuff, Schlussstein bezeichnet mit 1723, Satteldach mit neuer Biberschwanzdeckung, Abbruchgenehmigung für die schwarze Küche am 2. September 2002. | 08966775 |
| Weitere Bilder                          | Mietshaus in geschlossener Bebauung | Weberstraße 26 (Karte)                                   | Um 1900 | Qualitätvoller Gründerzeitbau, Dokument der Baugesinnung der Zeit um 1900, baugeschichtlich von Bedeutung. Dreigeschossig, vier Achsen, Putzfassade mit reichem gründerzeitlichem Dekor aus Rochlitzer Porphyrtuff und rotem Kunststein, Bruchsteinsockel, Hausdurchgang, im Erdgeschoss noch alte Werbeschriften zwischen den Fenstern, eigentlich störend im Altstadtbereich der Weberstraße, aber als Gründerzeitbau mit Qualitäten, ursprünglich wohl Gaststätte im Erdgeschoss, original: große Fenster im Erdgeschoss, Haustür. | 08966776 |
| Weitere Bilder                          | Wohnhaus in halboffener Bebauung und in Ecklage, mit Seitenflügel zur Tuchmachergasse | Weberstraße 28 (Karte)                                   | 2. Hälfte 16. Jahrhundert | Typischer Altstadtbau in straßenraumakzentuierender Ecksituation, baugeschichtlich von Bedeutung. Zweigeschossig, sechs Achsen, Bruchstein-Mauerwerk verputzt, Biberschwanzdach einseitig mit Krüppelwalm, Haustür und Fenster neu, Ladeneinbau 1879 (Bauakte). | 08966779 |
| Weitere Bilder                          | Ehemaliges Tuchmacherhaus, heute Wohnhaus in halboffener Bebauung (alte Posthalterei) | Weberstraße 32 (Karte)                                   | 16. Jahrhundert | Eindrücklicher Renaissancebau, mit Oberlaube zum Hof und historischen Ausstattungselementen im Innern (unter anderem Fischgrätendecke), bemerkenswertes Zeugnis der Ortsgeschichte und Baugeschichte. Zweigeschossig, sieben Achsen, Putzfassade, Gewände Rochlitzer Porphyrtuff, hohes Satteldach mit Biberschwanzdeckung, frisch saniert mit Mitteln Deutsche Stiftung Denkmalschutz, original: im Erdgeschoss eine Holzdecke (Balken mit Kehlen), im Flur Decke mit Lehmstaken, Holztreppe ins Obergeschoss, Hofpflasterung. | 08966772 |
|                                         | Wohnhaus in halboffener Bebauung | Weberstraße 34 (Karte)                                   | Kern 17. Jahrhundert | Einfacher Putzbau, Zeugnis der historischen Altstadtbebauung, baugeschichtlich von Bedeutung. Zweigeschossig, fünfachsig, Putzfassade, steiles Satteldach mit Falzziegeln, Fenster um 1930, links Laden im Erdgeschoss, eingebaut um 1930. | 08966340 |
|                                         | Wohnhaus in geschlossener Bebauung | Weberstraße 38 (Karte)                                   | 19. Jahrhundert und älter | Bestandteil der alten Stadtstruktur, im Innern Brettdecke, baugeschichtlich von Bedeutung. Zweigeschossig, vierachsig, Putzfassade, Dachhaus, Satteldach mit Biberschwanzdeckung und vermörteltem Ortgang, Tordurchfahrt eingebrochen, im Obergeschoss alte Fenster. | 08966338 |
| Direkt Bild zu diesem Denkmal hochladen | Wohnhaus in geschlossener Bebauung | Weberstraße 44 (Karte)                                   | Um 1880 | Reizvoller kleiner Wohnbau, gründerzeitliche Putzfassade, Blickfang im Straßenzug, baugeschichtlich von Bedeutung. Zweigeschossig, vierachsig, Putzfassade, Biberschwanzdach (Satteldach), zwei stehende Gaupen, Putzfassade mit Nutung im Erdgeschoss, im Obergeschoss Pilaster, Traufe mit Stuckkonsolen. | 08966337 |
| Direkt Bild zu diesem Denkmal hochladen | Wohnhaus in geschlossener Bebauung | Weberstraße 46 (Karte)                                   | 1. Hälfte 19. Jahrhundert | Altstadttypisches zweigeschossiges Gebäude, Bestandteil der alten Stadtkernbebauung, baugeschichtlich von Bedeutung, mit Ladeneinbau. Zweigeschossig, fünfachsig, Putzfassade, Fenstergewände im Erdgeschoss und Sohlbänke im Obergeschoss aus Rochlitzer Porphyrtuff, Satteldach mit Biberschwanzdeckung neu, zwei neue Gaupen, saniert, Fenster neu, rechts Ladeneinbau. | 08966336 |
| Weitere Bilder                          | Portal eines abgebrochenen Wohnhauses | Weberstraße 48 (Karte)                                   | Bezeichnet mit 1557 | Künstlerisch wertvolles Sitznischenportal von 1557 aus Rochlitzer Porphyrtuff, kunsthistorisch und baugeschichtlich von Bedeutung. Sitznischenportal aus Rochlitzer Porphyrtuff, erfasst 2001 unter Nummer 46 (Objekt 08966336), mit versetztem Sitznischenportal vom abgebrochenen Haus des Nachbargrundstücks, ehemals Weberstraße 48 (das Haus 1965 abgebrochen, Eckgrundstück Kreuzstraße), wohl nach 2002 an jetzige Stelle (Nummer 48) zurückversetzt. | 09305852 |
| Direkt Bild zu diesem Denkmal hochladen | Wohnhaus in offener Bebauung, mit Einfriedung und Vorgarten | Weinbergstraße 2 (Karte)                                 | Um 1895 | Villenartiger Wohnbau mit Klinkerfassade, Anklänge an den Schweizerhausstil (geschnitzter Schwebegiebel), städtebaulicher Akzent an der Straßeneinmündung, Zeugnis anspruchsvoller gründerzeitlicher Baukultur, baugeschichtlich von Bedeutung. Eingeschossig, vierachsig, gelbe Klinkerfassade mit roter Klinker- und Kunststeingliederung, ziegelgedecktes Satteldach, Zwerchhaus mit Freigespärre, Fenster neu mit entstellenden Rollläden, Bruchsteinsockel, hölzerner Windfang, Einfriedung: Bruchsteinsockel mit Klinkerrollschicht, Eisenzaun. | 08966290 |
| Direkt Bild zu diesem Denkmal hochladen | Wohnhaus in offener Bebauung | Weinbergstraße 40 (Karte)                                | Ende 18. Jahrhundert | Eines der letzten weitgehend unverfälscht erhaltenen ländlichen Wohnhäuser in der alten Ortslage, vermutlich Weingärtnerhaus, in Hanglage, am Ende der Straße gelegen, bauhistorisch und ortsgeschichtlich von Bedeutung. Zweigeschossig, vierachsig, Erdgeschoss massiv, vermutlich auch Obergeschoss, im Obergeschoss Holzgewände, ziegelgedecktes Krüppelwalmdach, rückwärtig Anbau, Hanglage, Putzfassade, Traufseite nach Süden, vermutlich Weingärtnergrundstück, originale Fenster, Winterfenster (mit Altglas), teilweise noch erhaltene Winterfenster mit Altglas. | 08966289 |
|                                         | Transformatorenhäuschen | Wurzener Straße (Karte)                                  | 1912 | Qualitätvolle massive Station, wohl 1912 von der Landkraftwerke Leipzig Aktiengesellschaft mit Sitz in Kulkwitz errichtet, sehr frühes Zeugnis der Elektrifizierung sächsischer Gemeinden, technik- und ortsentwicklungsgeschichtlich von Bedeutung. Klinkersockel, Putzfassade, mit Anbau, Biberschwanzdach mit Doppeldeckung, kleine Gaupe mit zwei Fenstern und Lüftungsgitter original, saniert. | 08966302 |
|                                         | Kilometerstein | Wurzener Straße (Karte)                                  | 19. Jahrhundert | Alte Ortslage Hohnstädt, verkehrshistorisch von Interesse. Aus Sandstein, Lage nahe der Autobahnauffahrt Grimma-Leipzig | 08966341 |
| Weitere Bilder                          | Meilenstein | Wurzener Straße (Karte)                                  | 2. Hälfte 19. Jahrhundert | Königlich-Sächsischer Meilenstein, alte Ortslage Hohnstädt, ehemalige Ortslage Burgberg, Halbmeilenstein, verkehrsgeschichtlich von Bedeutung. Sandstein, verwittert, neben dem Aufgangsweg zum Burgberg. | 08966294 |
| Direkt Bild zu diesem Denkmal hochladen | Doppelwohnhaus in offener Bebauung und in Ecklage, sowie Nebengebäude im Hof von Nr. 18 | Wurzener Straße 16, 18 (Karte)                           | Um 1885 | Gründerzeitlicher Wohnbau an einer Ausfallstraße, Zeugnis für das Zusammenwachsen der Grimmaer Altstadt und des Dorfes Hohnstädt, ortsentwicklungsgeschichtlich von Bedeutung. Zweigeschossig, zehn Achsen, Putzfassade, Ziegeldächer. - Nummer 16: Fenster und Haustür entstellend (Kunststoff), Ecklage Dammweg, eher kein Denkmal - Nummer 18: dazu kleines Nebengebäude im Hof, original: Haustür mit Klinke, Kellerfenstergitter | 08966968 |
| Direkt Bild zu diesem Denkmal hochladen | Doppelwohnhaus in offener Bebauung, mit Gartenpavillon bei Nr. 17 | Wurzener Straße 17, 19 (Karte)                           | Um 1885 | Straßenraumprägender Wohnbau an einer Ausfallstraße, gründerzeitliche Putzfassade, Zeugnis für das Zusammenwachsen der Grimmaer Altstadt und des Dorfes Hohnstädt, ortsentwicklungsgeschichtlich von Bedeutung. Zweigeschossig, Eckturm Nummer 17 mit drei Geschossen, Putzfassade mit Putzgliederung, Nummer 17 Windfanganbau mit alten Fenstern um 1915, saniert, Fenster neu. Gartenpavillon bei Nummer 17: achteckig, um 1920 (?). | 08966962 |
| Direkt Bild zu diesem Denkmal hochladen | Doppelwohnhaus in offener Bebauung, sowie Nebengebäude bei Nr. 20 im Hof | Wurzener Straße 20, 22 (Karte)                           | 1891–1892 (Nr. 20); 1891–1893 (Nr. 22) | Straßenbildprägender Gründerzeitbau an einer Ortsausfallstraße, Zeugnis für das Zusammenwachsen der Grimmaer Altstadt und des Dorfes Hohnstädt, ortsentwicklungsgeschichtlich von Bedeutung. Zweigeschossig, zehn Achsen, Seitenrisalite dreigeschossig und je zwei Achsen, Putzfassade, Fenster neu, gusseiserne Balkone im ersten Obergeschoss, Ziegeldächer, Absprache Müller, Nummer 22: saniert, Nummer 20: original: Haustür mit Klinke, eiserner Fußabstreicher, Hofgebäude erhalten (vgl. Nummer 18). | 08966967 |
| Direkt Bild zu diesem Denkmal hochladen | Wohnhaus in offener Bebauung und in Ecklage | Wurzener Straße 24 (Karte)                               | 1897 | Dokument gründerzeitlicher Stadterweiterung, Putz-Klinker-Fassade, Zeugnis für das Zusammenwachsen der Grimmaer Altstadt und des Dorfes Hohnstädt, ortsentwicklungsgeschichtlich von Bedeutung. Zweigeschossig, sechs Achsen, Mittelrisalit mit Terrasse, Balkon und Zwerchhaus zweiachsig, Putzfassade geglättet, im Obergeschoss der Vorderfront gelbe Klinker, Stuckdekor, Satteldach mit zwei stehenden Gaupen und neuer Biberschwanzdeckung, saniert, Fenster neu, im Ensemble mit Nummer 16/18, 20/22, 17/19 an Ortsausfallstraße, Bauakte vorhanden, original: Haustür, Wohn- und Nebengebäude für Maurermeister Lange 1897 errichtet. | 08966963 |
| Direkt Bild zu diesem Denkmal hochladen | Wohnhaus in halboffener Bebauung | Wurzener Straße 26 (Karte)                               | Bezeichnet mit 1889 | Kleinstadttypischer Gründerzeitbau an einer wichtigen Grimmaer Ausfallstraße, Klinkerfassade, Zeugnis für das Zusammenwachsen der Grimmaer Altstadt und des Dorfes Hohnstädt, ortsentwicklungsgeschichtlich von Bedeutung. Zweigeschossig, sechs Achsen, Bruchsteinsockel, Klinkerfassade mit Putz- und Kunststeingliederung, Zwerchhaus zweiachsig, saniert, Fenster neu, ziegelgedecktes Satteldach, Mittelrisalit, Absprache Müller. | 08966969 |
| Direkt Bild zu diesem Denkmal hochladen | Wohnhaus in offener Bebauung | Wurzener Straße 28 (Karte)                               | Um 1890 | Dokument gründerzeitlichen Städtebaues im Erweiterungsgebiet, Wirkung im Ensemble, historisierende Klinker-Putz-Fassade, Zeugnis für das Zusammenwachsen der Grimmaer Altstadt und des Dorfes Hohnstädt, ortsentwicklungsgeschichtlich von Bedeutung. Zweigeschossig, sechs Achsen, Mittelrisalit zweiachsig mit Zwerchhaus, Satteldach mit neuer Biberschwanzdeckung, saniert, Fenster neu, Bestandteil des Ensembles. | 08966970 |
| Direkt Bild zu diesem Denkmal hochladen | Wohnhaus in offener Bebauung und in Ecklage, mit seitlichem Anbau zum Hof | Wurzener Straße 32 (Karte)                               | Um 1850 | Straßenbildprägender älterer Putzbau mit Segmentbogenportal und Krüppelwalmdach, ortsbildprägende Lage an der Straßenkreuzung einer Ausfallstraße, bau- und ortsentwicklungsgeschichtlich von Bedeutung, mit Ladeneinbau. Zweigeschossig, fünfachsig, traufständig zur Wurzener Straße (zweiachsig im Obergeschoss), Biberschwanz gedecktes Krüppelwalmdach, Putzfassade, saniert, Haustürportal mit Korbbogen und Schlussstein aus Rochlitzer Porphyrtuff, an der Ecke Ladeneinbau. | 08966293 |
|                                         | Grimmaer Tiefkellersystem: Kellergängesystem unter dem Hohnstädter Burgberg, ein Zugang an der Wurzener Straße (neben Nr. 41) und ein zweiter Zugang am Oberwerder (neben Nr. 7) | Wurzener Straße 41 (neben), Oberwerder 7 (neben) (Karte) | 18. Jahrhundert | Alte Ortslage Hohnstädt und Ortslage Grimma, singulär im Ort, ortsgeschichtliche Bedeutung. Kellerzugänge, Bruchstein-Mauerwerk, Gewände der Zugänge und Bögen aus Ziegel-Mauerwerk, Zugang auf Gemarkung Grimma Flurstück 996. | 08966295 |

## Tabellenlegende
- Bild: Bild des Kulturdenkmals, ggf. zusätzlich mit einem Link zu weiteren Fotos des Kulturdenkmals im Medienarchiv Wikimedia Commons. Wenn man auf das Kamerasymbol klickt, können Fotos zu Kulturdenkmalen aus dieser Liste hochgeladen werden:
- Bezeichnung: Denkmalgeschützte Objekte und ggf. Bauwerksname des Kulturdenkmals
- Lage: Straßenname und Hausnummer oder Flurstücknummer des Kulturdenkmals. Die Grundsortierung der Liste erfolgt nach dieser Adresse. Der Link (Karte) führt zu verschiedenen Kartendiensten mit der Position des Kulturdenkmals. Fehlt dieser Link, wurden die Koordinaten noch nicht eingetragen. Sind diese bekannt, können sie über ein Tool mit einer Kartenansicht einfach nachgetragen werden. In dieser Kartenansicht sind Kulturdenkmale ohne Koordinaten mit einem roten bzw. orangen Marker dargestellt und können durch Verschieben auf die richtige Position in der Karte mit Koordinaten versehen werden. Kulturdenkmale ohne Bild sind an einem blauen bzw. roten Marker erkennbar.
- Datierung: Baubeginn, Fertigstellung, Datum der Erstnennung oder grobe zeitliche Einordnung entsprechend des Eintrags in der sächsischen Denkmaldatenbank
- Beschreibung: Kurzcharakteristik des Kulturdenkmals entsprechend des Eintrags in der sächsischen Denkmaldatenbank, ggf. ergänzt durch die dort nur selten veröffentlichten Erfassungstexte oder zusätzliche Informationen
- ID: Vom Landesamt für Denkmalpflege Sachsen vergebene, das Kulturdenkmal eindeutig identifizierende Objekt-Nummer. Der Link führt zum PDF-Denkmaldokument des Landesamtes für Denkmalpflege Sachsen. Bei ehemaligen Kulturdenkmalen können die Objektnummern unbekannt sein und deshalb fehlen bzw. die Links von aus der Datenbank entfernten Objektnummern ins Leere führen. Ein ggf. vorhandenes Icon  führt zu den Angaben des Kulturdenkmals bei Wikidata.

## Ausführlicher Denkmaltext
1. ↑  Göschenhaus:
  - Geschichte: Kleinteiliger Park (4200 m²) am Wohnhaus des Verlegers Georg Joachim Göschen (1752–1828), Teil eines ehemaligen Pferdnergutes. Zeugnis eines mehrschichtigen Bestands mit Ursprüngen im frühen 19. Jahrhundert. Aufenthaltsort von Vertretern der Klassik wie Schiller, Seume und Körner. Gestaltung des Gartens ab ca. 1800. Veränderungen an Haus und Garten im 19. Jahrhundert, Erschließung und Restaurierung auf Initiative der Heimatforscherin Renate Sturm-Francke ab 1934, ab 1954 öffentlich zugänglich. Ab 1967 durch Nationale Forschungs- und Gedenkstätten der Klassischen Deutschen Literatur in Weimar verwaltet, heute durch die Stadt Grimma (Museum).
  - Einfriedung: Bruchsteinstützmauern und Holzzäune
  - Starke Bodenbewegung, Gelände von Nordwest nach Südost abfallend, terrassiert. Wohnhaus auf dem obersten Niveau, Zugang von Norden.
  - Kleiner Weinberg südlich und südwestlich des Hauses zum Straßenraum hin, bogenförmige Lauben (Stahl), Seiteneingang von Südwesten mit Pforte, Freitreppe und Laubengang.
  - Umgebung des Hauses mit Kleinskulpturen und Schmuckpflanzungen, teilweise mit Buchseinfassungen. Südwestlich des Hauses kleiner ebener Gartenraum mit Rasenfläche und umlaufendem Weg, Schöpfbrunnen, Skulptur und Gedenkstein (Renate Sturm-Francke), Gehölzkulisse. Schmale Freitreppen (Porphyrtuff) nach Süden zu unterem Niveau.
  - Halbrunder Aussichtsplatz mit historischem Mobiliar (Tische und Bänke), Ausblick in Richtung Südosten.
  - Gartenlaube (Holzkonstruktion, Rückwand geschlossen) mit historischem Mobiliar (Tisch, Stühle, Bänke und Schaukelpferd), Blickpunkt eines südlich hinabführenden Laubenganges (berankt mit echtem Wein), Bruchstein-Pflasterung. Erschließung des größten Gartenraumes auf mittlerem Niveau, begrenzt durch Böschungen (Efeu) und Gehölzkulisse, mit Urne (Porphyrtuff), Tierskulptur „Molch“ (Kunststein um 1930) und Schöpfbrunnen.
  - Größter Gartenraum (mittlere Ebene), historische und aktuelle Nutzung als „Theaterwiese“ (Bühne auf oberem Terrassenniveau), erschlossen durch Weg mit Bruchstein- sowie Kleinsteinpflasterung (Mischbelag), mit seitlichem Gedenkplatz für Johann Gottfried Seume (1763–1810). Zwei Steinbänke (Porphyrtuff), in Böschung eingelassene Steinplatte (Porphyrtuff) mit Inschrift (Schiller-Zitat), flankiert durch aufrecht gestellte Granitporphyr-Bruchsteine und Efeu. Weiterer Zugang (Nebenpforte) von Süden.
  - Terrassierung (Böschungen) mit Efeu bzw. Rasen. Vogeltränke (Porphyrtuff), historisches Mobiliar (Zwei Holzbänke) und Gehölze. Aussichtsplatz mit halbrunder Steinbank und Mittelfuß-Steintisch (Porphyrtuff) an der östlichen Ecke, Ausblick in Seumepark. Schmale Freitreppe (Porphyrtuff), eingebettet in Rasen, nach Nordosten (Tempel als Point de vue).
  - Breitere Freitreppe (Bruchstein) überwindet Terrassenanlage in Richtung Tempel. Rundes Wasserbecken (Porphyrtuff), zur Mitte hin abgestuft, in der Achse des Tempels. Antikisierender Tempel („Freundschaftstempel“), 1800 errichtet, mit vorgelagerter Terrasse und grottenartigem Torbogen, darin weibliche Skulptur „Hebe“, Sandstein. Westlich angelehnte Freitreppe (Porphyrtuff).
  - Tempel begleitet durch Pyramidenpappeln, ursprünglich sechs (stehend für Göschens Kinder), zugleich nordwestliche Gartengrenze